# Друга світова війна
Дру́га світова́ війна́ — глобальний збройний конфлікт, що тривав від 1 вересня 1939 року до 2 вересня 1945 року. У війні взяло участь понад 60 країн, зокрема всі великі держави, які утворили два протилежні військові табори: блок країн Осі та антигітлерівську коаліцію («союзники»). Безпосередню участь у бойових діях брали понад 100 мільйонів осіб. Супротивні держави кинули всі економічні, промислові та наукові можливості на потреби фронту, стираючи різницю між цивільними та військовими ресурсами. Загальні людські втрати коливаються між 50 й 80 мільйонами осіб, більшість із яких були мешканцями Радянського Союзу та Китаю. Друга світова війна відзначилася численними масовими вбивствами і злочинами проти людяності, насамперед Голокостом, стратегічними килимовими бомбардуваннями та єдиним в історії військовим застосуванням ядерної зброї.
Основними причинами війни стали політичні суперечності, породжені недосконалою Версальською системою, та агресивна експансіоністська політика нацистської Німеччини, Японської імперії та Італії. 1 вересня 1939 року гітлерівські війська вторглися в Польщу. 3 вересня Велика Британія та Франція оголосили Німеччині війну. Упродовж 1939—1941 років завдяки серії успішних військових кампаній та низки дипломатичних заходів Німеччина захопила більшу частину континентальної Європи. Саме тоді й Радянський Союз анексував (повністю або частково) території сусідніх європейських держав: Польщі, Румунії, Фінляндії та країн Балтії, що відійшли до його сфери впливу на підставі Пакту Молотова — Ріббентропа. Після початку бойових дій у Північній Африці та падіння Франції в середині 1940 року війна тривала насамперед між країнами Осі та Великою Британією, повітряні сили якої зуміли відбити німецькі повітряні атаки. У цей же час бойові дії поширились на Балканський півострів та Атлантичний океан. Японія окупувала частину Китаю та Південно-Східної Азії, взявши під контроль важливі джерела сировини.
22 червня 1941 року війська країн Осі чисельністю 3.5 мільйонів осіб вторглися в Радянський Союз, маючи на меті завоювання «життєвого простору» в Східній Європі. Відкривши найбільший в історії сухопутний фронт, німецькі війська спершу доволі швидко окупували західні регіони СРСР, однак в битві за Москву зазнали поразки. В цей же час Японія віроломно напала на США та підкорила західну частину Тихого океану. Задля протистояння агресії країн Осі створено Антигітлерівську коаліцію 26 країн, в окупованих країнах розгорнувся рух опору. У лютому 1943 радянська армія здобула перемогу під Сталінградом. У Північній Африці німецькі та італійські війська зазнали поразки під Ель-Аламейном. Просування Японії зупинили сили американців і австралійців у битві за Мідвей. У 1943 році після низки військових невдач Гітлера на Східному фронті, висадки союзників у Сицилії та Італії, що призвело до капітуляції останньої, і перемог США на Тихому океані, країни Осі втратили ініціативу та перейшли до стратегічного відступу на всіх фронтах. У 1944 році армії західних альянтів визволили Західну та Центральну Європу, у той час як радянські війська вигнали війська Німеччини та окупантів з власної території та країн Східної й Південно-Східної Європи.
Протягом 1944 та 1945 років Японія зазнала великих втрат у материковій Азії, у Південному Китаї та Бірмі; союзники знищили японський флот і заволоділи ключовими островами в західній частині Тихого океану. Німеччина опинилася в щільному кільці. До кінця квітня 1945 року радянські війська заволоділи значною частиною її території, зокрема й Берліном; Адольф Гітлер вчинив самогубство. 8 травня керівництво Вермахту підписало Акт про беззастережну капітуляцію. Ця дата вважається Днем перемоги над нацизмом в Європі. Після опублікування 26 липня 1945 Потсдамської декларації та відмови Японії капітулювати на її умовах США скинули атомні бомби на міста Хіросіму і Нагасакі 6 і 9 серпня відповідно. У серпні 1945 Радянський Союз розгорнув бойові дії проти Японії. Неминуче вторгнення американців на японський архіпелаг, а також можливість інших атомних бомбардувань змусили керівництво цієї острівної країни здатися. Акт про капітуляцію Японії підписали 2 вересня 1945 року на борту лінкора «Міссурі». Війна в Азії закінчилась, закріпивши загальну перемогу Антигітлерівської коаліції.
Друга світова стала наймасштабнішою та найкривавішою війною в історії людства, великим переламом XX століття, що докорінно змінив політичну карту і соціальну структуру світу. Для сприяння розвитку міжнародного співробітництва та запобігання майбутнім конфліктам створено Організацію Об'єднаних Націй. Післявоєнний порядок утвердив гегемонію Сполучених Штатів і Радянського Союзу, суперництво яких призвело до утворення капіталістичного й соціалістичного таборів та початку Холодної війни. Світовий вплив європейських держав значно ослаб, почався процес деколонізації Азії та Африки. Перед країнами, чиї галузі економіки були знищені, гостро стояла проблема їхнього відновлення. У Європі поряд з цим постало питання європейської інтеграції як способу подолання ворожнечі й створення спільної ідентичності.

## Причини
Питання про причини Другої світової війни залишається в історичній науці досить суперечливим і неоднозначним. Більшість дослідників вирізняють такі основні причини:
- Версальсько-Вашингтонська система, що встановила несправедливі, на думку деяких держав, кордони (серед іншого — недостатнє врахування етнічного принципу) та систему економічних і політичних взаємин;
- фашистські та мілітаристські держави, а також ті, що програли війну, на чолі з Третім Рейхом, Королівством Італія та Японською імперією були невдоволені Версальською системою і прагнули до нового перерозподілу світу, до захоплення колоній, джерел сировини і ринків збуту, які тоді перебували переважно під контролем Великої Британії, Французької Республіки, США і СРСР;
- пропаганда СРСР «світової революції» та практична діяльність у напрямку її підготовки (прийняття «Програми світової революції», спроби експорту революції);
- неефективність Ліги Націй;
- загострення суперечностей між великими державами через глибоку економічну кризу;
- політика потурання агресорам, яку проводили Велика Британія, Французька Республіка та СРСР[1], сподіваючись вгамувати їхні апетити.

## Передумови війни в Європі

Територіальні втрати Німеччини після Першої світової війни

Версальський мирний договір значно обмежив можливості Німецької держави у військовій сфері. У квітні-травні 1922 року у місті Рапалло, що на півночі Королівства Італія відбулася Генуезька конференція. Основною темою конференції була спільна відмова від висунення вимог щодо відшкодування за збитки, завдані протягом бойових дій у Першій світовій війні. Одним із результатів конференції стало підписання 16 квітня 1922 року Рапалльського договору між РРФСР і Німецькою державою. Угода передбачала негайне відновлення у повному обсязі дипломатичних зв'язків між РРФСР і Німецькою державою. Для Радянської Росії це був перший в її історії міжнародний договір. Для Німецької держави, що до того у міжнародній політиці перебувала поза законом, ця угода мала принципове значення, оскільки тим самим Німеччина розпочала своє повернення до визнаних світовою спільнотою держав.
Не меншого значення для Німеччини мали й секретні домовленості, підписані 11 серпня 1922 року, згідно з якими Радянська Росія гарантувала постачання до Німецької держави стратегічних матеріалів і, більш того, надавала свою територію для виробництва та випробування нових зразків бойової техніки, заборонених до розробки Версальським договором 1919 року.
27 липня 1928 в Парижі підписано пакт Бріана-Келлога — угоду про відмову від війни як знаряддя національної політики. Пакт мав набути чинності 24 липня 1929 року. 9 лютого 1929, до набуття пактом чинності, у Москві підписано так званий «протокол Литвинова» — Московський протокол про дострокове запровадження зобов'язань пакту Бріана-Келлога між СРСР, Польською Республікою, Румунським королівством, Естонією і Латвією. 1 квітня 1929 до нього приєдналась Туреччина і 5 квітня — Литва.
25 липня 1932 року Радянський Союз і Польська Республіка уклали договір про ненапад.
1933 року після приходу до влади німецької Націонал-соціалістичної робітничої партії на чолі з Адольфом Гітлером Третій Рейх починає ігнорувати усі обмеження Версальського договору (ігнорування договору і подальші дії Гітлера були вчинені за згоди Великої Британії і Французької Республіки) — розпочинає призов до армії і швидко нарощує виробництво озброєнь і військової техніки. 14 жовтня 1933 року Німеччина виходить з Ліги Націй і відмовляється від участі у Женевській конференції з роззброєння. 26 січня 1934 підписується Угода про ненапад між Третім Рейхом та Польською Республікою. 24 липня 1934 року Німеччина пробує здійснити аншлюс Австрійської Республіки, інспірувавши у Відні урядовий заколот, але змушена відмовитись від своїх планів через різку і негативну позицію італійського диктатора Беніто Муссоліні, що відправив до австрійського кордону 4 дивізії.
У 1930-ті роки Італія провадила не менш агресивну зовнішню політику. 3 жовтня 1935 року вона вторглась до Ефіопії і до травня 1936 року повністю її окупувала. В липні 1936 року проголошено Італійську імперію. Середземне море отримує назву «Наше море» (Mare Nostrum — так само його називали у Римській імперії). Акт невиправданої агресії викликає незадоволення західних держав і Ліги Націй. Погіршення відносин із західними державами штовхає Королівство Італія на зближення з Третім Рейхом. У січні 1936 року Муссоліні дає принципову згоду на анексію німцями Австрійської Республіки за умови їхньої відмови від експансії в Адріатиці. 7 березня 1936 року німецькі війська увійшли до Рейнської демілітаризованої зони. Велика Британія і Французька Республіка не чинили опору, обмежившись формальним протестом. 25 листопада 1936 року Третій Рейх і Японська імперія ухвалили Антикомінтернівський пакт про спільну боротьбу з комунізмом. 6 листопада 1937 року до пакту приєдналось Королівство Італія.
Вважається, що об'єктивні умови також робили СРСР противником Версальської системи. Внаслідок внутрішньої кризи, спричиненої подіями Першої світової війни, Жовтневого перевороту і громадянської війни, рівень впливу країни на європейську і світову політику суттєво зменшився. Водночас посилення радянської держави і результати здійсненої індустріалізації стимулювали керівництво СРСР вживати заходи для повернення статусу світової держави. Радянське керівництво вправно використовувало офіційні дипломатичні канали, нелегальні можливості Комінтерну, соціальну пропаганду, пацифістські ідеї, антифашизм, допомогу деяким жертвам агресорів для створення іміджу головного борця за мир і соціальний прогрес. Політика боротьби за «колективну безпеку» стала зовнішньополітичною тактикою Москви, спрямованою на посилення ваги СРСР в міжнародних справах і недопущення консолідації решти великих держав без своєї участі. Однак Мюнхенська угода показала, що СРСР ще далекий від того, щоб стати рівноправним суб'єктом європейської політики.
23 лютого 1927 року міністр закордонних справ Великої Британії Джозеф Остін Чемберлен вимагає від СРСР припинити військову і політичну підтримку гоміньданівсько-комуністичного уряду. Відмова СРСР погіршила відносини між Великою Британією і СРСР. Китайський наліт на посольство СРСР у Пекіні 6 квітня і обшук радянсько-британського АТ «Аркос» в Лондоні 12 травня британською поліцією надали консервативному уряду Болдуїна секретні радянські документи, які підтверджували «підривну діяльність» московського Комінтерну у Великій Британії і Республіці Китай. 27 травня Британія розірвала торгові і дипломатичні відносини з СРСР. В радянському Союзі це сприйняли як підготовку «хрестового походу» проти СРСР і стали активно готуватися до війни. Можливість нападу коаліції капіталістичних сил тиражувалась офіційною пропагандою. Військові, щоб мати навчений мобілізаційний резерв, почали активно навчати міське населення військовим спеціальностям, розпочалось масове навчання парашутизму, авіамоделізму тощо. Гідним вважалося скласти норми ГТО (готовий до праці і оборони), здобути за влучну стрільбу значок «Ворошиловський стрілець». Разом з новим титулом «орденоносець» з'явилось також престижне звання «значкіст».
Велика Британія відновила дипломатичні відносини з СРСР 1929 року.
Внаслідок досягнених Рапалльських домовленостей і секретних домовленостей (так званий «Договір Радека-фон Секта»), в Ліпецьку 1925 року створено Ліпецький авіацентр, де німецькі інструктори навчали радянських і німецьких курсантів. Під Казанню 1929 року створено центр підготовки командирів танкових з'єднань, в якому німецькі інструктори також навчали німецьких і радянських курсантів. Для німецької сторони за час функціонування школи підготовлено 30 офіцерів рейхсверу. В 1926—1933 роках у Казані також випробувались німецькі танки (німці для секретності називали їх «тракторами»). У Вольську створили центр для навчання використання хімічної зброї (об'єкт Томка). 1933 року після приходу до влади Гітлера всі ці школи закрили.
11 січня 1939 року ліквідовано Наркомат оборонної промисловості, замість нього створено Народний комісаріат боєприпасів СРСР, Народний комісаріат озброєнь, Наркомат суднобудівельної промисловості, Наркомат авіаційної промисловості. Всі наркомати виробляли лише військову продукцію.
В 1940-му році в СРСР стали посилювати режим праці і збільшувати тривалість робочого дня робітників і службовців. Усі державні, кооперативні та громадські підприємства й установи переведели з шестиденного на семиденний робочий тиждень, вважаючи сьомий день — неділю — днем відпочинку. Жорсткішою стала відповідальність за прогули. Під загрозою тюремного ув'язнення заборонялись звільнення і перехід в іншу організацію без дозволу директора.
В армії поспіхом приймають на озброєння і починають масовий випуск нового винищувача Як-1, навіть не закінчивши держвипробувань. 1940 — це рік освоєння у виробництві найновіших танків Т-34, допрацювання гвинтівки СВТ і прийняття на озброєння пістолета-кулемета ППШ зразка 1941. У 1940 році збройні сили СРСР мали 243 танки КВ і 115 Т-34. Лише у першій половині 1941 року виготовлено 393 КВ та 1110 Т-34.

## Визрівання Другої світової війни

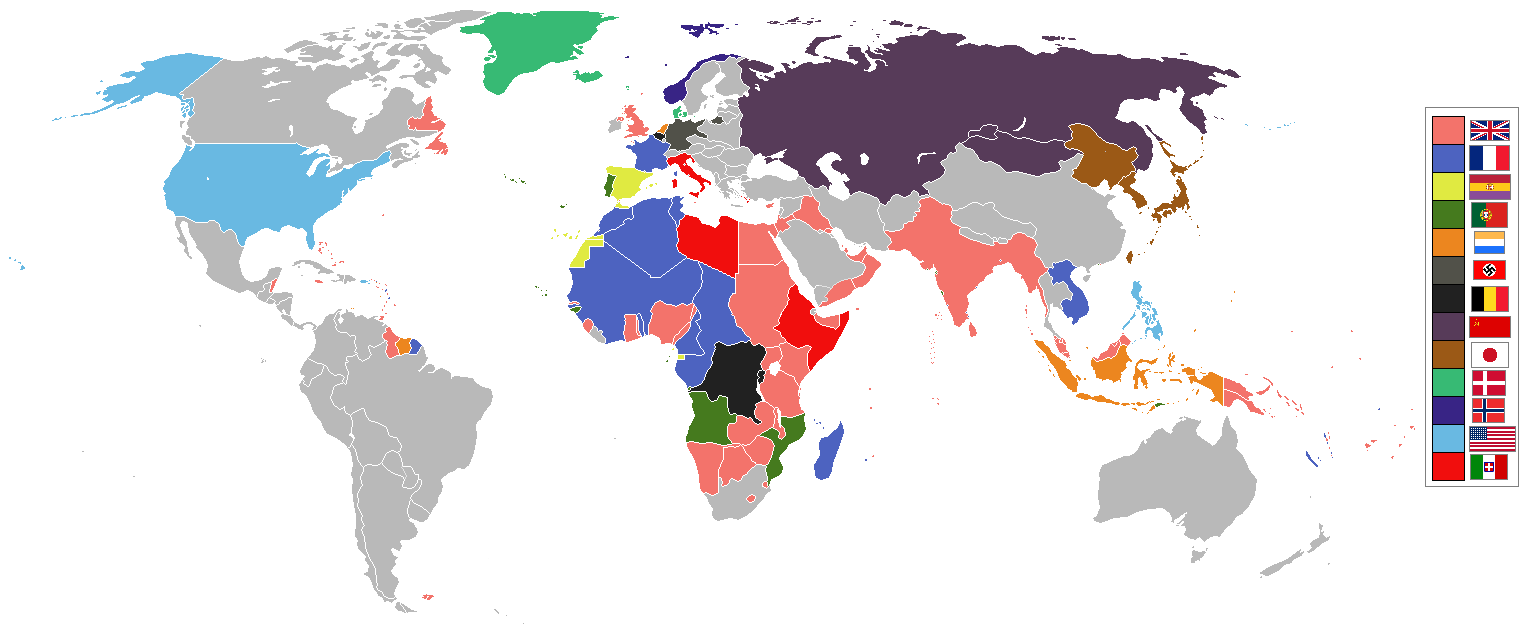
Колоніальні володіння станом на 1936 р.

### Друга італо-ефіопська війна
Без оголошення війни 3 жовтня 1935 року Королівство Італія напало на Ефіопію. Підсумком війни стала анексія Ефіопії й проголошення разом з Італійською Еритреєю та Італійським Сомалі колонії Італійська Східна Африка. Ця війна показала неспроможність Ліги Націй, членами якої були Королівство Італія й Ефіопія, врегульовувати міжнародні конфлікти. У цій війні італійські війська широко застосовували заборонену хімічну зброю: іприт і фосген.

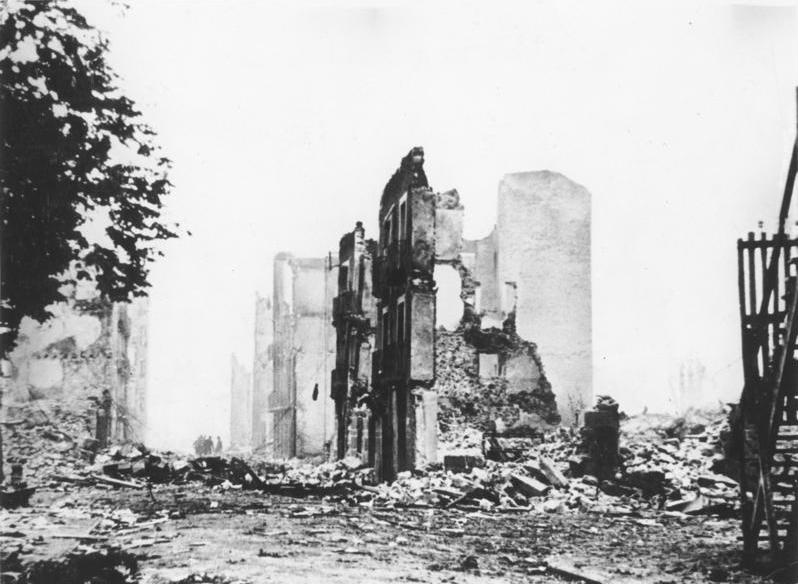
Руїни Герніки після бомбардувань німецькою авіацією

### Громадянська війна в Іспанії
Наприкінці 1935 року активізував свою діяльність Народний фронт Іспанії, керований комуністами. В лютому 1936 року партії Народного фронту перемогли на виборах в кортеси (парламент) і створили республіканський уряд єдиного фронту.
Представники правих сил і військового командування на чолі з генералом Франко почали готувати військовий переворот.
Антиурядовий заколот націоналістичних сил 17 липня 1936 року став початком громадянської війни в Іспанії. Довготривалому та кривавому характеру громадянської війни сприяла інтервенція СРСР (на боці урядових сил) та Третього Рейху й Королівства Італія (на боці правих сил). Третій Рейх та СРСР використовували посередницьку війну для перевірки своєї зброї та тактики.
У березні 1939 року «п'ята колона» в Мадриді за підтримки британської й французької агентури вчинила переворот. Мадрид захопили заколотники, республіку повалили. 2 квітня 1939 року США офіційно визнали франкістський уряд. Війна закінчилась встановленням авторитарного (диктаторського) режиму генерала Франко.

### Японське вторгнення до Китаю

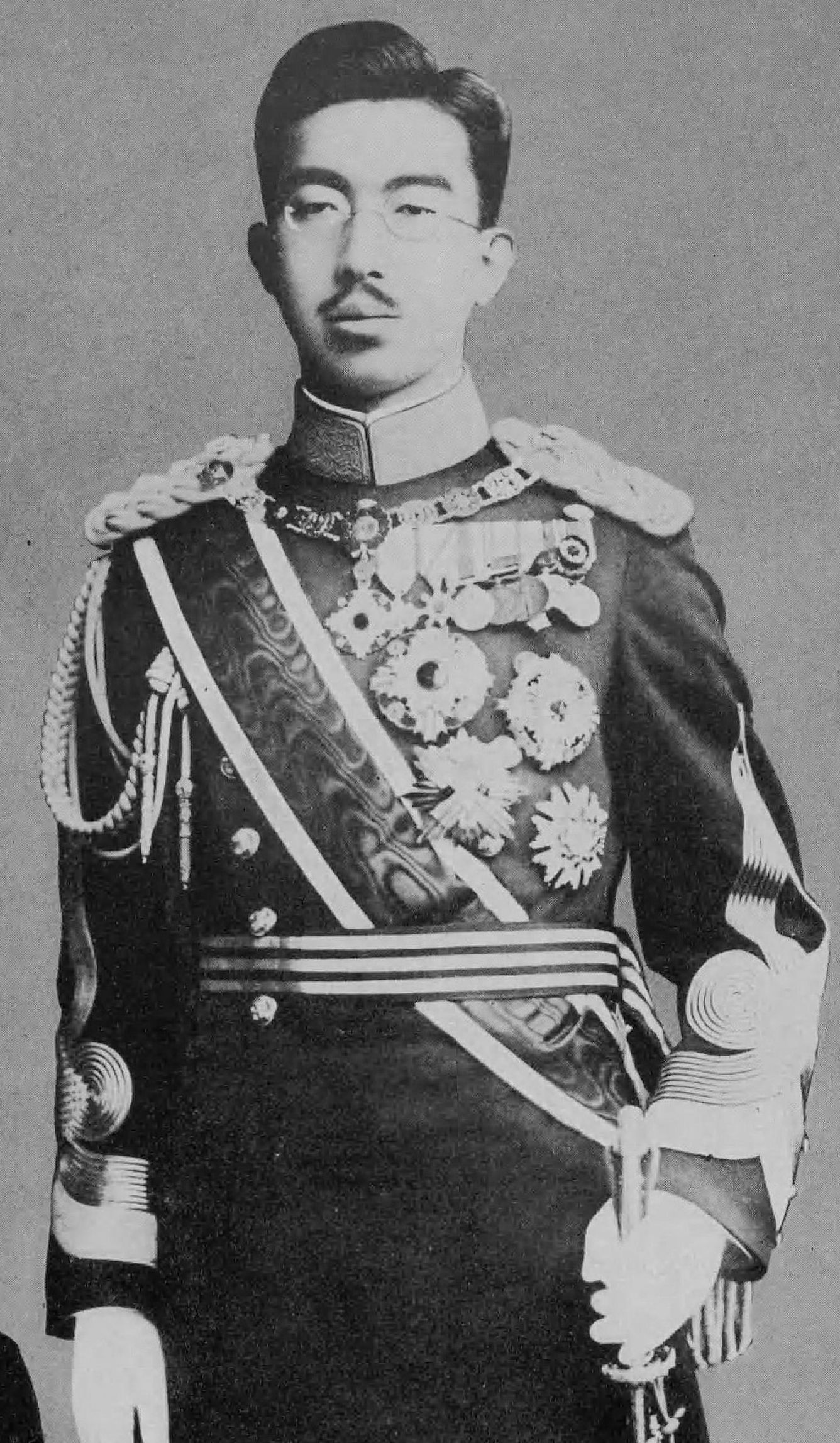
Японський Імператор Хірохіто

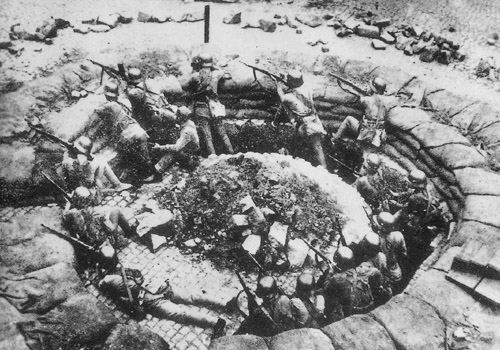
Китайська кулеметна точка (Битва за Шанхай, 1937 р.)

Інцидент на мосту Луґоуцяо (неподалік від Пекіна) 7 липня 1937 року став початком другої японсько-китайської війни. Після серії провальних переговорів між Республікою Китай та Японською імперією, 26 липня 1937 року Японія почала повномасштабні бойові дії. 8 серпня — 8 листопада відбулась Друга шанхайська битва, під час якої численні японські десанти у складі 3-го експедиційного корпусу Мацуі Іване, за інтенсивної підтримки з моря та повітря, захопили місто, попри сильний опір китайців. 13 грудня захоплено Нанкін, уряд евакуювався у місто Ханькоу. Японська армія 5 днів вирізала в місті цивільне населення, загинуло 50 тисяч осіб. Внаслідок битви за Нанкін китайська армія втратила всі танки, артилерію, авіацію та військово-морський флот. У червні — липні 1938 року китайці зупинили стратегічний наступ японців на Ханькоу через Чженчжоу, зруйнувавши греблі, що не давали розлитися річці Хуанхе. При цьому загинуло безліч японських солдатів, багато танків, вантажівок та гармат опинилося під водою або загрузло в багнюці.
З листопада 1938 року Японська імперія вирішує змінити стратегію активної боротьби стратегією виснаження. Японська імперія обмежується лише локальними операціями на фронті та переходить до посилення політичної боротьби.

Політична карта світу Азіатсько-тихокеанського регіону, 1939 рік

### Радянсько-японські прикордонні конфлікти
9 липня 1938 року радянські війська стали підтягуватися до кордону з Маньчжурією. 11 липня японські газети опублікували повідомлення про порушення радянськими прикордонниками кордону Маньчжурії, а 12 липня прикордонники захопили сопку Заозерну, яка перебувала на території маріонеткової держави. Уряд Маньчжурської держави 14 липня 1938 року заявив протест про порушення свого кордону. Після цих подій неминучим став збройний конфлікт. 29 липня японські війська перейшли кордон СРСР. Бої тривали до 11 серпня 1938 року і закінчилися повним розгромом японських військ на радянській території.
У травні 1939 року на допомогу Монгольській Народній Республіці, яка боролася проти Японської імперії, відповідно до радянсько-монгольського договору про взаємодопомогу, СРСР направило війська в МНР під командуванням комкора Жукова. У запеклих боях біля річки Халхин-Гол радянські і монгольські війська розгромили японські військові частини. У серпні 1939 року Японська імперія визнала свою поразку.
Розгром японської армії на Халхин-Голі став провалом десятилітнього японського зовнішньополітичного курсу, спрямованого на розв'язання війни з СРСР і зіграв вирішальну роль у ненападі Японської імперії на СРСР.

### Європейські угоди та окупації

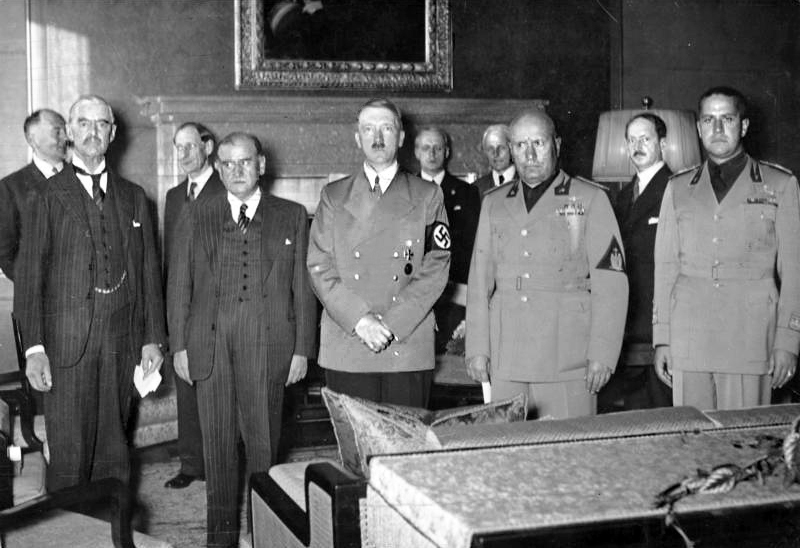
Чемберлен, Даладьє, Гітлер, Муссоліні, та Чіано перед підписанням Мюнхенської угоди.

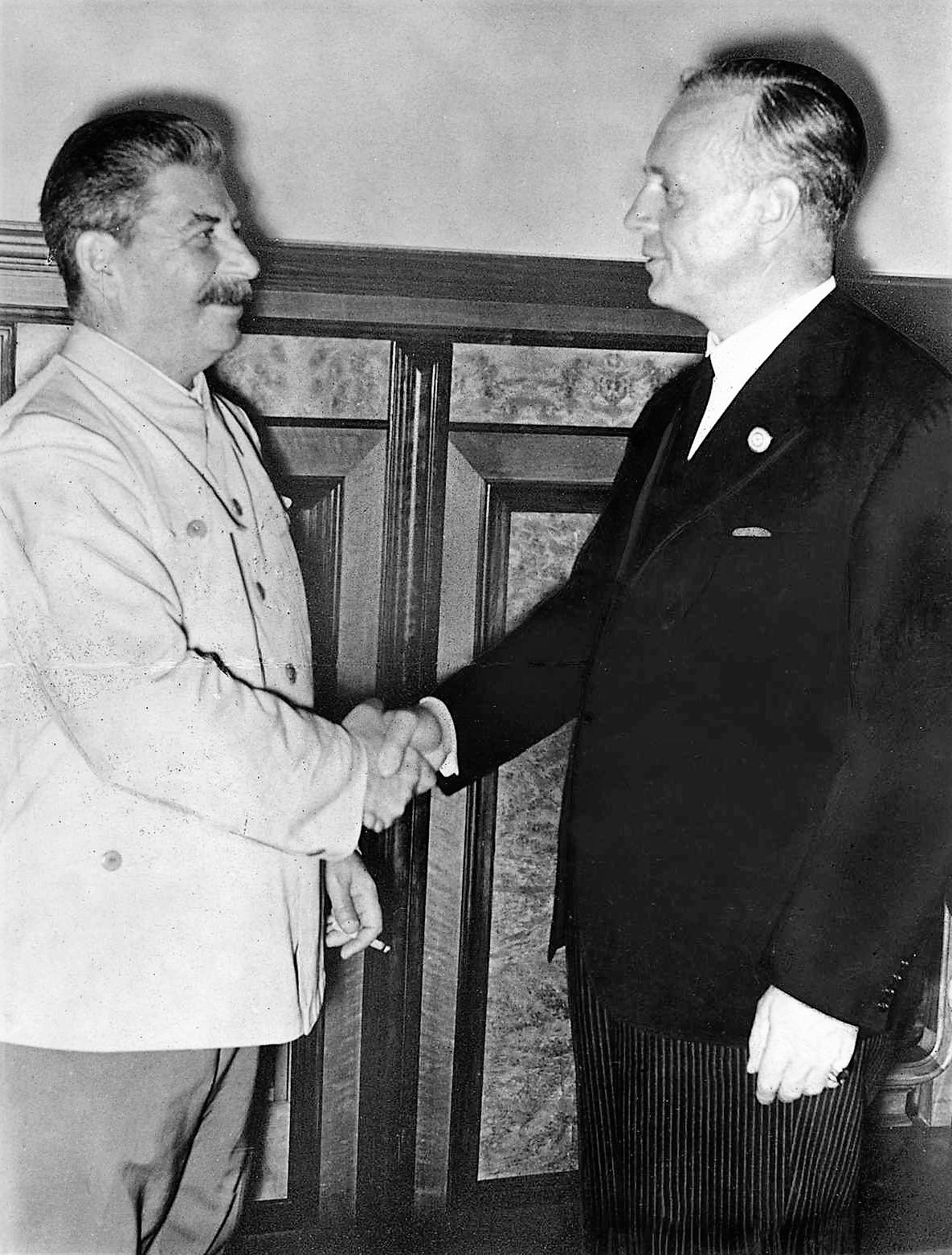
Йосип Сталін та Йоахим фон Ріббентроп, Москва 23 серпня 1939 року

У березні 1938 року Третій Рейх приєднав до себе Австрійську Республіку (див. Аншлюс).

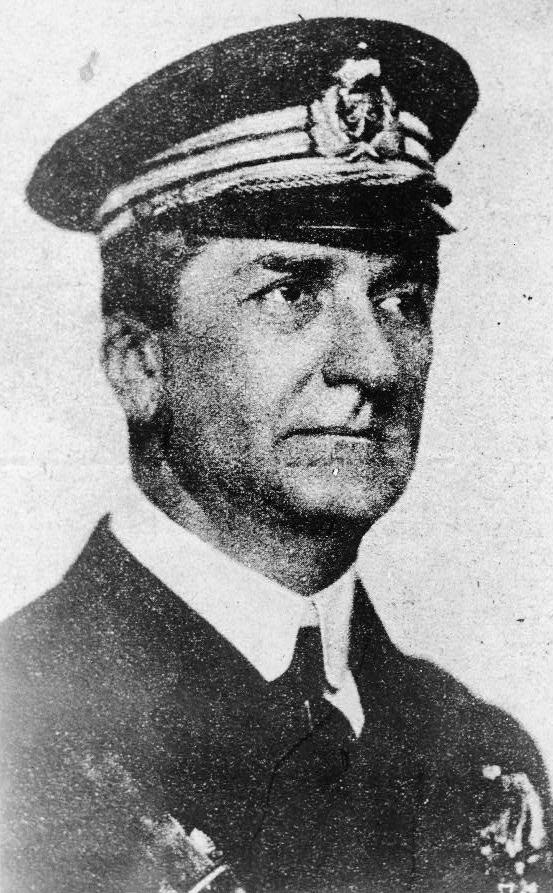
Міклош Горті

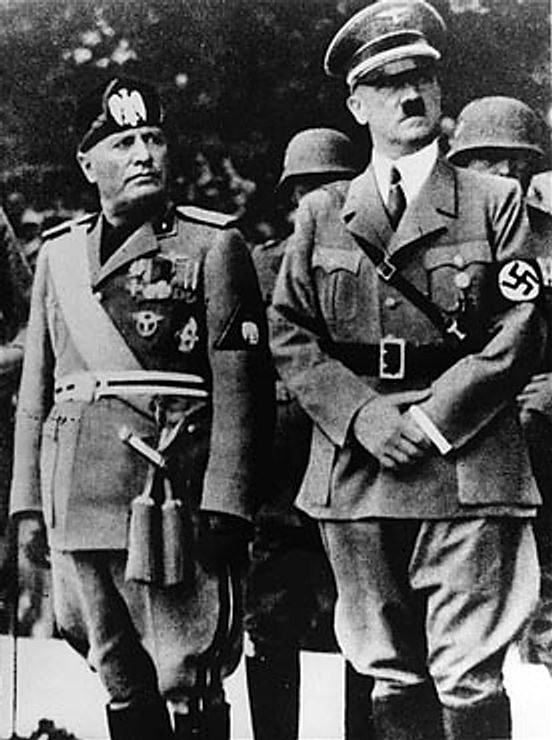
Беніто Муссоліні та Адольф Гітлер 1937 рік

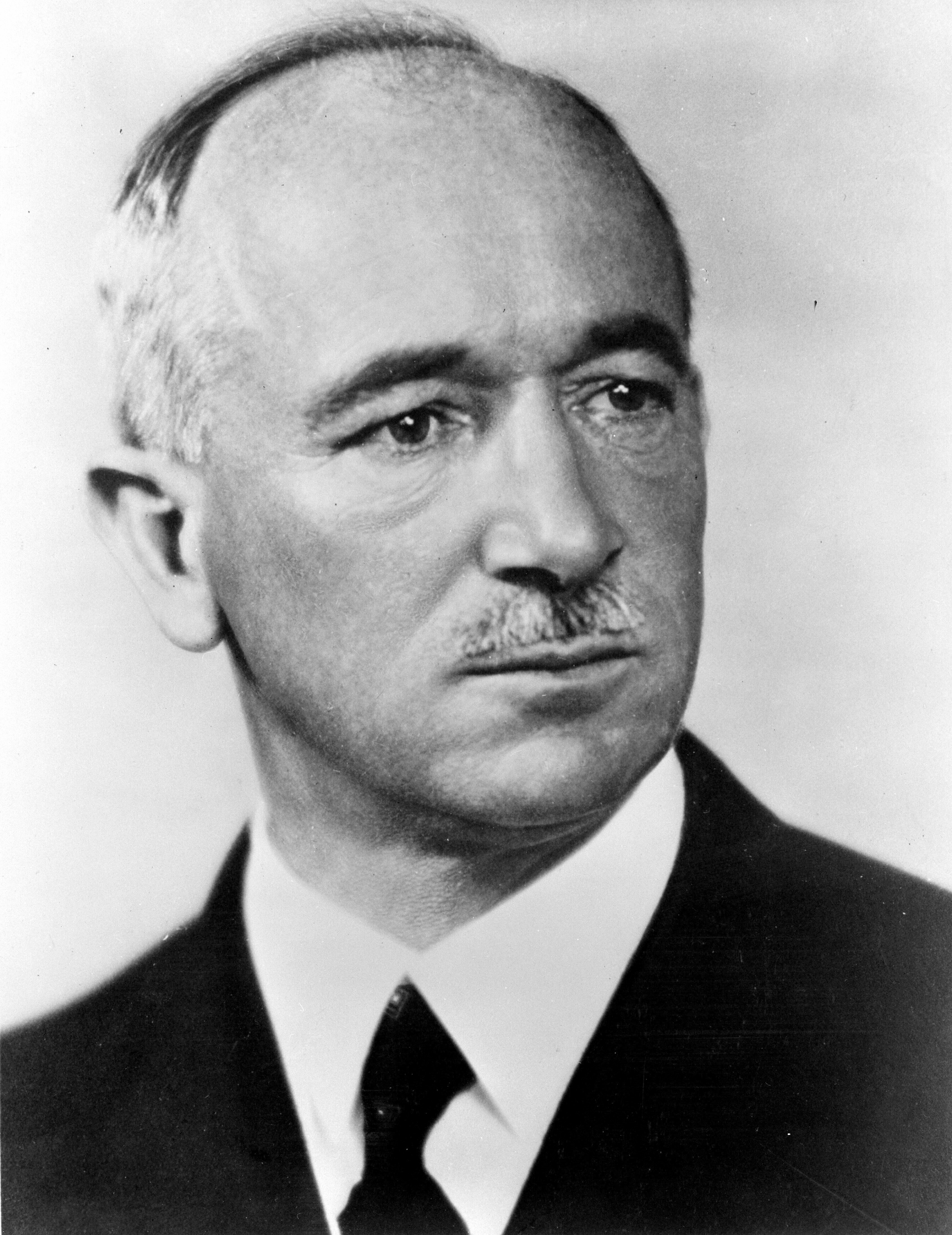
Едвард Бенеш

30 вересня 1938 року британський прем'єр-міністр Чемберлен і Гітлер підписали декларацію про ненапад і мирне врегулювання суперечок між Великою Британією та Третім Рейхом — угоду, відому в СРСР, як Мюнхенська змова. 1938 року Чемберлен тричі зустрічався з Гітлером, а після зустрічі в Мюнхені повернувся додому зі своєю знаменитою заявою «Я привіз вам мир!». Фактично ця угода, укладена без участі Чехословацької Республіки, призвела до її розподілу Третім Рейхом, за участі Угорського королівства і Польської Республіки. Вважається прикладом задобрення агресора, що тільки спонукало його до дальшого поширення своєї агресивної політики і стало однією з причин початку Другої світової війни.
У жовтні 1938 року за Мюнхенською угодою Третій Рейх анексував Судетську область, що належала Чехословацькій Республіці. Згоду на цей акт дали Велика Британія та Французька Республіка, при цьому думка самої Чехословацької Республіки до уваги не бралась. Радянський Союз також не вжив заходів, передбачених договорами з Французькою Республікою і Чехословацькою Республікою (1935 року).
- докладніше див.: Окупація Судетів

6 грудня 1938 року Жорж Бонне, міністр закордонних справ Французької Республіки і Йоахим фон Ріббентроп, міністр закордонних справ Третього Рейху, підписали франко-німецьку декларацію. Під час переговорів Жорж Бонне заявив: «Залиште нам нашу колоніальну імперію, і тоді Україна буде вашою».
15 березня 1939 року Третій Рейх порушив угоду і окупував Чехословацьку Республіку. На чеській території створюється «протекторат Богемії і Моравії» (нім. Protektorat Böhmen und Mähren stand). Угорське королівство і Польська Республіка беруть участь у розподілі Чехословацької Республіки: Угорщина захопила південні райони Словаччини з переважно угорським населенням, а Карпатська Україна, що проголосила незалежність того ж дня, до кінця травня після тяжких боїв угорських військ з місцевим ополченням повністю окупована військами адмірала Горті; на околиці міста Чеськи-Тішин вступають польські війська.
- докладніше див.: Угорсько-українська війна (1939)

24 лютого 1939 до Антикомінтернівського пакту приєдналась Угорщина, 27 березня — Іспанія, де до влади після закінчення громадянської війни прийшов Франсіско Франко.
До цього агресивні дії Третього Рейху не зустрічали значного опору з боку великих європейських країн: Великої Британії, Французької Республіки, Радянського Союзу. Велика Британія та Франція не наважувались розпочати війну і намагались врятувати систему Версальського договору розумними, на їхню думку, поступками (так звана «політика замирення агресора»). Однак, після порушення Гітлером Мюнхенської угоди, в обох країнах все більше починають усвідомлювати необхідність жорсткішої політики і, на випадок подальшої агресії Третього Рейху, Велика Британія та Французька Республіка дають військові гарантії Польській Республіці.
7 квітня Королівство Італія напало на албанський порт Дураззо. Наступного дня італійські війська увійшли до столиці Албанії Тирани.
Після захоплення Королівством Італія Албанії 7—12 квітня 1939 року такі ж гарантії отримують Румунське королівство, Туреччина і Грецьке королівство.
В період політичної кризи 1939 року в Європі утворились два військово-політичні блоки: британо-французький і німецько-італійський, кожен з них був зацікавлений в угоді з СРСР.
Під час зустрічі напередодні Другої світової війни (11 серпня 1939 року) із Верховним комісаром Ліги Націй у Данцігу Карлом Буркхардтом А. Гітлер сказав йому про мету війни:

| Все, що я роблю, спрямоване супроти Росії; якщо Захід занадто дурний і занадто сліпий, щоб зрозуміти це, я буду змушений порозумітися з росіянами, розбити Захід, а потім, після його поразки, усіма зібраними силами виступити проти Радянського Союзу. Мені потрібна Україна, щоб ніхто знову, як під час останньої війни не голодував у нас.[16] Оригінальний текст (нім.) «Alles, was ich unternehme, ist gegen Rußland gerichtet; wenn der Westen zu dumm und zu blind ist, um dies zu begreifen, werde ich gezwungen sein, mich mit den Russen zu verständigen, den Westen zu schlagen und dann nach seiner Niederlage mich mit meinen versammelten Kräften gegen die Sowjetunion wenden. Ich brauche die Ukraine, damit man uns nicht wieder wie im letzten Krieg aushungert» |
15 серпня 1939 посол Німеччини в СРСР фон Шуленбург зачитав Молотову послання міністра закордонних справ Третього Рейху Ріббентропа, де він висловлював готовність особисто прибути до Москви для «з'ясування німецько-російських відносин». Того ж дня до РСЧА надсилаються директиви про розгортання додаткових 56 дивізій до вже наявних 96.
19 серпня 1939 року у Берліні підписано торгівельно-кредитну угоду між Третім Рейхом і Радянським Союзом. Повідомлення про цю подію з'явилось у радянській пресі 21 серпня.
Радянська сторона припинила британо-франко-радянські переговори у Москві.
21 серпня Гітлер пішов на безпрецедентний крок: він особисто звернувся до Сталіна. Гітлер надіслав Сталіну телеграму, у якій офіційно прийняв запропонований Молотовим проєкт пакту про ненапад, а також заявив про готовність обговорити додатковий протокол. У телеграмі була пропозиція прийняти райхсміністра Ріббентропа не пізніше 23 серпня. Відповідь Сталіна, у якій він приймав усі пропозиції Гітлера, вручили послу Німеччини через дві години.
23 серпня 1939 року в Москві СРСР підписує з Третім Рейхом договір про ненапад. В секретному додатковому протоколі передбачався розподіл сфер інтересів у Східній Європі, включно з прибалтійськими державами і Польщею. Пакт, укладений між двома тоталітарними режимами — комуністичним Радянським Союзом і націонал-соціалістичною Німеччиною, призвів до вибуху Другої світової війни.

## Початок Другої світової війни (вересень 1939— червень 1941 року)

Хід Другої світової війни у Європі у вигляді анімації

### Вторгнення до Польщі

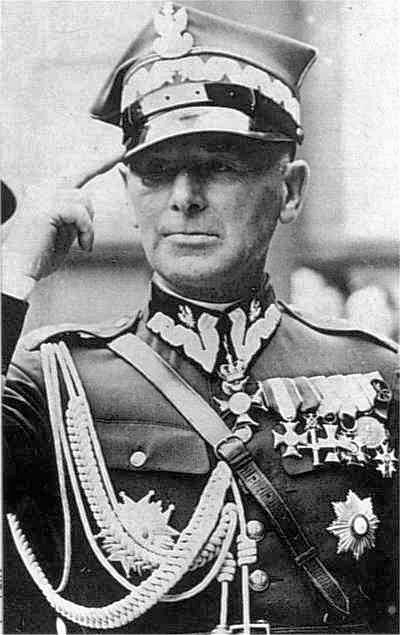
Едвард Ридз-Смігли, головнокомандувач польської армії 1939 р.

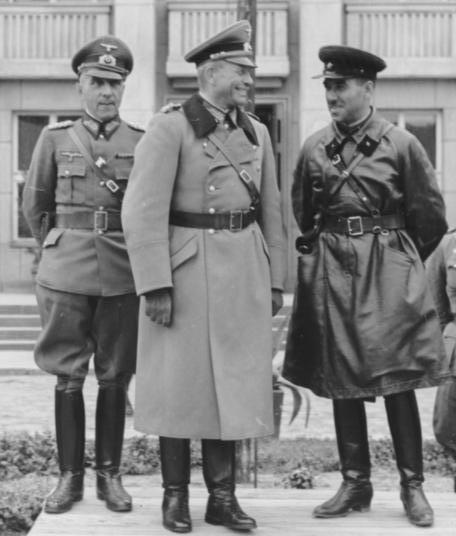
Спільний парад німецького Вермахту та радянської Червоної армії 23 вересня 1939 року в Бресті. У центрі Г.Гудеріан і С.Кривошеїн

1 вересня 1939 року Третій Рейх та Словацька республіка розпочали військову операцію проти Польської Республіки. У відповідь Велика Британія і Французька Республіка (а слідом за ними й залежні від них країни), згідно з попередніми домовленостями з польським урядом, 3 вересня 1939 року оголосили війну Третьому Рейху, з локального конфлікту між Німеччиною та Польською Республікою війна переросла у світову. Приводом для нападу на Польщу була інсценована спецслужбами Третього Райху Гляйвіцька провокація 31 серпня 1939 року.
Наступ німецьких військ розвивався за планом. Польські війська виявилися слабкою військовою силою порівняно з узгоджено діючими танковими з'єднаннями та люфтваффе. На Західному фронті союзні британо-французькі війська не проявляли активності (див. Дивна війна). Тільки на морі війна почалася одразу: 3 вересня німецький підводний човен U-30 без попередження напав на британський пасажирський лайнер «Атенія»
5 вересня США і Японська імперія оголошують про свій нейтралітет у європейській війні.
17 вересня у конфлікт втрутився Радянський Союз. Радянська армія перейшла кордон Польської Республіки і розпочала бойові дії проти польської армії.

| З огляду на розпорядження Радянського уряду війська Українського і Білоруського фронтів, виконуючи наказ Головного Командування, 17 вересня перейшли кордон колишньої польської держави, щоб взяти під свій захист життя і майно населення Західної України і Західної Білорусії. Стрімким натиском частини Червоної Армії розгромили польські війська, виконавши у короткий термін свій обов'язок перед Радянською Батьківщиною. <...> У боях з польськими військами наші військові частини показали не тільки високі темпи маршу і маневровість, але вони проявили також високу доблесть, героїзм, ініціативу, безмежну відданість своїй Батьківщині і великій справі Леніна — Сталіна. Визвольний похід Червоної Армії увійде в історію нашого народу як одна з чудових сторінок [22][23]. Оригінальний текст (рос.) В силу распоряжения Советского правительства войска Украинского и Белорусского фронтов, выполняя приказ Главного Командования, 17 сентября перешли границу бывшего польского государства, чтобы взять под свою защиту жизнь и имущество населения Западной Украины и Западной Белоруссии. Стремительным натиском части Красной Армии разгромили польские войска, выполнив в короткий срок свой долг перед Советской Родиной. <…> В боях с польскими войсками наши воинские части показали не только высокие темпы марша и маневренность, но они проявили также высокую доблесть, героизм, инициативу, беззаветную преданность своей Родине и великому делу Ленина — Сталина. Освободительный поход Красной Армии войдет в историю нашего народа как одна из замечательных страниц. |
Відповідно до таємної угоди з Третім Рейхом СРСР окупував східні воєводства Польської Республіки (землі Західної України та Західної Білорусі).
28 вересня німці увійшли до Варшави. Цього ж дня в Москві підписано Договір про дружбу та кордони між СРСР та Німеччиною, який встановив лінію розмежування між німецькими і радянськими військами на території колишньої Польської Республіки приблизно по «лінії Керзона».
6 жовтня капітулювали останні підрозділи польської армії.
Результатом кампанії став розгром польських збройних сил, евакуація польського уряду і залишків його армії за кордон. Відповідно до секретного доповнення до Договору про ненапад між Німеччиною і Радянським Союзом територію Польщі поділено між Третім Рейхом та СРСР, а також Словацькою Республікою і Литвою. Остання не воювала, але 10 жовтня 1939 року підписала з СРСР Договір про взаємодопомогу, згідно з яким литовський уряд дав згоду на дислокацію на своїй території частин Червоної армії та отримав від Радянського Союзу частину колишніх польських земель — Віленську область. Червона армія окупувала східну частину Польщі (землі Західної України та Західної Білорусі). Пізніше Західна Україна (1 листопада 1939 року) і Західна Білорусь (2 листопада 1939 року) увійшли до складу СРСР (формально до УРСР та БРСР відповідно).

### Битва за Атлантику

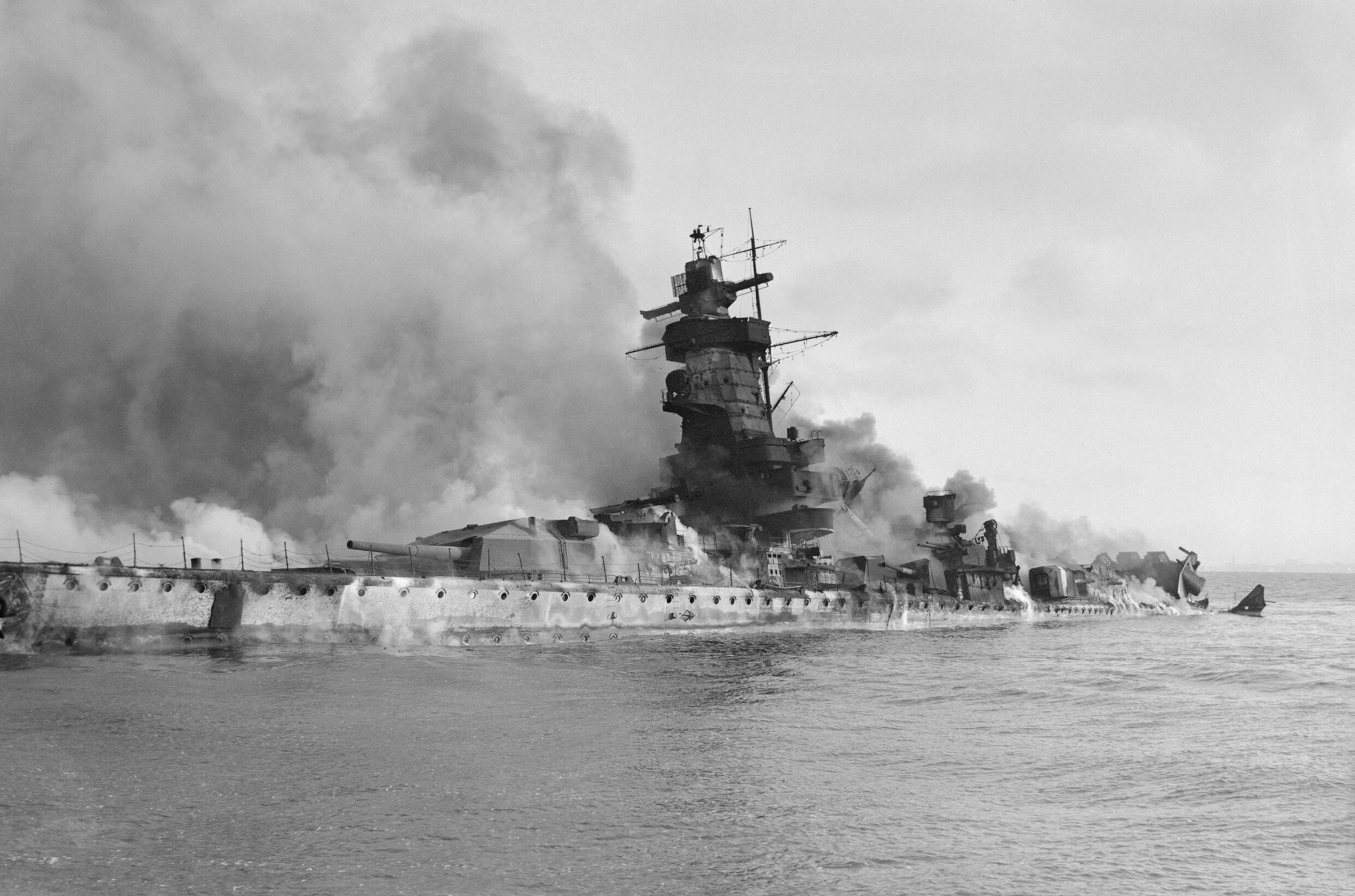
Пожежа на лінкорі «адмірал граф Шпее» під час його затоплення в гирлі Ла-Плати

Незважаючи на відмову від мирної конференції, Велика Британія та Французька Республіка з вересня 1939 по квітень 1940 року продовжували пасивну війну без жодних спроб наступу, тому цей етап війни називають «Сидяча» або «Дивна війна». Активні бойові дії відбувалися лише на морських комунікаціях. Ще до війни німецьке командування направило в Атлантичний океан 2 лінкори і 18 підводних човнів, які з початком військових дій розпочали напади на торговельні судна Великої Британії і союзних їй країн. З вересня по грудень 1939 року Велика Британія втратила від ударів німецьких підводних човнів 114 суден, а 1940 року — 471 судно, німці ж 1939 року позбулися лише 9 підводних човнів. Удари по морських комунікаціях Великої Британії призвели до втрати до літа 1941 року 1/3 тоннажу британського торговельного флоту і створили серйозну загрозу економіці країни.
23 жовтня німецький військовий корабель «Дойчланд» привів до Мурманська перехоплений в Атлантиці американський пароплав-рефрижератор «Сіті оф Флінт» з німецькою командою на борту. Це спричинило скандал: США мали всі підстави оголосити СРСР війну чи принаймні розірвати всі відносини, але не зробили цього. Взагалі, за домовленістю з Кремлем, німецькі пароплави могли ховатися від британського флоту у Мурманську, і там у вересні—жовтні зібралося близько 40 німецьких суден, серед яких — один із найбільших і найшвидших трансатлантичних лайнерів «Бремен», здатний швидко перекидати дивізії на великі відстані. У жовтні розширено й розбудовано надану Рейху на Кольському півострові військово-морську базу Териберка (на схід від Мурманська), німецька назва «Basis Nord», яка доти могла приймати тільки підводні човни.

### Радянсько-фінська війна

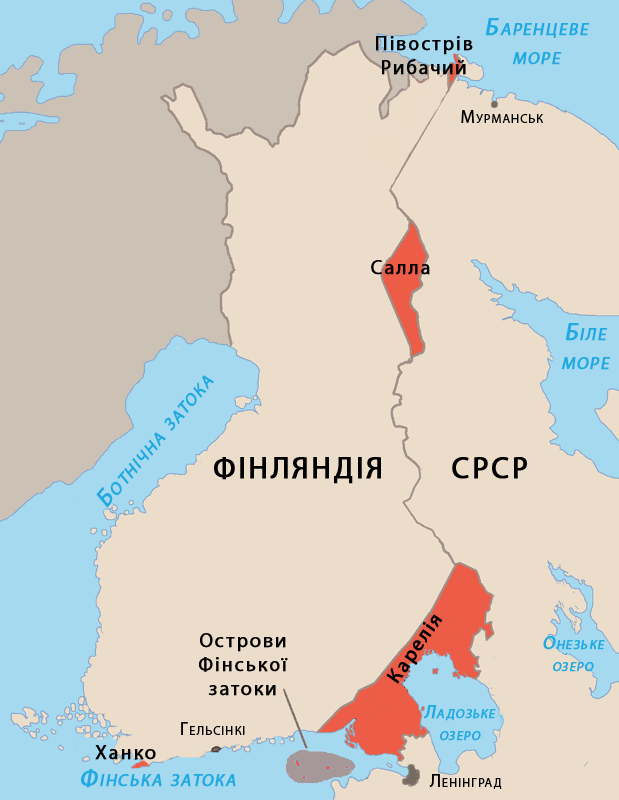
Територіальні придбання СРСР за результатами Радянсько-фінської війни

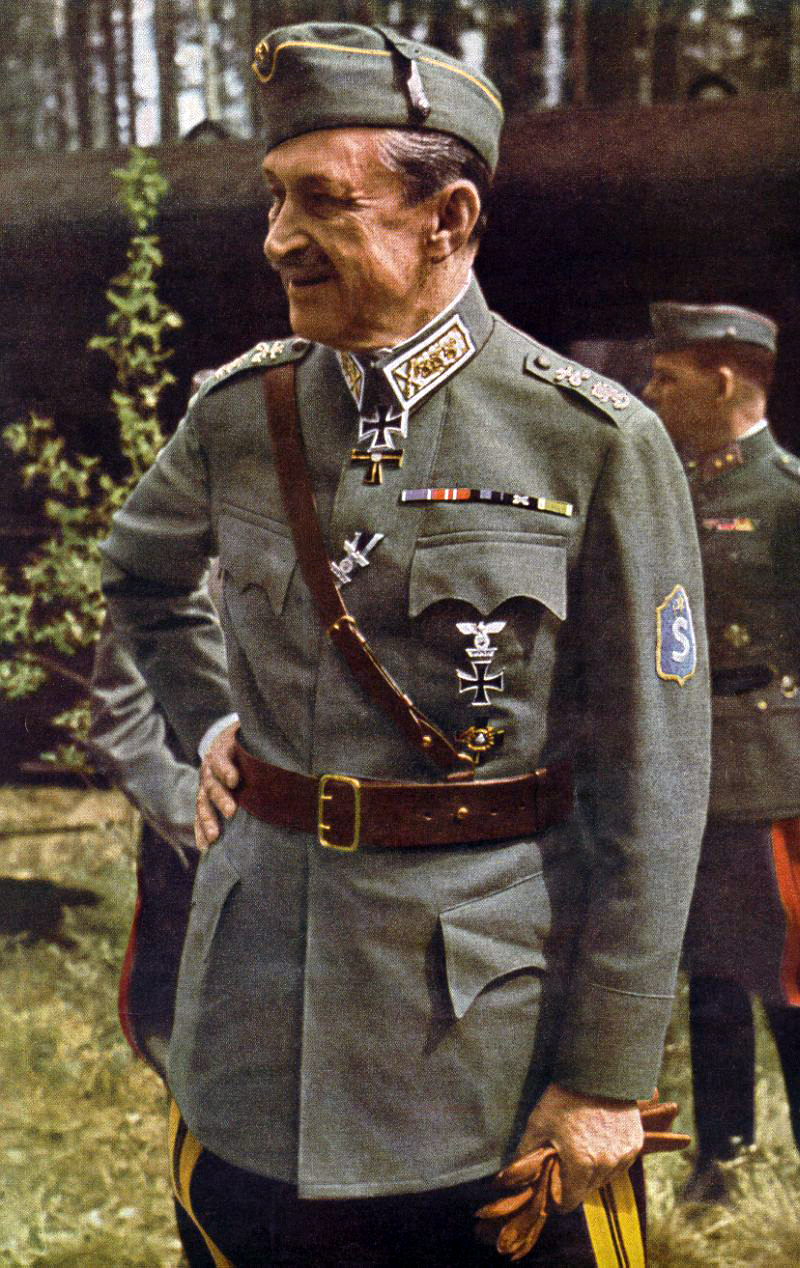
Маршал Карл Густав Маннергейм

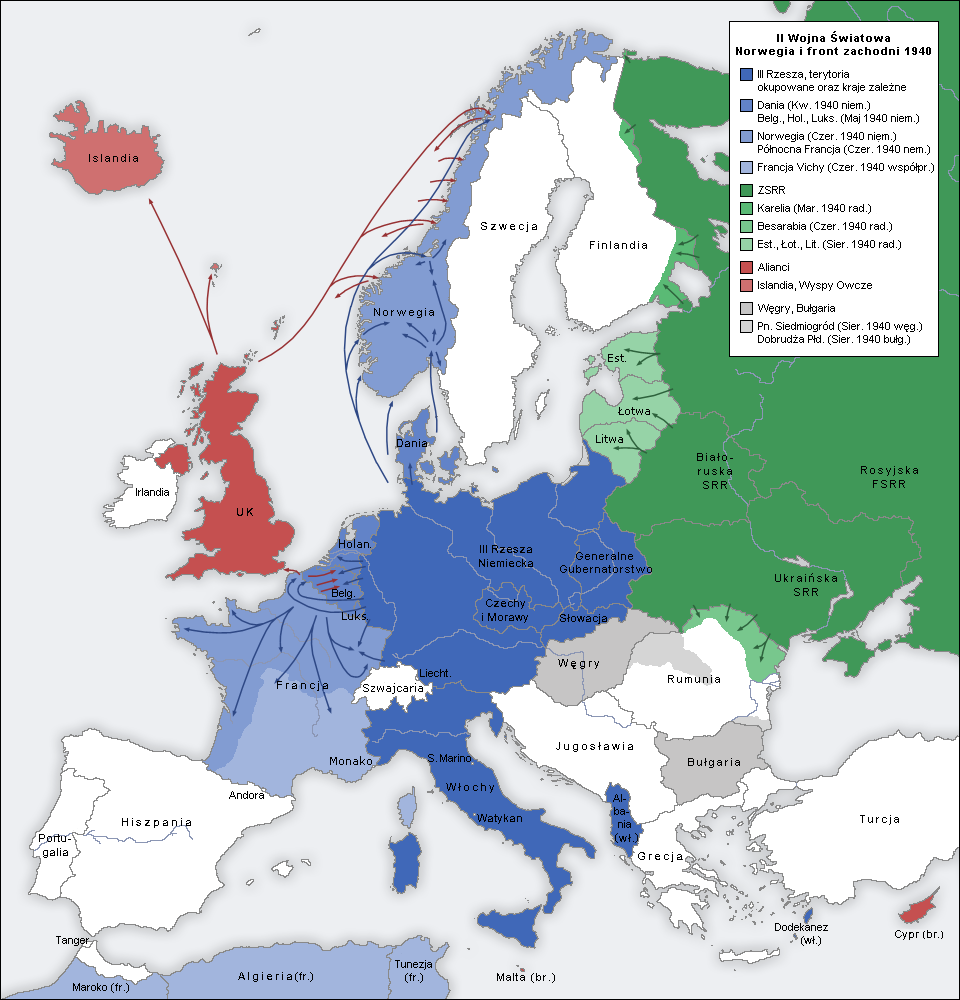
Військові дії в Європі (1940 рік)

В ході радянсько-фінських переговорів 1938—1939 років СРСР намагався домогтися від Фінляндії передачі частини Карельського перешийка (передача цих територій розривала «лінію Маннергейма» на найголовнішому, виборзькому напрямку), а також передачі в оренду кількох островів і частини півострова Ханко (Гангут) під військові бази, пропонуючи натомість територію в Карелії загальною площею удвічі більше ніж та, яку вимагав у Фінляндії. Фінляндія, не бажаючи йти на поступки і брати на себе зобов'язання військового характеру, наполягала на укладенні торгової угоди і згоди на ремілітаризацію Аландських островів.
30 листопада 1939 року СРСР напав на Фінляндію, розпочавши радянсько-фінську війну. 14 грудня за розв'язання війни СРСР виключено з Ліги Націй. Під час розгляду питання щодо виключення СРСР з Ліги Націй з 52 держав-членів Ліги 12 своїх представників на конференцію взагалі не прислали, а 11 не голосували.
З грудня по лютий 15 радянських стрілецьких дивізій неодноразово пробували прорвати «лінію Маннергейма», що її обороняли 15 піхотних дивізій фінів, проте великих успіхів у цьому не досягли. Невдачею у Суомуссалмі закінчується спроба розрізати територію Фінляндії і вийти на Оулу.
Надалі йшло безперервне нарощування сил Червоної армії на всіх напрямках.
На початку березня 1940 року радянські війська прорвали «Лінію Маннергейма» і захопили 3/4 Виборга. 13 березня 1940 року в Москві підписано мирний договір між Фінляндією та СРСР, згідно з яким кордон СРСР на Карельському перешийку, в районі Ленінграда і Мурманської залізниці пересунуто в бік Фінляндії і на північний захід з 32 до 150 км, до СРСР відійшли деякі острови у Фінській затоці. Завдяки цьому утворилася ділянка кордону СРСР з Норвегією в районі м. Петсамо (Печенга). Формально більшість історіографічних праць радянсько-фінську війну не включають до складу Другої Світової, а розглядають окремо.

### Європейський бліцкриг

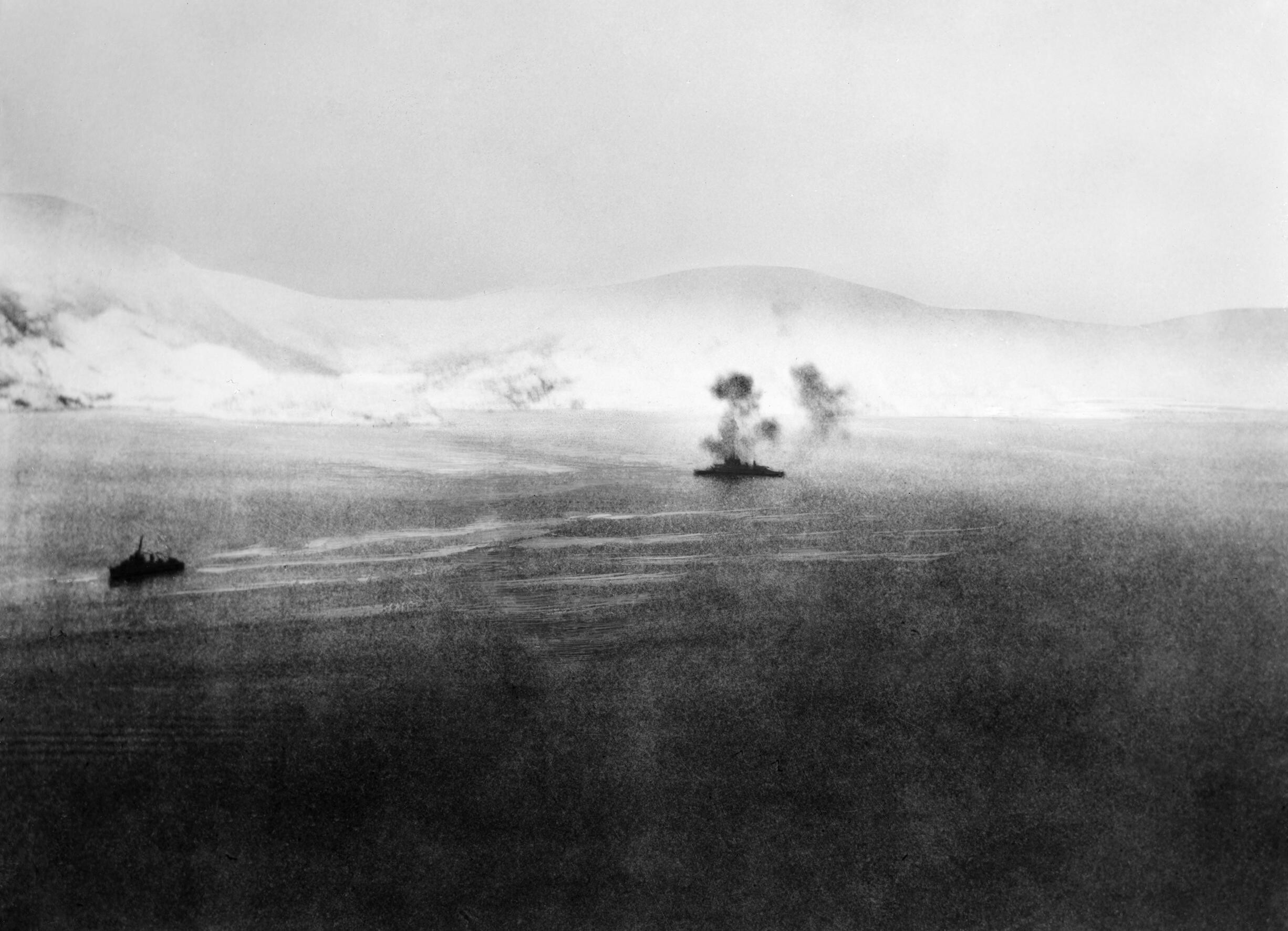
Морська битва біля норвезького узбережжя. 10 квітня 1940

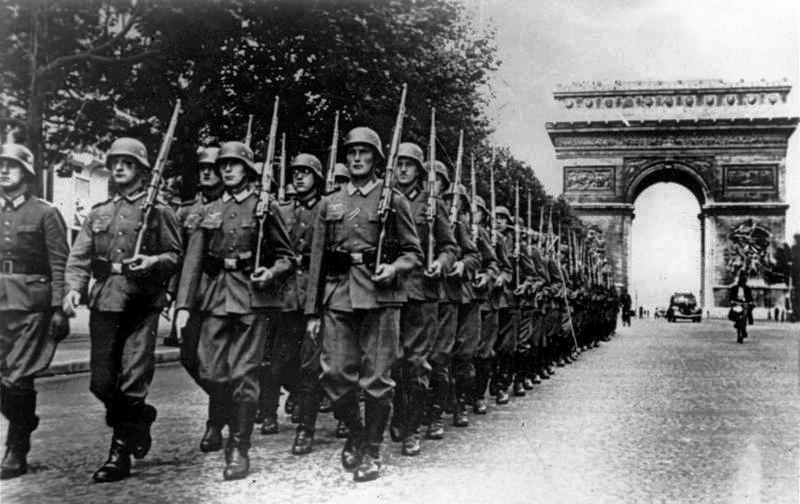
Німецькі війська на вулицях Парижа

9 квітня 1940 року Третій Рейх вторгається в Данію та Норвегію (Операція «Везерюбунг»).
У Данії німці морськими і повітряними десантами безперешкодно займають всі найважливіші міста і за кілька годин знищують данську авіацію. Під загрозою бомбардувань цивільного населення данський король Крістіан X змушений підписати капітуляцію і наказує армії скласти зброю.
У Норвегії німці 9 — 10 квітня захоплюють головні норвезькі порти Осло, Тронгейм, Берґен, Нарвік. 14 квітня Британо-французький десант висаджується під Нарвіком, 16 квітня — у Намсуса, 17 квітня — в Ондальснесе. 19 квітня союзники розгортають наступ на Тронгейм, але зазнають невдачі і на початку травня змушені вивести свої сили з центральної Норвегії. Після низки боїв за Нарвік союзники на початку червня також евакуюються з північної частини країни. 10 червня 1940 року капітулюють останні частини норвезької армії. Норвегія опиняється під управлінням німецької окупаційної адміністрації (рейхскомісаріат); Данія, оголошена німецьким протекторатом, змогла зберегти часткову самостійність у внутрішніх справах.
Після окупації Данії британські та американські війська, щоб не допустити вторгнення Німеччини в данські неконтинентальні володіння, окупували її заморські території, що мали важливе стратегічне значення — Фарерські острови, Ісландію та Ґренландію (див. Фарерські острови у Другій світовій війні, Вторгнення в Ісландію (1940), Гренландія в Другій світовій війні).
- 10 травня Вінстон Черчилль став прем'єр-міністром Великої Британії.

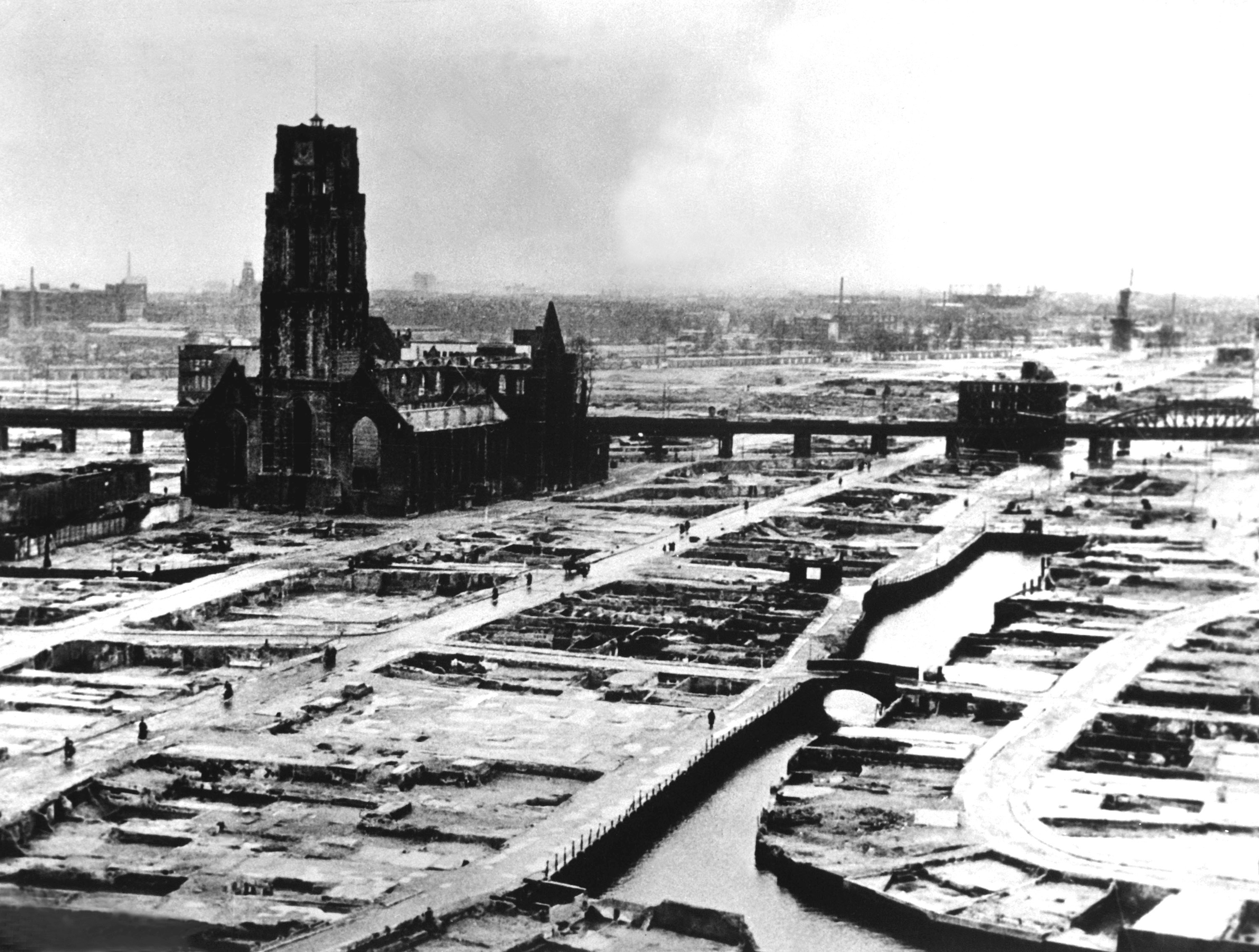
Центр Роттердама після німецьких бомбардувань

10 травня 1940 року Німеччина перервала «дивну війну», почавши швидкий і активний наступ на Бельгію, Нідерланди та Люксембург, увівши до цих країн 135 дивізій. Цей наступ став класичним прикладом «швидкої війни» («Бліцкриг», нім — Blitzkrieg), внаслідок якої Німеччина окупувала Норвегію, Данію, Бельгію, Люксембург, Нідерланди, північні та центральні райони Франції.
Перша група союзних армій висувається на територію Бельгії, але не встигає допомогти голландцям, оскільки німецька група армій «B» стрімко наступає в південних Нідерландах і вже 12 травня захоплює Роттердам. 15 травня Нідерланди капітулюють.
У Бельгії німецькі десантники 10 травня захоплюють мости через канал Альберта, що дає можливість великим німецьким танковим силам форсувати його до підходу союзників і вийти на Бельгійську рівнину. 17 травня захоплено Брюссель.
Але головного удару завдала група армій «A». Окупувавши 10 травня Люксембург, три танкові дивізії Гудеріана перетинають південні Арденни і 14 травня переправляються через річку Маас західніше Седана. Одночасно танковий корпус Гота проривається через північні Арденни і 13 травня форсує річку Маас на північ від Дінана. Німецька танкова армія вирушає на захід. Запізнілі атаки французів, для яких удар німців через Арденни виявляється повною несподіванкою, не в змозі стримати її. 16 травня частини Гудеріана досягають Уази; 20 травня вони виходять до узбережжя Па-де-Кале поряд з Абвілем і повертають на північ в тил союзних армій. 28 британо-франко-бельгійських дивізій потрапляють в оточення.
Спроба французького командування організувати 21 — 23 травня контрудар біля Арраса могла бути успішною, але Гудеріан ціною майже повністю знищеного танкового батальйону зупиняє його. 22 травня Гудеріан відрізає союзникам шлях відступу до Булоні, 23 травня — до Кале і виходить до Гравліна за 10 км від Дюнкерка, останнього порту, через який британо-французькі війська могли евакуюватися, проте 24 травня він змушений зупинити наступ на дві доби за особистим наказом Гітлера («Диво під Дюнкерком») (за іншою версією, причиною зупинки був не наказ Гітлера, а вхід танків у зону дії корабельної артилерії британського флоту, яка могла розстрілювати їх практично безкарно). Перепочинок дозволяє союзникам зміцнити оборону Дюнкерка і почати операцію «Динамо» з евакуації своїх сил морем. 26 травня німецькі війська прорвали бельгійський фронт в Західній Фландрії, і 28 травня Бельгія всупереч вимогам союзників капітулювала. Того ж дня біля Лілля німці оточують велике французьке угруповання, яке здається в полон 31 травня. Частина французьких військ і майже вся британська армія (224 тис.) вивезено на британських кораблях через Дюнкерк. Німці захоплюють всю британську та французьку артилерію і бронетехніку, транспортні засоби, кинуті союзниками при відступі. Після Дюнкерка Британія опинилася практично беззбройною, хоча і зберегла особовий склад армії.
5 червня німецькі війська почали наступ на ділянці Лан — Аббевіль. Спроби французького командування спішно залатати прорив в обороні непідготовленими дивізіями безуспішні. Французи програють один бій за іншим. Оборона французів розпадається, і командування спішно відводить війська на південь.
10 червня Королівство Італія оголосило війну Великій Британії та Французькій Республіці. Італійські війська вторглись у південні райони Франції, однак далеко просунутися не змогли. Того ж дня французький уряд евакуювався з Парижа. 11 червня Канада оголосила війну Королівству Італія. 11 червня німці переправились через Марну біля Шато-Тьєррі. 14 червня вони без бою зайшли до Парижа, а через два дні вийшли в долину Рони. 16 червня маршал Петен сформував новий уряд Франції, який вже в ніч на 17 червня звернувся до Німеччини з проханням про перемир'я. 18 червня французький генерал де Голль, який втік у Лондон, закликав французів продовжувати опір. 21 червня німці, не зустрічаючи вже практично жодного опору, досягли Луари на ділянці Нант — Тур, того ж дня їхні танки увійшли до Ліону.
22 червня в Комп'єні підписано франко-німецьке перемир'я, за яким Франція погодилась на окупацію більшої частини своєї території, демобілізацію майже всієї сухопутної армії та інтернування військово-морського флоту та авіації. У вільній зоні внаслідок державного перевороту 10 липня встановився авторитарний режим Петена (Режим Віші), який взяв курс на тісну співпрацю з Німеччиною (колабораціонізм).
Головнокомандувач вішіськими військами Дарлан віддав наказ про відхід усього французького флоту до берегів Французької Північної Африки. Через побоювання, що весь французький флот може потрапити під контроль Німеччини та Італії, 3 липня 1940 року британські військово-морські сили і авіація в рамках операції «Катапульта» завдають удару французьким кораблям в Мерс-ель-Кебір. До кінця липня британці знищують або нейтралізують майже весь французький флот.

### Анексія балтійських країн

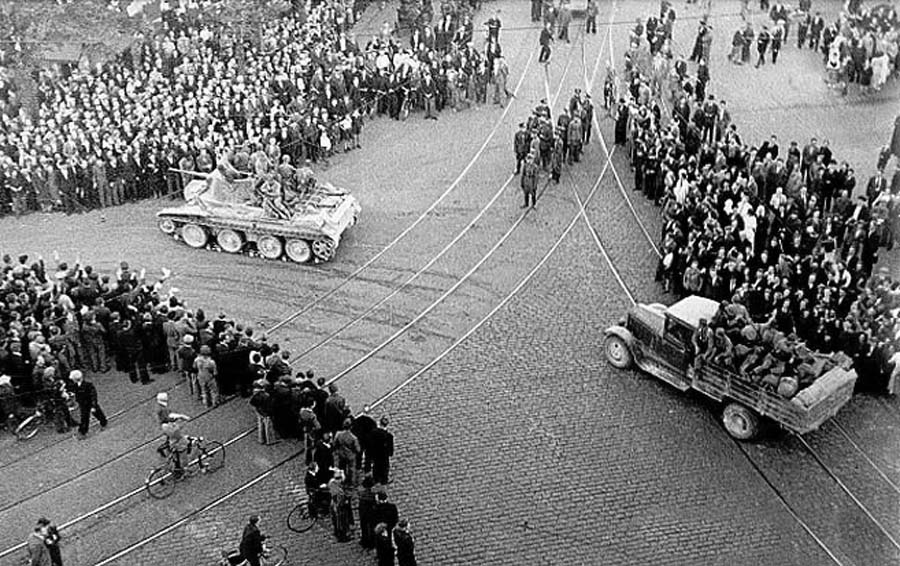
Радянські війська входять до Риги. 17 червня 1940

Ще восени 1939 року Естонія, Латвія та Литва під загрозою окупації, прямо висловленої Сталіним, уклали з СРСР договори про взаємодопомогу, також відомі як договори про бази, відповідно до яких на території цих країн розміщено радянські військові бази. 17 червня 1940 року СРСР пред'являє балтійським державам ультиматум, вимагаючи відставки урядів, формування замість них народних урядів, розпуску парламентів, проведення позачергових виборів і згоди на введення додаткового контингенту радянських військ. Уряди балтійських країн змушені прийняти ці вимоги. При активній підтримці з Москви, в Естонії, Латвії та Литві одночасно відбуваються державні перевороти. До влади приходять уряди, прихильні до СРСР.
Після введення на територію балтійських країн додаткових частин Червоної армії в середині липня 1940 року в Естонії, Латвії та Литві, в умовах значної радянської військової присутності, проводять безальтернативні вибори до верховних органів влади. Партії комуністичного спрямування були єдиними партіями, допущеними до виборів. У своїх передвиборчих програмах вони не згадували про плани приєднання до СРСР. 21 липня 1940 року новообрані парламенти, більшість у складі яких була прорадянськи налаштована, проголошують створення радянських соціалістичних республік і направляють Верховній Раді СРСР прохання про вступ до Радянського Союзу. 3 серпня Литовська РСР, 5 серпня — Латвійська РСР, а 6 серпня — Естонська РСР прийняті до СРСР.

### Приєднання Бессарабії та Північної Буковини до СРСР
28 червня — 3 липня 1940 року Червона армія здійснила військову операцію для примусової передачі Королівством Румунія Бессарабії та Північної Буковини до складу СРСР. Радянська сторона планувала повномасштабне військове вторгнення до Румунського королівства, але, за кілька годин до початку операції, король Румунії Кароль II прийняв ультимативну ноту радянської сторони й погодився передати Бессарабію (анексовану нею в УНР 1918 року) та Північну Буковину до СРСР.
Військова операція із зайняття території радянськими військами тривала 6 днів, в результаті захоплено територію Бессарабії (44 000 км² з населенням 3,2 млн осіб), Північної Буковини (6 000 км 2 з населенням 500 000 осіб) та регіон Герца (304 км² з населенням 25 000 осіб).
2 серпня 1940 з частини захоплених земель, а також території Молдавської АРСР створена Молдавська Радянська Соціалістична Республіка, попередник сучасної Республіки Молдова. Північна Буковина і Південна Бессарабія увійшли до складу Української РСР.

### Битва за Британію

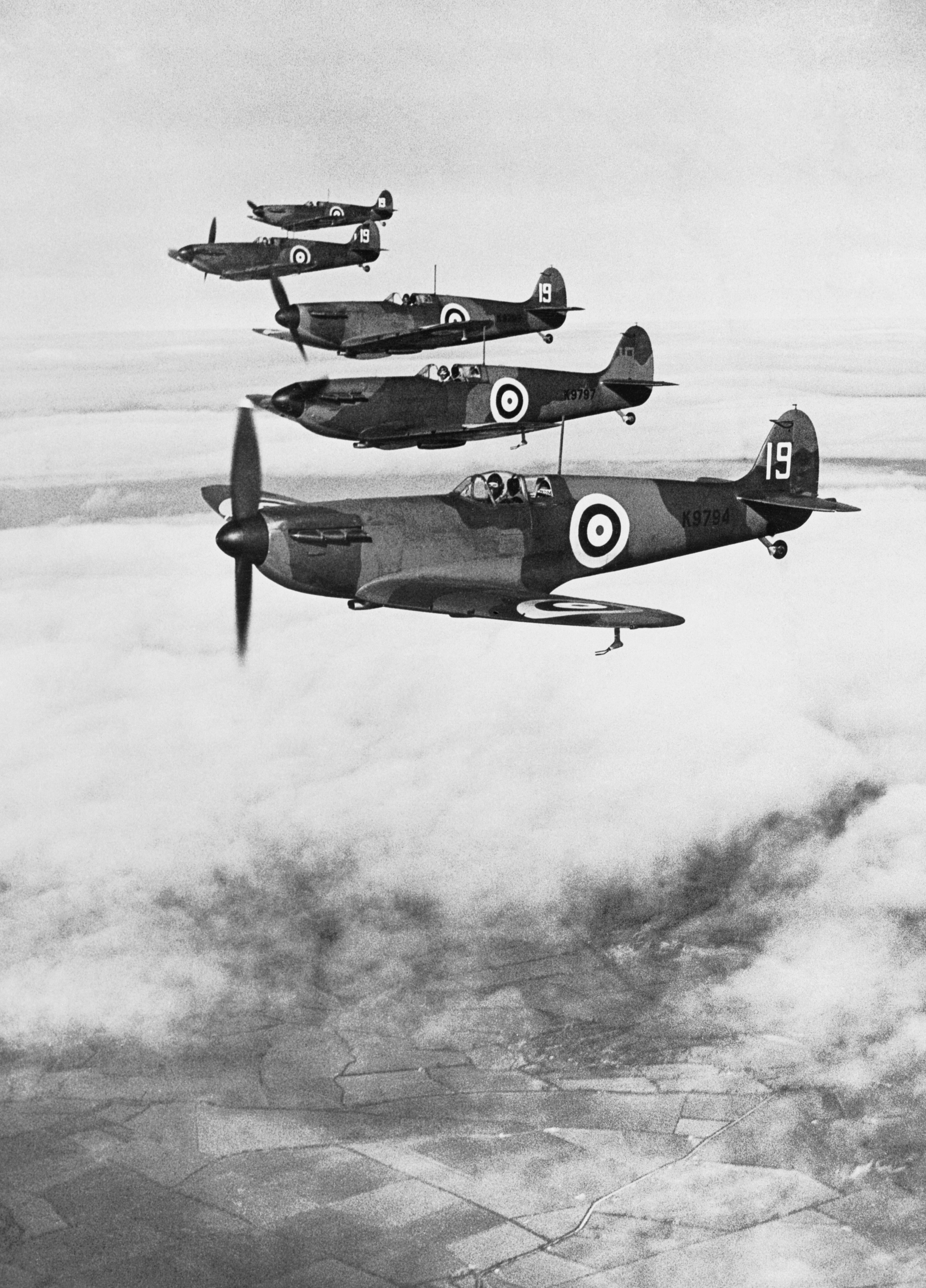
Битва за Британію зупинила наступ Німеччини у Західній Європі.

Після капітуляції Франції Третій Рейх пропонує Великій Британії укласти мир, однак отримує відмову. 16 липня 1940 року Гітлер видає директиву про вторгнення до Великої Британії (операція «Морський Лев»). Проте командування ВМС Третього Рейху і сухопутних сил, посилаючись на міць британського флоту та відсутність у вермахту досвіду десантних операцій, вимагає від ВПС спочатку забезпечити панування в повітрі. З серпня німці починають бомбардування Великої Британії для підриву її військово-економічного потенціалу, знищення британських військово-повітряних сил, деморалізації населення, підготовки вторгнення і зрештою примусу її до капітуляції. ВПС Третього Рейху та ВМС здійснюють систематичні напади на британські кораблі і конвої в Ла-Манші. З 4 вересня німецька авіація розпочинає масовані бомбардування британських міст на півдні країни: Лондона, Рочестера, Бірмінгема, Манчестера.
Незважаючи на великі втрати серед мирного населення від бомбардувань, британці по суті виграли Битву за Британію — Третій Рейх змушений був відмовитися від проведення десантної операції. З грудня активність ВПС Третього Рейху значно знижується через погіршення погодних умов. Німцям не вдалося досягти своєї головної мети — вивести Велику Британію з війни.

### Битви в Африці, Середземномор'ї та на Балканах

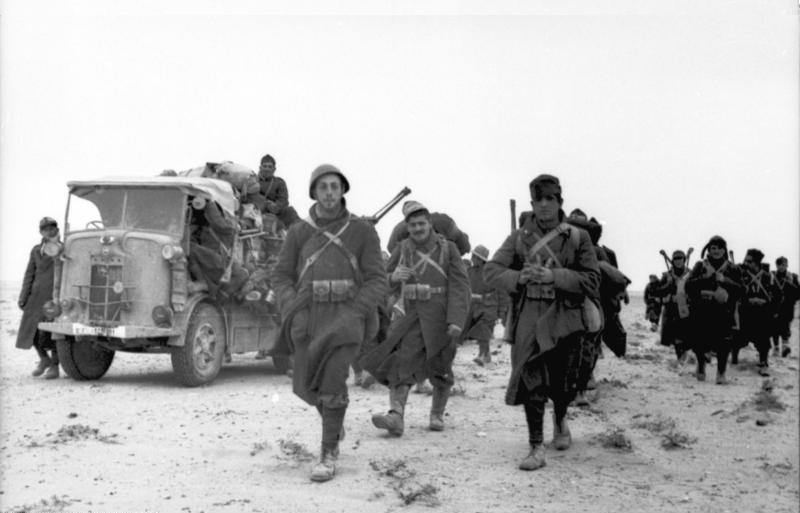
Італійські війська в Північній Африці під час Єгипетської операції

Після вступу Королівства Італія у війну італійські війська починають бойові дії за контроль над Середземномор'ям, Північною та Східною Африкою. 11 червня 1940 року італійська авіація завдає удару британській військово-морській базі на Мальті. 13 червня італійці бомбардують британські бази в Кенії. На початку липня італійські війська вторгаються з території Ефіопії та Сомалі в британські колонії Кенію та Судан, однак через нерішучість дій далеко просунутися їм не вдається. 3 серпня 1940 італійські війська вторгаються в Британський Сомаліленд. Користуючись чисельною перевагою, їм вдається витіснити британські і південноафриканські війська через протоку в британську колонію Аден.
Після капітуляції Франції адміністрації деяких колоній відмовилися визнати вішіський уряд. У Лондоні генерал Де Голль сформував рух «Вільна Франція», що не визнав капітуляцію. Британські збройні сили разом із загонами «Вільної Франції» починають боротьбу з вішіськими військами за контроль над колоніями. До вересня їм вдається мирним шляхом встановити контроль практично над усією Французькою Екваторіальною Африкою. 27 жовтня в Браззавілі створено вищий орган управління французькими територіями, зайнятими військами Де Голля, — Раду Оборони Імперії. 24 вересня британсько-французькі війська зазнають поразки від фашистських військ у Сенегалі (Дакарська операція). Проте в листопаді їм вдається захопити Габон (габонська операція).
13 вересня італійці вторглись з території Лівії в Єгипетське королівство. Зайнявши 16 вересня Сіді-Баррані, італійці зупинились, а британці відійшли до Мерса-Матрух. Для поліпшення своїх позицій в Африці та Середземномор'ї італійці вирішують захопити Грецьке королівство. 28 жовтня 1940 Королівство Італія зажадала від Грецького королівства віддати їй стратегічні пункти на своїй території — для підтримки нейтралітету у війні. Після відмови грецького уряду пропустити італійські війська на свою територію Королівство Італія починає наступ. Італійцям вдалося захопити частину грецької території, проте до 8 листопада їх зупинено, а 14 листопада грецька армія переходить у контрнаступ і повністю звільняє територію країни і вступає в Албанське королівство.

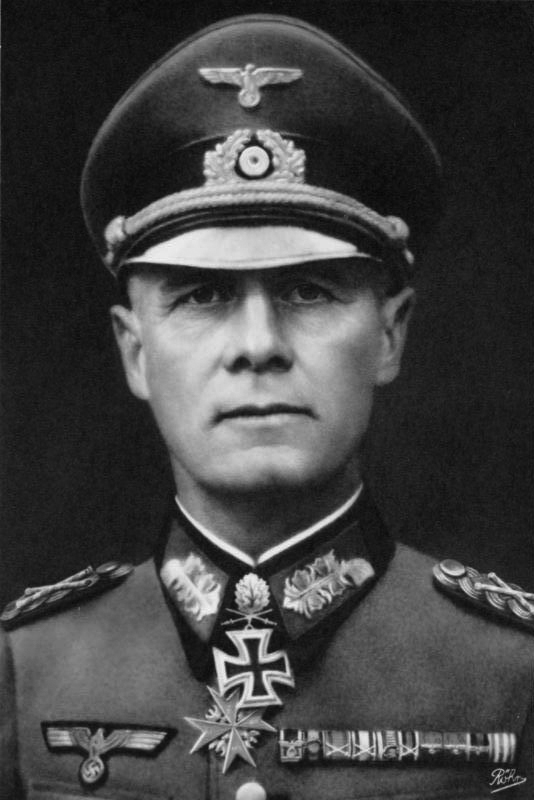
Генерал Ервін Роммель

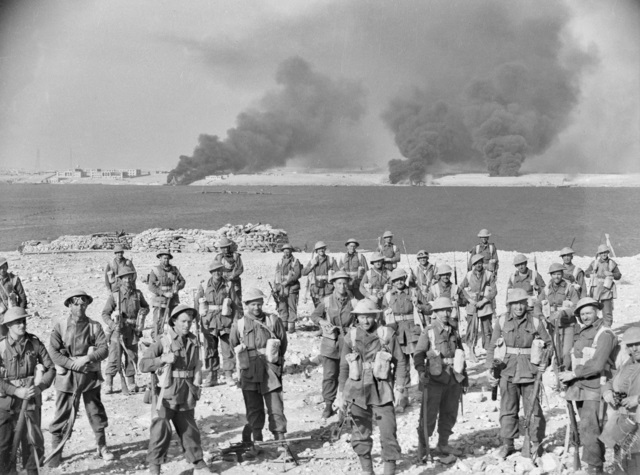
Австралійські солдати в Північній Африці. 21 січня 1941

У листопаді 1940 року британська авіація завдає удару італійському флоту в Таранто, що вкрай ускладнює морські перевезення вантажів для італійських військ у Північну Африку. Скориставшись цим, 9 грудня 1940 року британські війська переходять у наступ у Єгипетському королівстві, у січні займають всю Киренаїку і до лютого 1941 року виходять у район Ель-Агейла.
На початку січня британці починають наступ у Східній Африці. Відбивши 21 січня в італійців Кассалу, вони вторгаються із Судану в Еритрею, захоплюють Керен (27 березня), Асмар (1 квітня) і порт Массава (8 квітня). У лютому британські війська з Кенії проникають в Італійське Сомалі; 25 лютого вони займають порт Могадишо, а потім повертають на північ і вступають в Ефіопію. 16 березня британський десант висаджується в Британському Сомалі і незабаром завдає поразки італійцям. Разом з британськими військами в Ефіопію прибуває повалений італійцями в 1936 році імператор Хайле Селассіє I. До британців приєднуються численні загони ефіопських партизан. 17 березня британські та ефіопські війська займають Джиджига, 29 березня — Харар, 6 квітня — столицю Ефіопії Аддис-Абебу. Італійська колоніальна імперія в Східній Африці припиняє існування. Залишки італійських військ продовжують чинити опір на території Ефіопії і Сомалі до 27 листопада 1941 року.
У березні 1941 року в морській битві біля острова Крит британці завдали чергової поразки італійському флоту. 2 березня в Королівстві Греція починають висадку британські та австралійські війська. 9 березня італійські війська здійснюють новий наступ проти греків, проте впродовж шестиденних запеклих боїв зазнають повної поразки і до 26 березня змушені відійти на початкові позиції.
Зазнавши цілковитої поразки на всіх фронтах, Муссоліні змушений просити допомоги у Гітлера. У лютому 1941 року в Італійській Лівії прибуває німецький експедиційний корпус під командуванням генерала Роммеля. 31 березня 1941 року італо-німецькі війська переходять у наступ, відбивають у британців Киренаїку і виходять до кордонів Єгипту, після чого фронт в Північній Африці стабілізується до листопада 1941 року.

### Зміни у воюючих коаліціях
27 вересня 1940 року Третій Рейх, Японська імперія, Королівство Італія створили військовий союз, уклавши союзний договір — Троїстий пакт. Пакт передбачав, що наступних 10 років країни-учасниці будуть підтримувати одна одну та співпрацювати для досягнення геополітичних цілей, головна з яких — встановлення нового світового порядку.
Відповідно до пакту країни-учасниці зобов'язувалися надавати одна одній політичну, економічну і військову допомогу та визначили власні сфери впливу у світі. Третій Рейх та Королівство Італія мали панувати в Європі, а Японська імперія — у Східній Азії.
Договір визначив розвиток німецько-японського співробітництва у військово-політичній сфері, започаткованого Антикомінтернівським пактом 1936 року, та дозволив Третьому Рейху вирівняти відносини з Японською імперією, які певною мірою погіршилися внаслідок укладання у 1939 році Пакту Молотова — Ріббентропа.
Протягом 1940-41 року до Троїстого пакту приєдналися країни, залежні від однієї з держав, які його уклали, а також тих, що через співробітництво з цими державами бажали вирішити власні зовнішньополітичні завдання — реалізувати територіальні претензії, забезпечити безпеку від нападу ззовні тощо.
Угорське королівство відповідно до Тріанонського договору, укладеного з союзними державами Антанти 4 червня 1920 року, втратило у порівнянні з кордонами 1914 року понад половину території. У 1920-30-х pp. угорські ревізіоністські кола домагалися скасування Тріанонського договору і повернення втрачених земель до «Великої Угорщини». Територіальні претензії Королівства Угорщина до Чехословацької республіки та Королівства Румунія частково задовольнили Віденськими арбітражами відповідно 1938 та 1940 років, ініційованими Третім Рейхом та Королівством Італія. Це сприяло зближенню Королівства Угорщина з лідерами Осі та приєднанню країни до Троїстого пакту 20 листопада 1940 року.
Як союзник Антанти у Першій світовій війні, по її завершенні Румунське королівство отримало території Трансильванії, що раніше входили до складу Австро-Угорської імперії. За результатами ініційованого Третім Рейхом та Королівством Італія Другого Віденського арбітражу 1940 року північну частину Трансильванії передано (повернуто) Угорщині. Того ж року за результатами Крайовської угоди Болгарському царству передано південну частину Добруджи, а територію Бессарабії згідно з положеннями Пакту Молотова — Ріббентропа окупували радянські війська. Відчутні територіальні втрати спричинили зростання в країні ультрапатріотичних настроїв, прихід до влади крайньоправої фашистської організації «Залізна Гвардія» та приєднання 23 листопада 1940 року Королівства Румунія до Троїстого пакту.
Словацька республіка була утворена 14 березня 1939 року на основі Словацької автономії, яка існувала в Чехословацькій республіці згідно з Мюнхенською угодою 1938 року. Проголошення незалежної держави відбулося під тиском Гітлера як єдина альтернатива розділенню словацьких земель між створеним Третім Рейхом на території Чехії протекторатом Богемії і Моравії та Королівством Угорщина. Утворена за таких умов держава була приречена на існування під значним впливом Третього Рейху та фактично була її сателітом. Формально Словацька республіка приєдналася до Троїстого пакту 24 листопада 1940 року, хоча виконання своїх союзницьких зобов'язань перед Третім Рейхом розпочала вже у перші дні Другої світової війни, взявши участь у Польській кампанії вермахту у вересні 1939 року.
Після поразки у Першій світовій війні Болгарське царство зазнало територіальних втрат на користь Королівства сербів, хорватів та словенців та Королівства Греція. З початком Другої світової війни Болгарії запропоновано приєднатися до країн Осі та обіцяно повернути втрачені раніше землі. Цар Борис III пристав на цю пропозицію і 1 березня 1941 року підписав Троїстий пакт.
Пронімецьки налаштований регент Королівства Югославія князь Павло підписав Троїстий пакт 25 березня 1941 року. Це викликало масові протести у Королівстві Югославія і вже за два дні у країні за підтримки уряду Великої Британії відбувся військовий заколот. Нове керівництво держави на чолі з генералом Душаном Симовичем планувало денонсацію Пакту, однак пізніше підтвердило готовність Югославії виконувати прийняті цим договором зобов'язання. Попри це на початку квітня 1941 року німецькі війська розпочали операцію захоплення Королівства Югославія і вже 17 квітня територію країни окупували.
Після захоплення Югославії її територію поділили між низкою маріонеткових режимів та протекторатів. Зокрема, утворена 10 квітня 1941 року Незалежна Держава Хорватія формально приєдналася до Пакту 15 червня 1941.
14 серпня 1941 року на борту британського лінкора «Принц Вельський» в бухті Арджентія (о. Ньюфаундленд) підписано Атлантичну хартію — спільну декларацію президента США Рузвельта і прем'єр-міністра Великої Британії Черчилля.
Учасники декларації проголошували «деякі загальні принципи національної політики» своїх країн, а саме: суверенітет, територіальну недоторканність, безпеку й економічне співробітництво країн, прагнення добиватися для всіх людей «більш високого рівня життя, економічного розвитку і соціального забезпечення», утворення системи загальної безпеки і роззброєння агресивних країн.
За ініціативи Рузвельта американська сторона обумовлювала свою допомогу Великій Британії у війні з Німеччиною розпуском її колоніальної імперії. Міжнародні банкіри, які від початку XX століття перебралися з Великої Британії до США, прагнули отримати доступ до ресурсів і ринків, без посередництва адміністративних важелів британської колоніальної влади. Черчилль пручався, але змушений був погодитися на компромісне формулювання, що колонії звільняться «за вільно висловленим бажанням зацікавлених народів». Британській імперії був підписаний вирок.
На наступній нараді в Лондоні 24 вересня 1941 згоду з принципами хартії висловили представники урядів Бельгії (в еміграції), Чехословацької республіки (в еміграції), Грецьке королівства, Люксембурга (в еміграції), Нідерландів (в еміграції), Норвегії (в еміграції), Польщі (в еміграції), СРСР, і Королівства Югославія, а також «Вільної Франції» Шарля де Голля.

### Битви на Балканах та Близькому Сході

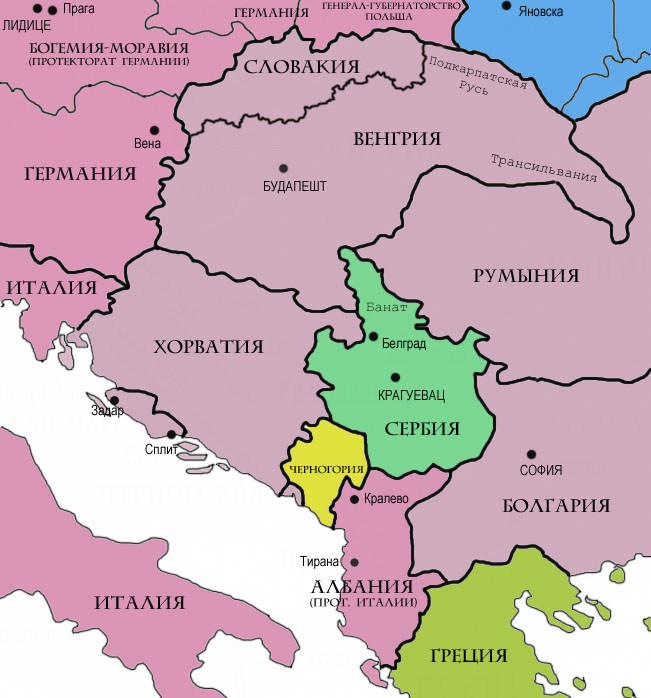
Балканські держави (1942 рік)

6 квітня 1941 року, після масованого бомбардування великих міст, залізничних вузлів та аеродромів, Третій Рейх та Угорське королівство вторгаються в Королівство Югославія. Одночасно італійські війська за підтримки німців проводять черговий наступ в Королівстві Греція. До 8 квітня збройні сили Королівства Югославія розділені на кілька частин і фактично перестають існувати як єдине ціле. 9 квітня німецькі війська, пройшовши через югославську територію, виходять до Королівства Греція і захоплюють Салоніки, змусивши капітулювати грецьку Східно-Македонську армію. 10 квітня німці захопили Загреб. 11 квітня лідер хорватських націоналістів Павелич проголошує незалежність Хорватії і закликає хорватів покинути ряди югославської армії, що ще більше підриває її боєздатність. 13 квітня німці захоплюють Белград. 15 квітня югославський уряд тікає з країни. 16 квітня німецькі війська входять у Сараєво. 16 квітня італійці займають Бар і острів Крк, а 17 квітня — Дубровник. Того ж дня югославська армія капітулює, а 344 тис. її солдатів і офіцерів потрапляють в полон.
Після розгрому Королівства Югославія німці та італійці перекидають всі сили до Королівства Греція. 20 квітня капітулює Епірська армія. Спроба британсько-австралійського командування створити оборонний рубіж у Фермопілах, щоб закрити вермахту шлях до середньої Греції, не увінчалася успіхом, і 20 квітня командування союзних військ ухвалює рішення про евакуацію своїх сил. 21 квітня здобуто Яніну. 23 квітня Цолакоглу підписує акт про загальну капітуляцію грецьких збройних сил. 24 квітня король Георг II разом з урядом тікає на Крит. Того ж дня німці захопили острови Лемнос, Фарос та Самотракі. 27 квітня захоплено Афіни.

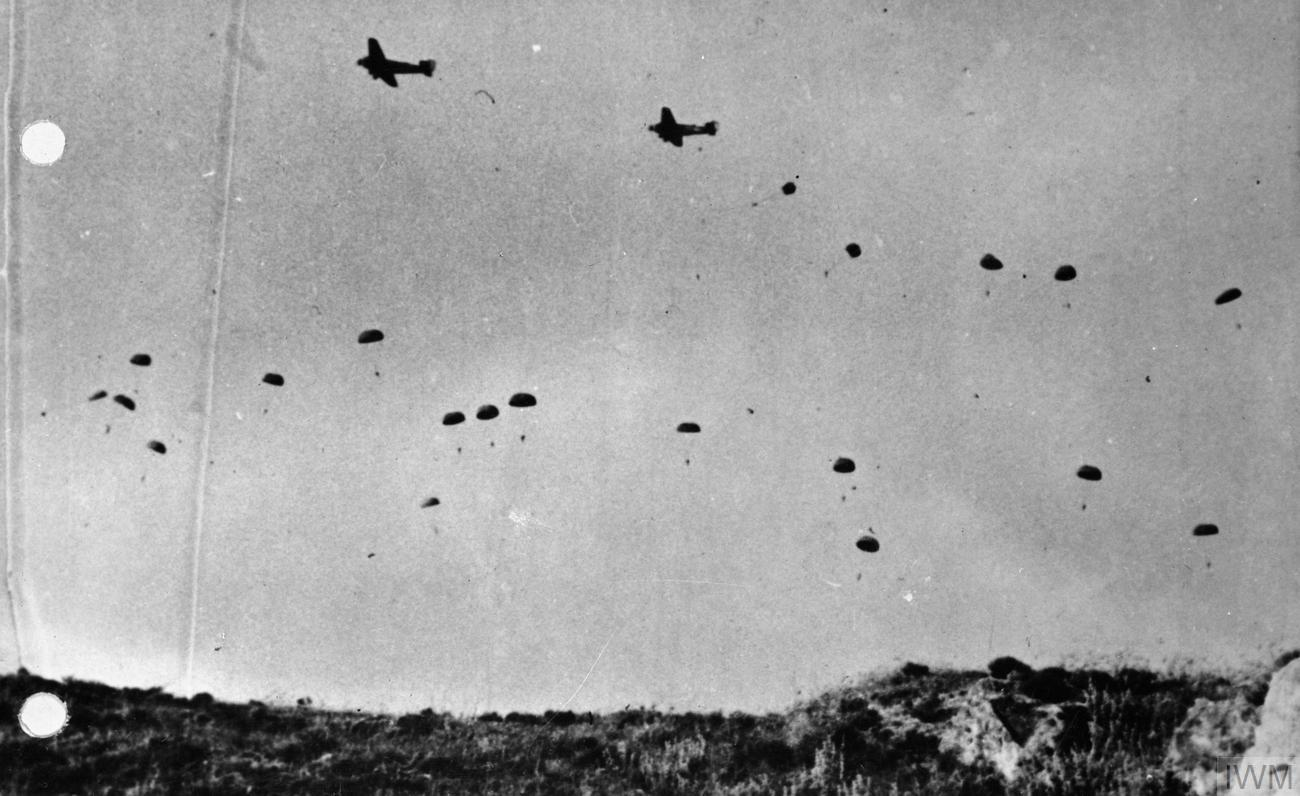
Десант Третього Рейху на Криті

20 травня німці висаджують десант на Криті, який перебував у руках британців. Хоча британський флот і зриває спробу німців доставити підкріплення морем, 21 травня десантники захоплюють аеродром в Малеме і забезпечують перекидання підкріплень повітрям. Незважаючи на запеклу оборону, британські війська змушені до 31 травня залишити Крит. До 2 червня острів повністю окупований. Але, зважаючи на великі втрати німецьких парашутистів, Гітлер відмовляється від планів проведення подальших десантних операцій із захоплення Кіпру та Суецького каналу.
Внаслідок вторгнення Югославія розчленована. Третій Рейх анексував північну Словенію, Угорське королівство — західну Воєводину, Болгарське царство — Вардарську Македонію, Королівство Італія — південну Словенію, частину узбережжя Далмації, Чорногорію та Косово. Хорватія оголошена незалежною державою під італо-німецьким протекторатом. В Сербії створено колаборантський уряд Недича.
Після розгрому Королівства Греція, Болгарське царство анексувало східну Македонію і західну Фракію; іншу частину країни поділено на італійську (західну) і німецьку (східну) окупаційні зони.

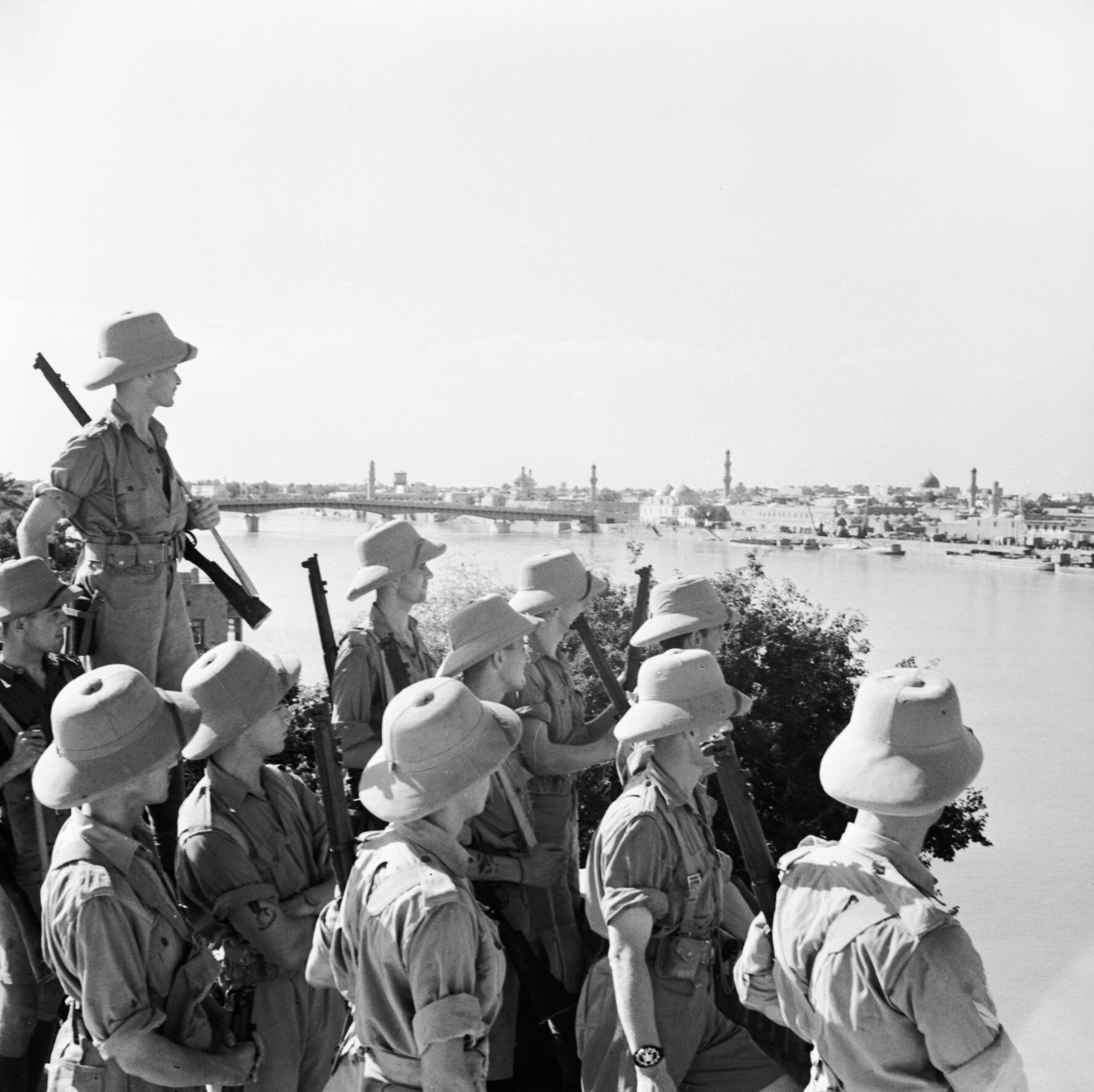
Британські війська в Багдаді після битви

1 квітня 1941 року внаслідок перевороту в Іраку владу захопило пронімецьке націоналістичне угруповання Рашида Алі-Гайлані. За домовленістю з режимом Віші, Німеччина 12 травня почала транспортування через Сирію, підмандатну Франції, військового спорядження до Іраку. Але зайняті підготовкою до війни з СРСР німці неспроможні надати суттєвої допомоги іракським націоналістам. Британські війська вторгаються в Ірак і скидають уряд Алі-Гайлані. 8 червня британці разом з частинами «Вільної Франції» вторгаються в Сирію і Ліван і до середини липня змушують вішістські війська капітулювати.
За оцінками керівництва Великої Британії та СРСР існувала загроза залучення в 1941 році на бік Третього Рейху Ірану як активного союзника. Тому з 25 серпня по 17 вересня 1941 року здійснено спільну британсько-радянську операцію з окупації Ірану. Її метою був захист іранських нафтових родовищ від можливого захоплення їх військами Німеччини та захист транспортного коридору (Трансіранський маршрут), через який союзниками здійснювалися постачання за ленд-лізом для Радянського Союзу. В ході операції збройні сили союзників вторглися в Іран і встановили свій контроль над залізницями і нафтовими родовищами Ірану. Водночас війська Великої Британії окупували південний Іран, а війська СРСР окупували північний Іран.

### Азія
У Республіці Китай японці в 1939 — 1941 роках захопили південно-східну частину країни. Республіка Китай через складну внутрішньополітичну обстановку в країні не могла чинити серйозного опору (див.: Громадянська війна в Китаї). Після капітуляції Французької республіки адміністрація Французького Індокитаю визнала вішістський уряд. Таїланд, скориставшись ослабленням Франції, виступив з територіальними претензіями на частину Французького Індокитаю. У жовтні 1940 року таїландські війська вторглися до Французького Індокитаю. Таїланду вдалося завдати кількох поразок вішістській армії. 9 травня 1941 року під тиском Японської імперії Режим Віші змушений був підписати мирний договір, за яким Таїланду відійшов Лаос і частина Камбоджі. Після втрати вішістським режимом колоній в Африці, виникла також загроза захоплення Індокитаю британцями і «Вільною Францією». Щоб не допустити цього, в червні 1941 року фашистський уряд погодився на введення в колонію японських військ.

## Глобалізація війни (червень 1941— квітень 1942 року)

### Напад на СРСР

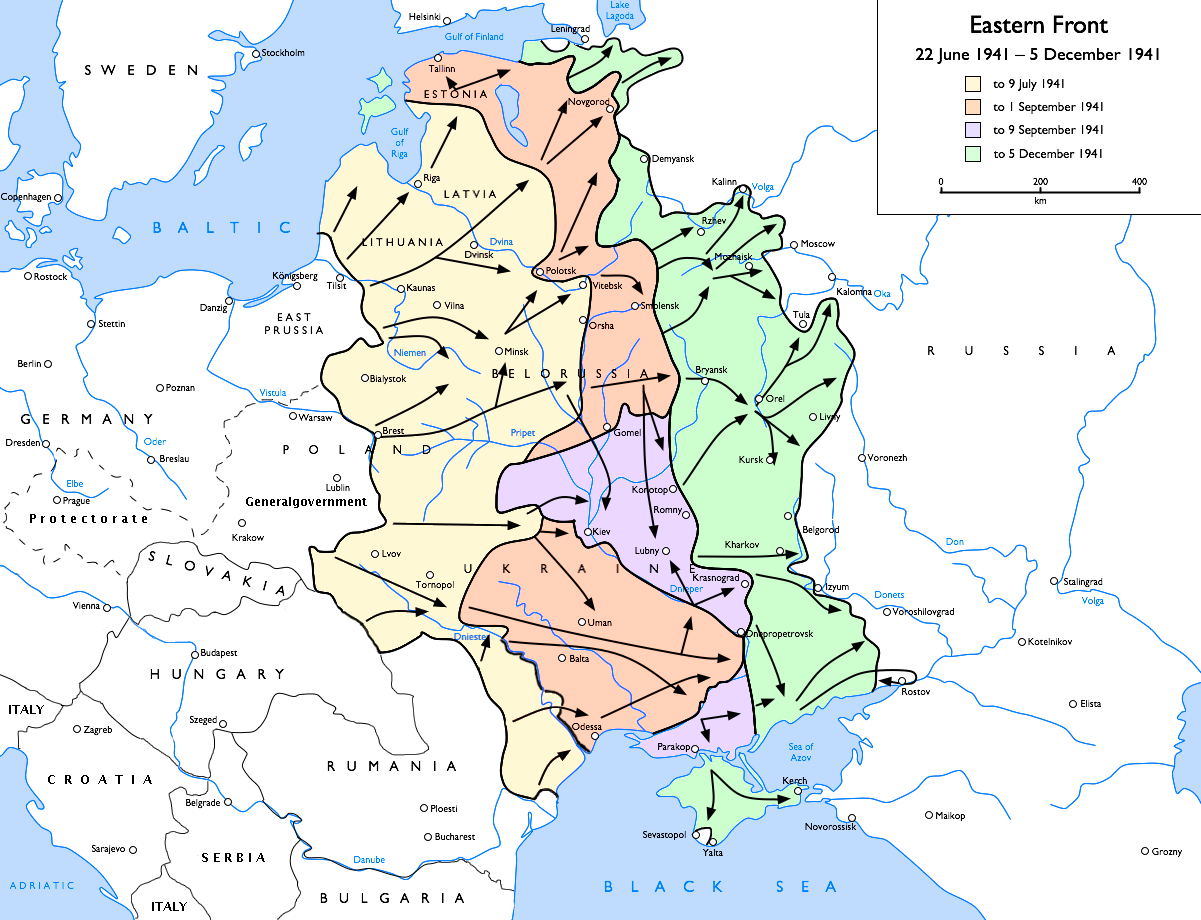
Наступ Німеччини та союзників на Східному Фронті:
Операція «Барбаросса» до 9 липня 1941
до 1 вересня 1941
до 9 вересня 1941 (Битва за Київ)
до 5 грудня 1941

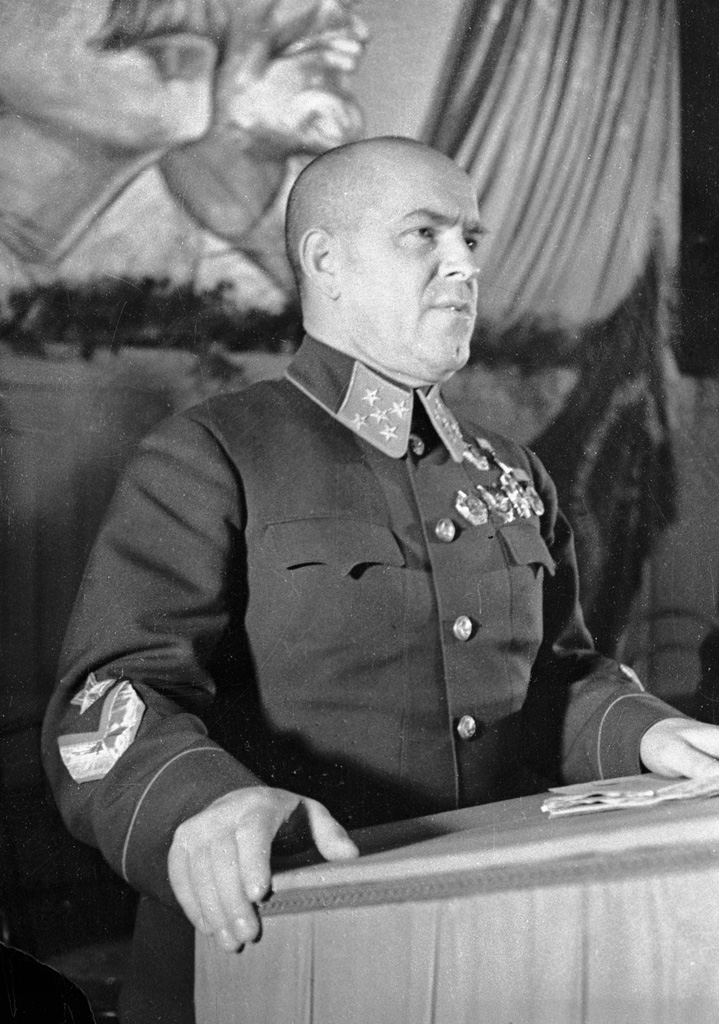
Георгій Жуков 1 вересня 1941

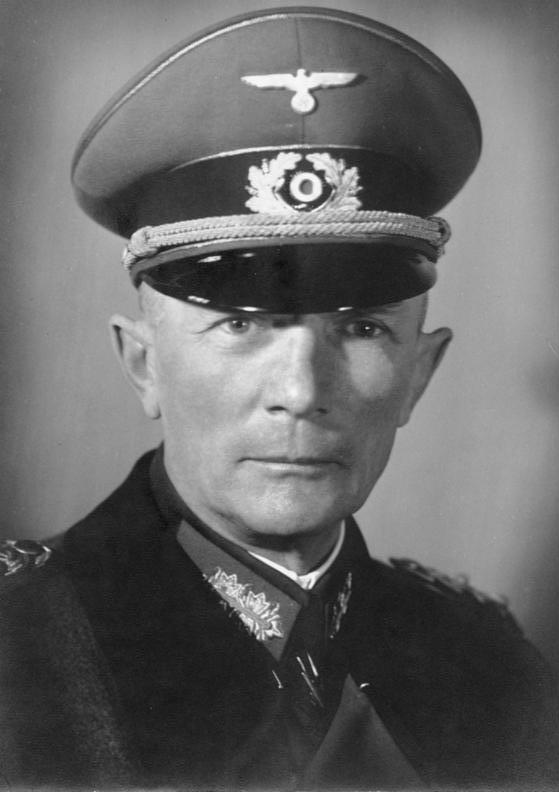
Федор фон Бок, командувач групи армій «Центр» у 1941 році

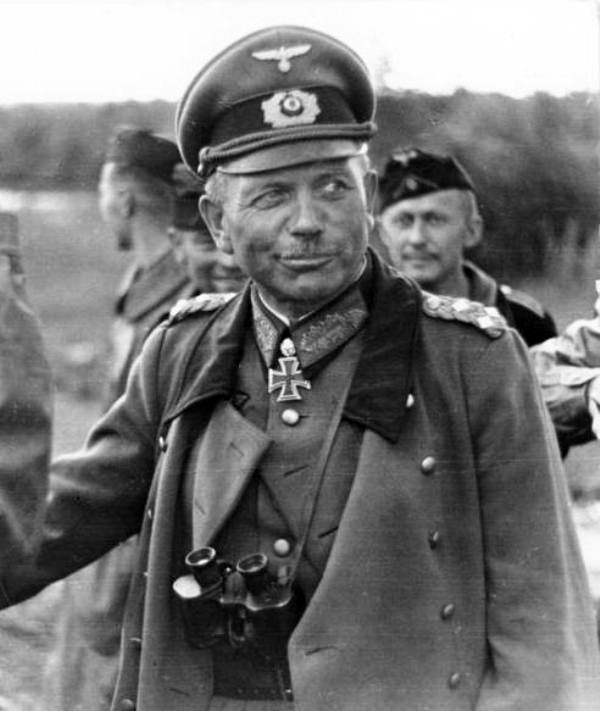
Гейнц Вільгельм Гудеріан

22 червня 1941 року рано вранці Третій Рейх за підтримки своїх союзників — Королівства Італія, Королівства Угорщина, Румунського королівства, та Словацької республіки — раптово і без попередження напав на СРСР. Почалася Німецько-радянська війна, яку у радянській та сучасній російській історіографії називають Великою Вітчизняною Війною.
Німецькі війська завдали потужного раптового удару по всьому західному радянському кордону трьома групами армій: «Північ», «Центр» та «Південь». Першого ж дня знищено або захоплено значну частину радянських боєприпасів, пального і військової техніки; знищено близько 1200 літаків. 23 — 25 червня радянські фронти намагаються завдати контрудари, проте зазнають невдачі.
22 червня о 6:05 ранку радянські літаки бомбардували фінські панцерники берегової оборони у ВМБ Соттунга, о 6:15 — укріплення острова Альшер в архіпелазі перед містом Турку, а о 6:45 — транспортні судна в порту Корпо. О 7:55 почали діяти батареї радянської артилерії на острові Ханко. В Петсамо по одному з суден вівся артилерійський вогонь через державний кордон. 25 червня радянські літаки бомбардують фінські аеродроми, цього ж дня Фінляндія оголошує війну СРСР. Фінські війська переходять у контрнаступ і незабаром повертають собі Карельський перешийок, раніше захоплений Радянським Союзом, не перетинаючи старий фінсько-радянський кордон на Карельському перешийку. 29 червня німецькі та фінські війська проводять наступ в Заполяр'ї, Але просування вглиб радянської території зупинено.

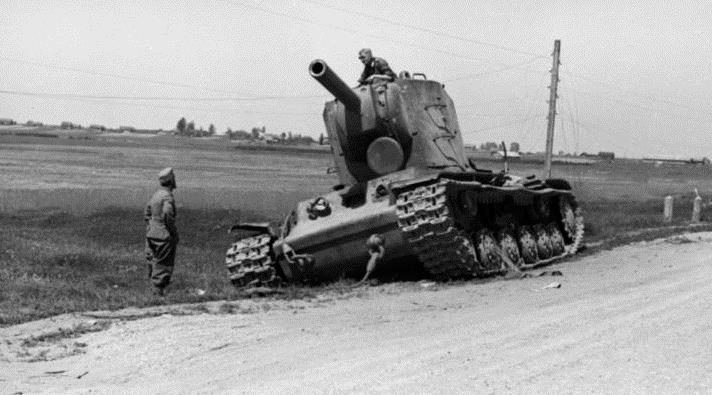
Підбитий радянський важкий штурмовий танк КВ-2. Червень 1941 року.

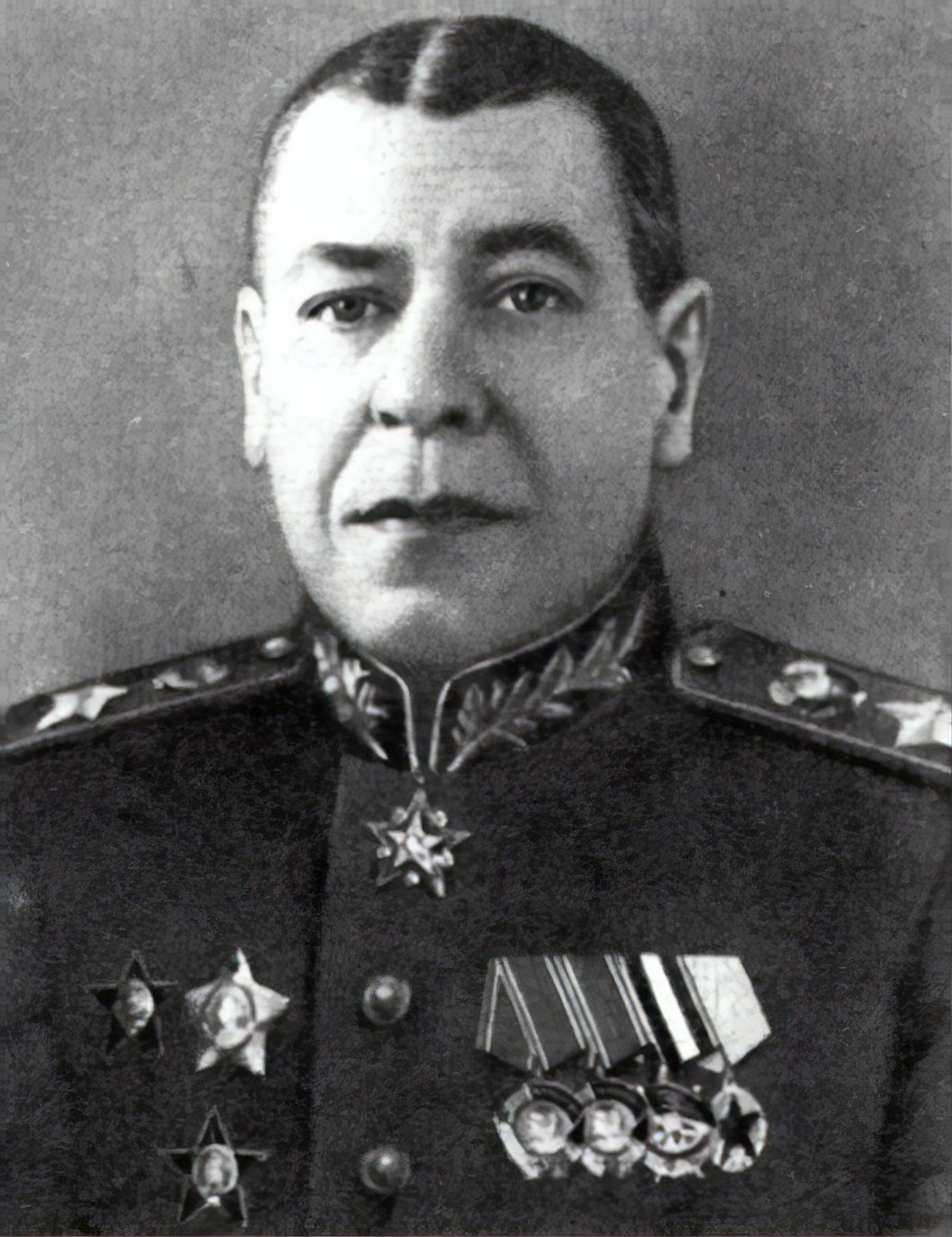
Шапошников Борис Михайлович

У червні-липні 1941 року керівництво ОУН (б) та ОУН (м) відправило похідні групи на українські землі залишені радянськими військами для створення органів місцевого самоуправління та організації підпілля. 30 червня ОУН Бандери (Бандерівці) в українському Львові проголосила акт відновлення Української Держави, у відповідь німецька окупаційна влада заарештувала керівників ОУН і відправила їх у концтабори. 
До кінця першої декади липня німецькі війська захопили Латвійську РСР, Литовську РСР, Білоруську РСР, значну частину Українську РСР, Молдавську РСР та Естонську РСР. Основні сили радянського Західного фронту розгромлені в Білостоцько-Мінській битві.
Радянський Північно-Західний фронт зазнав поразки в прикордонній битві і був відкинутий. Проте радянський контрудар під Сольцами 14 — 18 липня призупинив німецький наступ на Ленінград майже на 3 тижні.

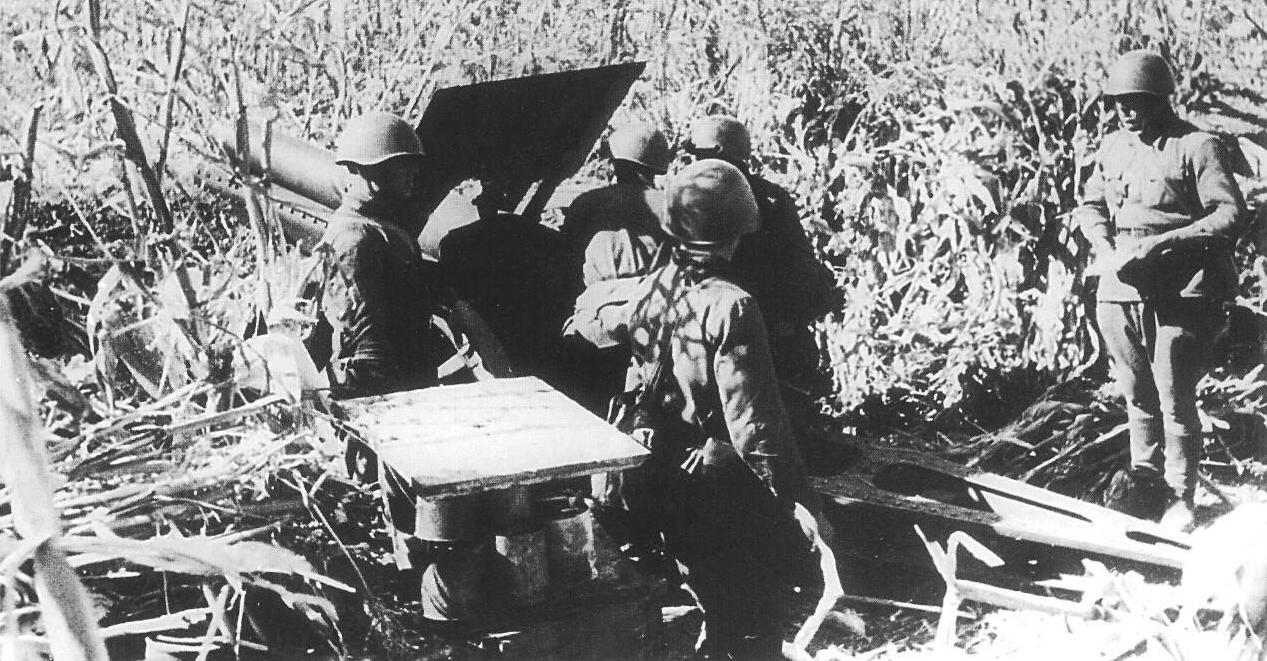
Радянські артилеристи під Одесою. 1941 рік

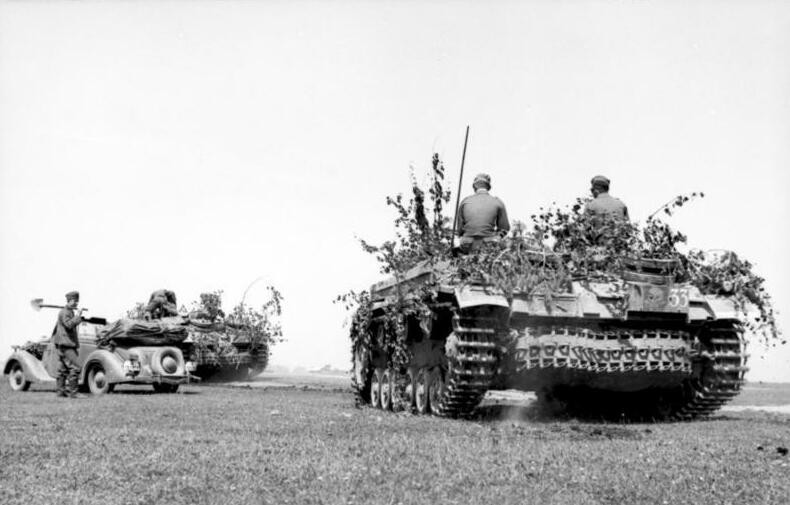
Німецькі штурмові гармати Sturmgeschütz III. Операція «Барбаросса». Червень 1941

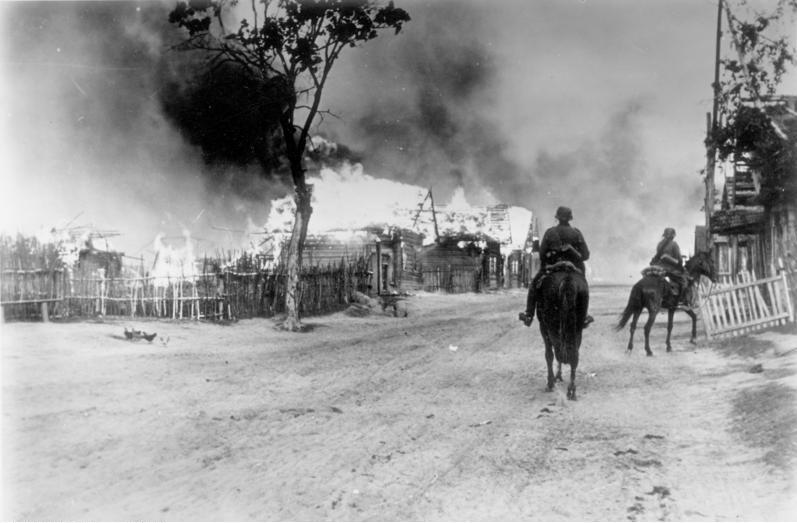
Німецька кіннота на вулицях радянського села. Смоленська битва. 16 липня 1941

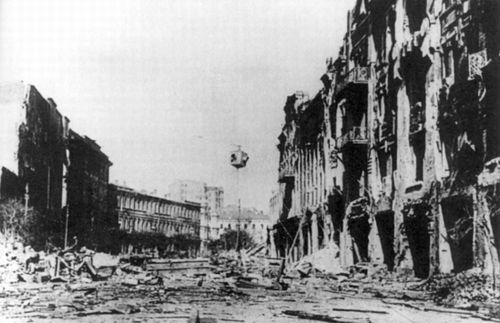
Хрещатик після пожежі — радянські війська активно використовували тактику спаленої землі

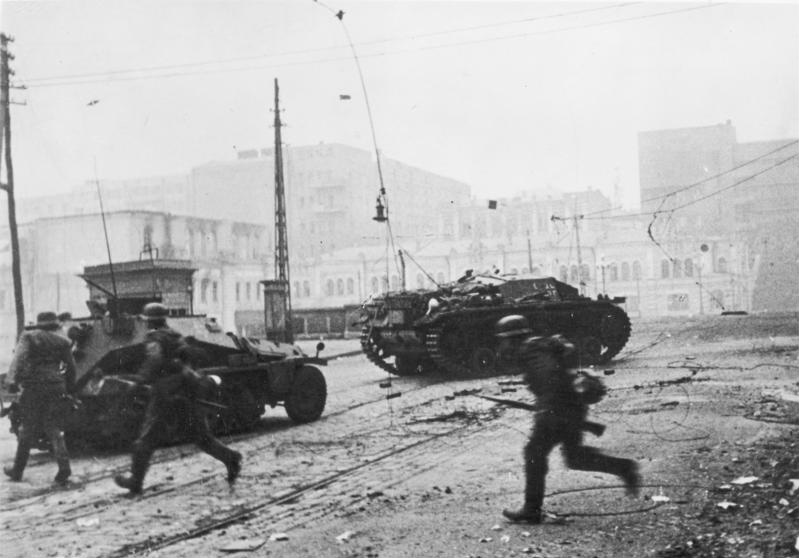
Німці ведуть бої в Харкові, жовтень 1941

Радянський Південно-Західний фронт також зазнав поразки і був відкинутий від кордону, але провальний контрудар радянських мехкорпусів не дозволив німецьким військам здійснити глибокий прорив і захопити Київ. Причинами невдалої спроби контрнаступу і великих втрат радянських військ (на один підбитий німецький танк припадало 20 радянських) вважаються відсутність прикриття авіацією (майже всі літаки були знищені у перші години війни на аеродромах першої лінії), відсутність організації взаємодії танкових сил з іншими родами військ, брак досвіду командирів.
Влітку 1941 року вся німецька авіація, що діяла в Середземномор'ї, перекидається на радянсько-німецький фронт. Це полегшує завдання британців, які, користуючись пасивністю італійського флоту, перехоплюють ініціативу в Середземному морі.
12 липня СРСР і Велика Британія уклали угоду про спільні дії у війні проти Німеччини. Аналогічні договори підписано з емігрантськими урядами Чехословацької республіки та Польської республіки. Ці договори започаткували утворення антигітлерівської коаліції.
У новому наступі на центральній ділянці радянсько-німецького фронту, розпочатому 10 липня, група армій «Центр» вже 16 липня захопила Смоленськ та оточила основні сили відновленого радянського Західного фронту. На хвилі цього успіху, а також враховуючи необхідність підтримати наступ на Ленінград і Київ, 19 липня Гітлер, попри заперечення армійського командування, наказує перенести спрямування головного удару з московського напрямку на південний (Київ, Донбас) і північний (Ленінград). Відповідно до цього рішення танкові групи, що наступали на Москву, виведено зі складу групи «Центр» і спрямовано на південь (2-га танкова група) і на північ (3-тя танкова група). Наступ на Москву мали продовжити піхотні дивізії групи армій «Центр», але бої в районі Смоленська тривали, і 30 липня група армій «Центр» отримала наказ перейти до оборони. Таким чином, наступ на Москву відклали.

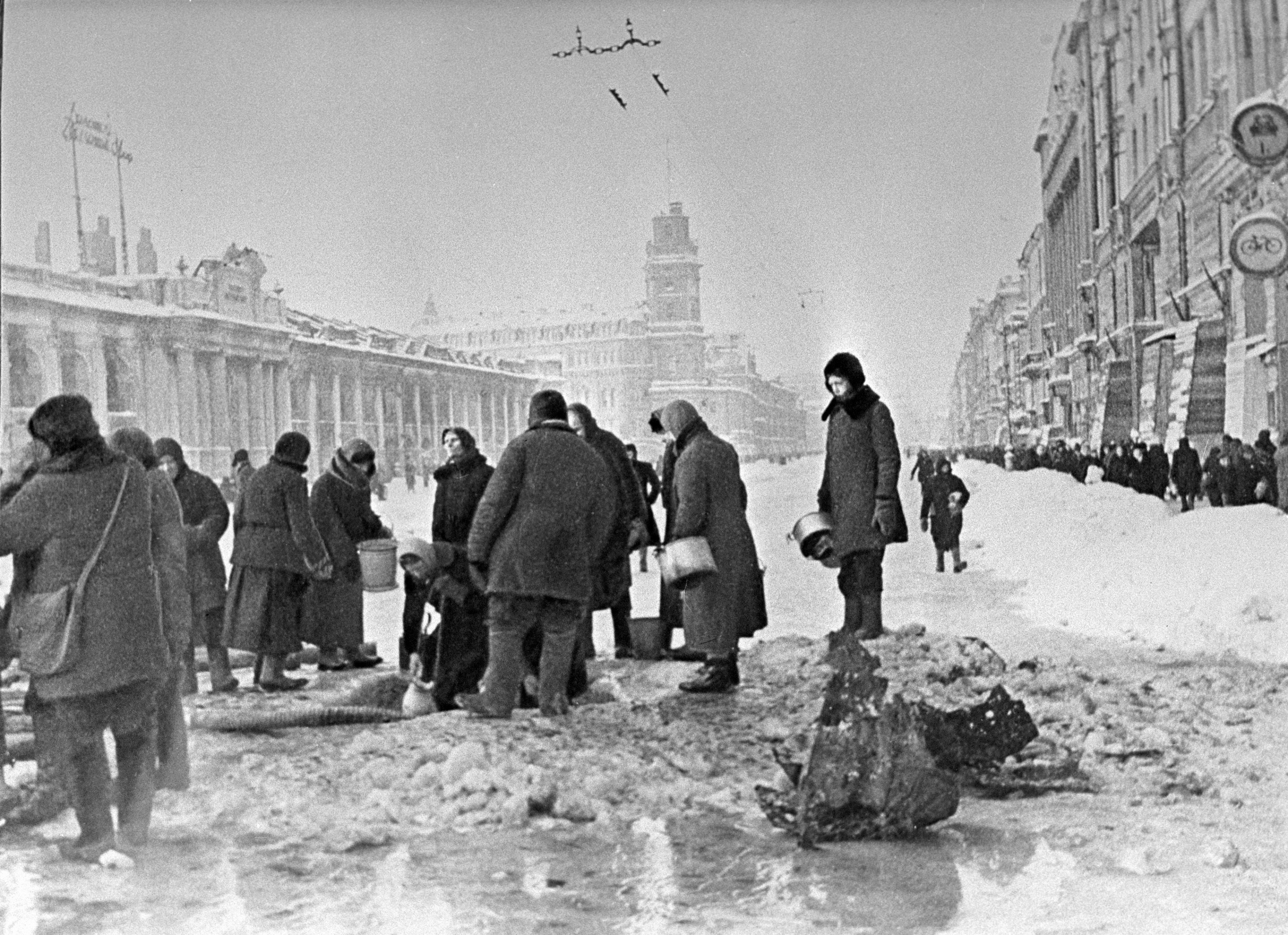
Жителі блокадного Ленінграда набирають воду, що з'явилася після артобстрілу в пробоїнах асфальту

8 — 9 серпня група армій «Північ» відновила наступ на Ленінград. Фронт радянських військ розділено, вони змушені відходити різними напрямками до Таллінна та Ленінграда. Оборона Таллінна скувала частину німецьких сил, однак 28 серпня радянські війська змушені розпочати евакуацію. 8 вересня, із захопленням Шліссельбурга, німецькі війська беруть Ленінград у кільце.
У серпні США та Велика Британія підписали Атлантичну хартію, а у вересні до неї приєднався СРСР. В Атлантичній хартії визначено цілі війни та принципи повоєнного влаштування світу.
4 вересня начальник головного штабу збройних сил Німеччини генерал Йодль отримує від маршала Маннергейма категоричну відмову наступати на Ленінград.
6 вересня Гітлер своїм наказом зупиняє наступ групи військ «Північ» на Ленінград, і віддає наказ фельдмаршалу Леебу віддати всі танки і значну частину військ, щоб «якомога швидше» розпочати наступ на Москву.
Відмовившись від штурму Ленінграда, група армій «Північ» 16 жовтня наступає на Тихвинському напрямку, з наміром з'єднатися з фінськими військами на схід від Ленінграда. Однак контрудар радянських військ під Тихвином звільняє місто та зупиняє противника.
В Україні на початку серпня війська групи армій «Південь» відрізали від Дніпра та оточили під Уманню дві радянські армії. Однак захопити Київ їм знову не вдалося. Тільки після повороту військ південного флангу групи армій «Центр» (2-ї армії і 2-ї танкової групи) на південь становище радянського Південно-Західного фронту різко погіршилося. Німецька 2-га танкова група, відбивши контрудар Брянського фронту, форсувала Десну та 15 вересня з'єдналась з 1-ю танковою групою, що наступала з Кременчуцького плацдарму. Внаслідок битви за Київ був повністю розгромлений радянський Південно-Західний фронт.
Катастрофа під Києвом відкрила німцям шлях на південь. 5 жовтня 1-ша танкова група вийшла до Азовського моря у Мелітополі, відрізавши війська Південного фронту. У жовтні 1941 року німецькі війська захопили майже весь Кримський півострів, крім Севастополя.
Поразка на півдні відкрила німцям дорогу на Донбас та Ростов. 24 жовтня захоплено Харків, до кінця жовтня зайнято основні міста Донбасу. 17 жовтня захоплено Таганрог. 21 листопада 1-ша танкова армія увійшла в Ростов-на-Дону, досягнувши цілей плану «Барбаросса» на півдні. Однак 29 листопада радянські війська вибивають німців з Ростова, і до літа 1942 лінія фронту на півдні встановлюється на рубежі річки Міус.
30 вересня 1941 року німецькі війська почали наступ на Москву. Внаслідок глибоких проривів німецьких танкових з'єднань основні сили радянських Західного, Резервного та Брянського фронту опинилися оточеними біля Вязьми та Брянська. Всього в полон потрапило понад 660 тис. осіб.
Залишки Західного і Резервного фронтів 10 жовтня об'єднано в єдиний Західний фронт під командуванням генерала армії Жукова.
15 — 18 листопада війська Третього Рейху із закінченням бездоріжжя відновлюють наступ на Москву, проте до грудня зупинені на всіх напрямках.
1 грудня командувач військами групи «Центр» генерал-фельдмаршал фон Бок доповідає, що війська видихалися і не здатні продовжувати наступ.
5 грудня 1941 року Калінінський, Західний та Південно-Західний фронти переходять в контрнаступ. Успішне просування радянських військ змушує противника перейти до оборони по всій лінії фронту. До початку 1942 року німці відкинуті на 100—250 км на захід. Поразка під Москвою стала першою великою поразкою вермахту в цій війні.
7 грудня Японія раптовим нападом на американську військову базу Перл-Гарбор (Гавайські острови) розпочала війну проти США та Великої Британії на Тихому океані і в Азії. Війну Сполученим Штатам після Японської імперії оголосили Третій Рейх та Королівство Італія. 1 січня у Вашингтоні підписано Декларацію Об'єднаних Націй (Декларація 26 країн, зокрема СРСР, США, Велика Британія) про спільну боротьбу з Німеччиною до повної перемоги.
Успіх радянських військ під Москвою спонукає радянське командування перейти в широкомасштабний наступ. 8 січня 1942 року сили Калінінського, Західного та Північно-Західного фронту переходять у наступ проти німецької групи армій «Центр». Їм не вдається виконати визначеного завдання, і після кількох спроб, до середини квітня, доводиться припинити наступ, зазнавши великих втрат. Німці зберігають Ржевсько-Вяземський плацдарм, який становить небезпеку для Москви. Спроби Волховського та Ленінградського фронтів деблокувати Ленінград також не увінчалися успіхом і призвели до оточення в березні 1942 року частини сил Волховського фронту.

### Японська агресія

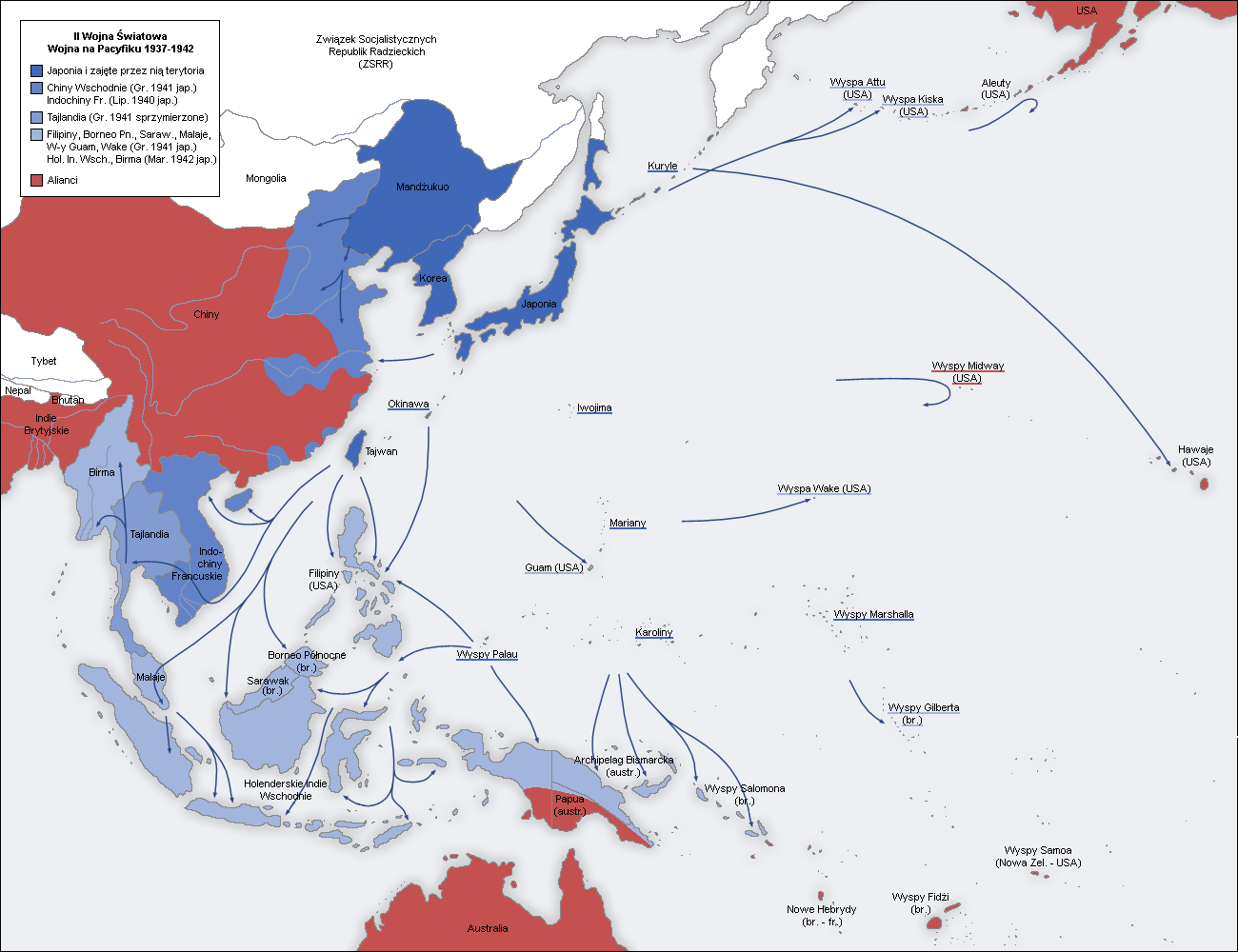
Військові дії в Азії (1937—1942 рр.)

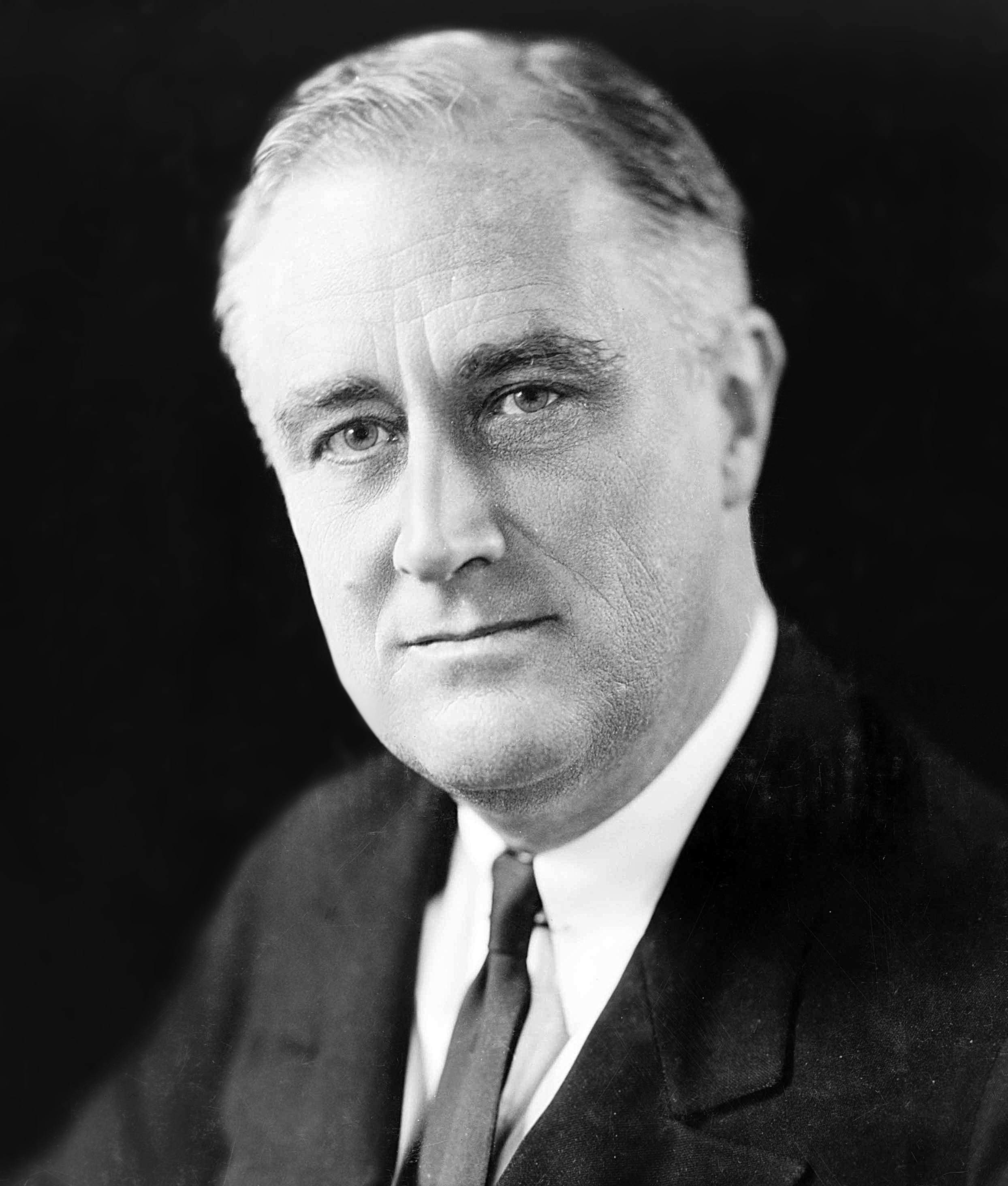
Франклін Делано Рузвельт

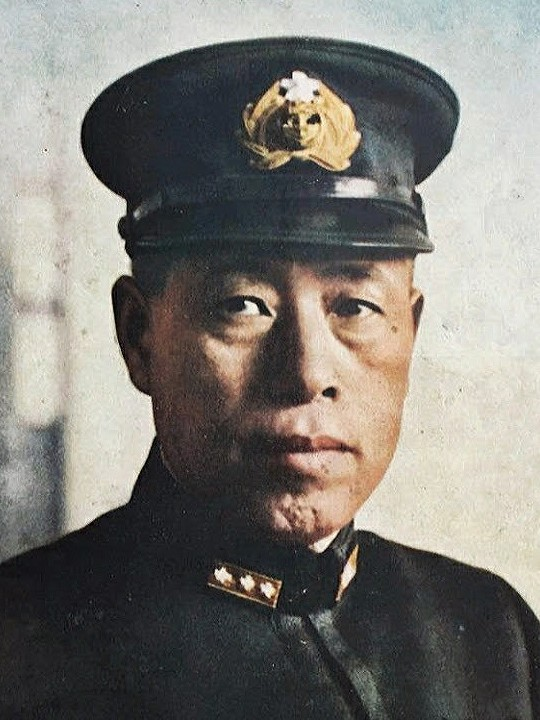
Ісороку Ямамото головнокомандувач японського флоту під час Другої світової війни

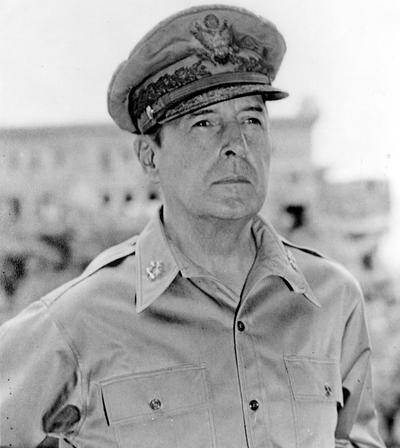
Дуглас Макартур, головнокомандувач більшої частини союзних військ на Тихому океані.

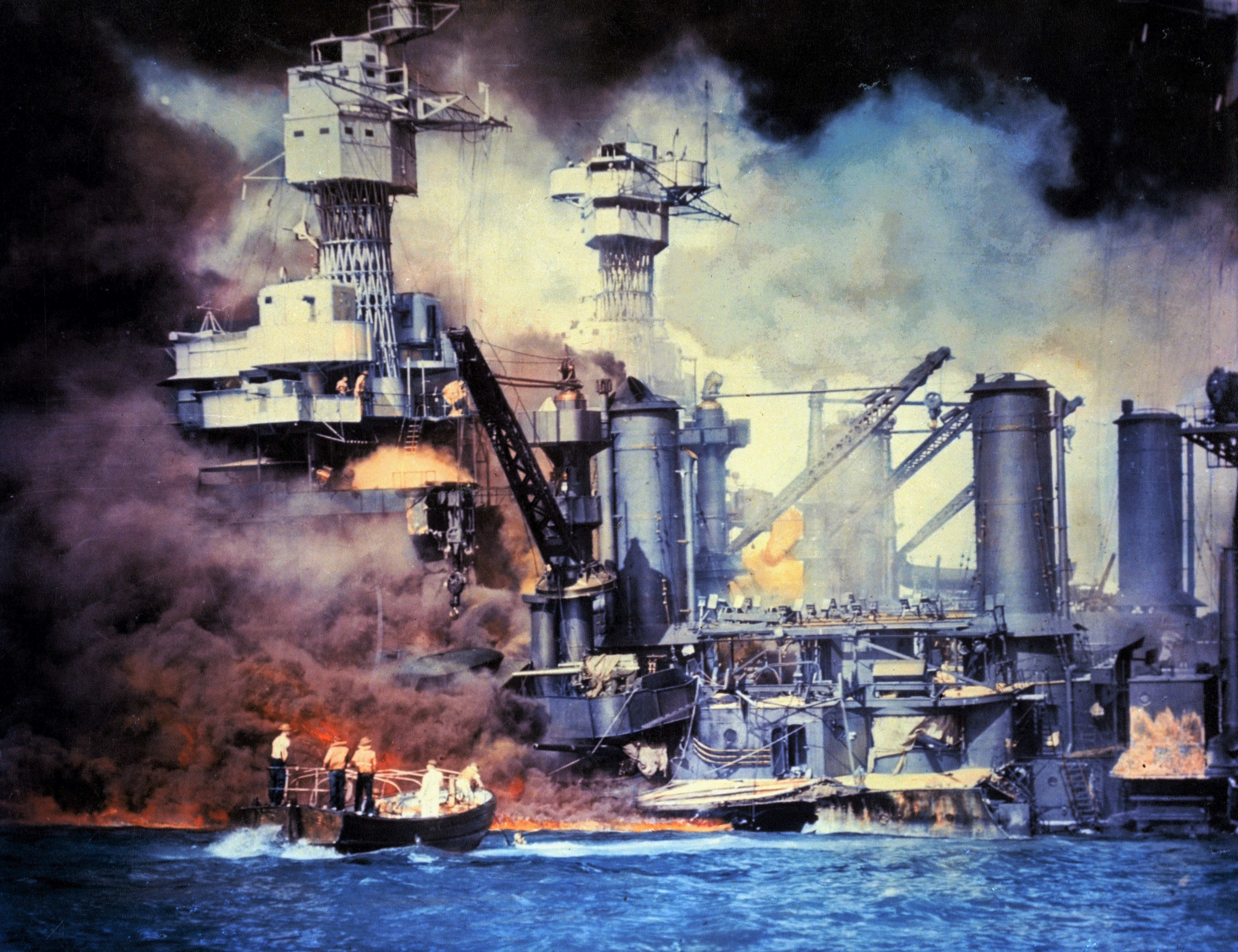
Американський лінкор USS «Вест Вірджинія» горить після японської атаки на Перл-Гарбор

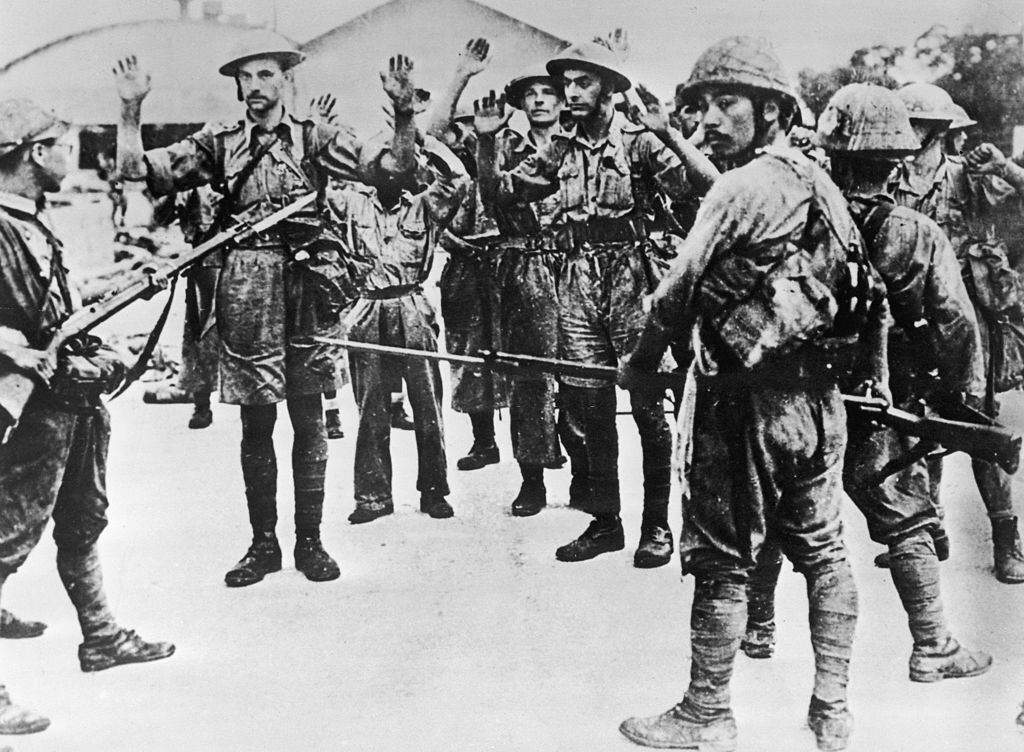
Полонені японцями солдати союзників після Битви за Сингапур

7 грудня 1941 року Японія завдала удару американській військово-морській базі Перл-Гарбор. Під час нападу, в якому брав участь 441 літак, що базувалися на шести японських авіаносцях, потоплено і серйозно пошкоджено 8 лінкорів, 6 крейсерів і понад 300 літаків США. Таким чином, за один день знищено більшу частину лінкорів Тихоокеанського флоту США. Однак головна на той час сила флоту — авіаносне з'єднання за дивним збігом обставин було відсутнє на базі.
Крім США, цього дня війну Японії оголосили також Велика Британія, Нідерланди (уряд в еміграції), Канада, Австралія, Нова Зеландія, Південно-Африканський Союз, Куба, Коста-Рика, Домініканська Республіка, Сальвадор, Гондурас та Венесуела. 11 грудня Третій Рейх та Королівство Італія, а 13 грудня — Румунське королівство, Угорське королівство та Болгарське царство — оголосили війну США.
8 грудня японці блокували британську військову базу в Гонконзі і почали вторгнення в Таїланд, британську Малайю та американські Філіппіни. Британська ескадра зазнає ударів з повітря, і два лінкори — ударна сила британців у цьому районі Тихого океану — йдуть на дно.
Таїланд після нетривалого опору погодився на військовий союз з Японською імперією і оголосив війну США та Великій Британії. Японська авіація з території Таїланду почала бомбардування Бірми.
10 грудня японці захопили американську базу на острові Гуам, 23 грудня — базу на острові Вейк, 25 грудня захоплено Гонконг. 8 грудня японці проривають британську оборону в Малайї і, стрімко наступаючи, відтісняють британські війська в Сінгапур. Японці захопили Малайю за 54 дні. Швидкий розгром британських військ не дозволив британському командуванню підвезти в Сінгапур додаткові сили для створення потужної оборони міста. Втрати британських і австралійських військ під час операції склали 5,5 тис. убитих, 5 тис. поранених і 40 тис. полонених. Японські втрати склали 1,8 тис. убитих і 3,4 тис. поранених. Сингапур захоплено 15 лютого 1942 року, після 6-денної облоги. Близько 80 тис. британських і австралійських солдатів потрапило в полон.
Падіння Сінгапуру стало подією стратегічного значення. Після цього японський наступ пішов розбіжними напрямками, і японці швидко захопили Бірму і Голландську Ост-Індію, наблизившись до Британської Індії та Австралії.
Ще більшими виявились моральні збитки від падіння Сінгапуру. Сінгапур був символом могутності Заходу в Південно-Східній Азії. Після Першої світової війни створенню великої військово-морської бази в Сінгапурі надавалося таке велике значення, що її символічна важливість стала перевершувати навіть її стратегічну цінність. Легкість, з якою японці її захопили, завдала нищівного удару по престижу Великої Британії (і Європи загалом) в Азії. Розвіявся міф про «непереможність білої людини».

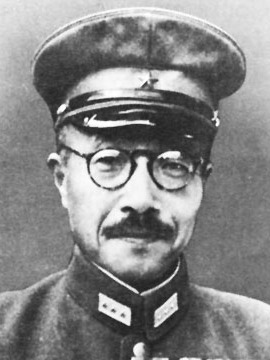
Тодзьо Хідекі, прем'єр-міністр та міністр армії Японії

На Філіппінах в кінці грудня 1941 року японці захопили острови Мінданао та Лусон. Залишкам американських військ вдалось закріпитися на півострові Батаан та острові Коррехідор.
11 січня 1942 року японські війська вторглись до Голландської Ост-Індії і невдовзі захопили острови Борнео та Целебс. 27 лютого японський флот переміг британсько-голландську ескадру в Яванському морі. Союзники намагались створити потужну оборону на острові Ява, однак до 2 березня капітулювали.

23 січня 1942 року японці захопили архіпелаг Бісмарка, в тому числі острів Нова Британія, а потім опанували західною частиною Соломонових островів, в лютому — острови Гілберта, і на початку березня вторглись у Нову Гвінею.

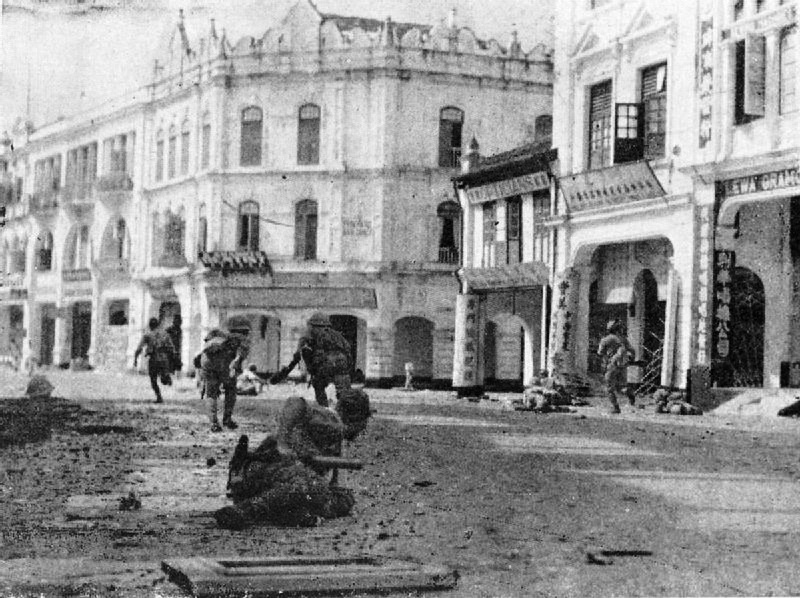
Японські солдати ведуть бої на вулицях Куала-Лумпур

На Філіппінах 9 січня почалась битва за Батаан — японська армія під командуванням генерал-лейтенанта Масахару Хомма атакувала східний фланг лінії Абукай-Маубан. Союзники залишили лінію Абукай-Маубан 22 січня і зайняли оборону на лінії Оріон-Багак. Японці кілька разів намагалися прорвати цю лінію і висадити десант на півдні півострова, але ці атаки були відбиті. 8 лютого генерал-лейтенант Хомма наказав призупинити бойові дії для перегрупування військ. Японські війська страждали від тропічних хвороб і не пробували прорвати оборону союзників до початку квітня. 12 березня генерал Макартур покинув зону бойових дій. 3 квітня, після артилерійської підготовки і бомбардування, японці прорвали лінію Оріон-Багак. 8 квітня генерал-майор Едвард Кінг надіслав пропозицію про капітуляцію, а наступного дня армія союзників здалася.
8 березня, наступаючи в Бірмі, японці захопили Янгон, в кінці квітня — Мандалай, до травня опанували майже всю Бірму, завдавши поразки британським і китайським військам і відрізавши південний Китай від Британської Індії. Проте початок сезону дощів і нестача сил не дозволили японцям розвинути свій успіх та увійти в Індію.

### Другий етап битви за Атлантику

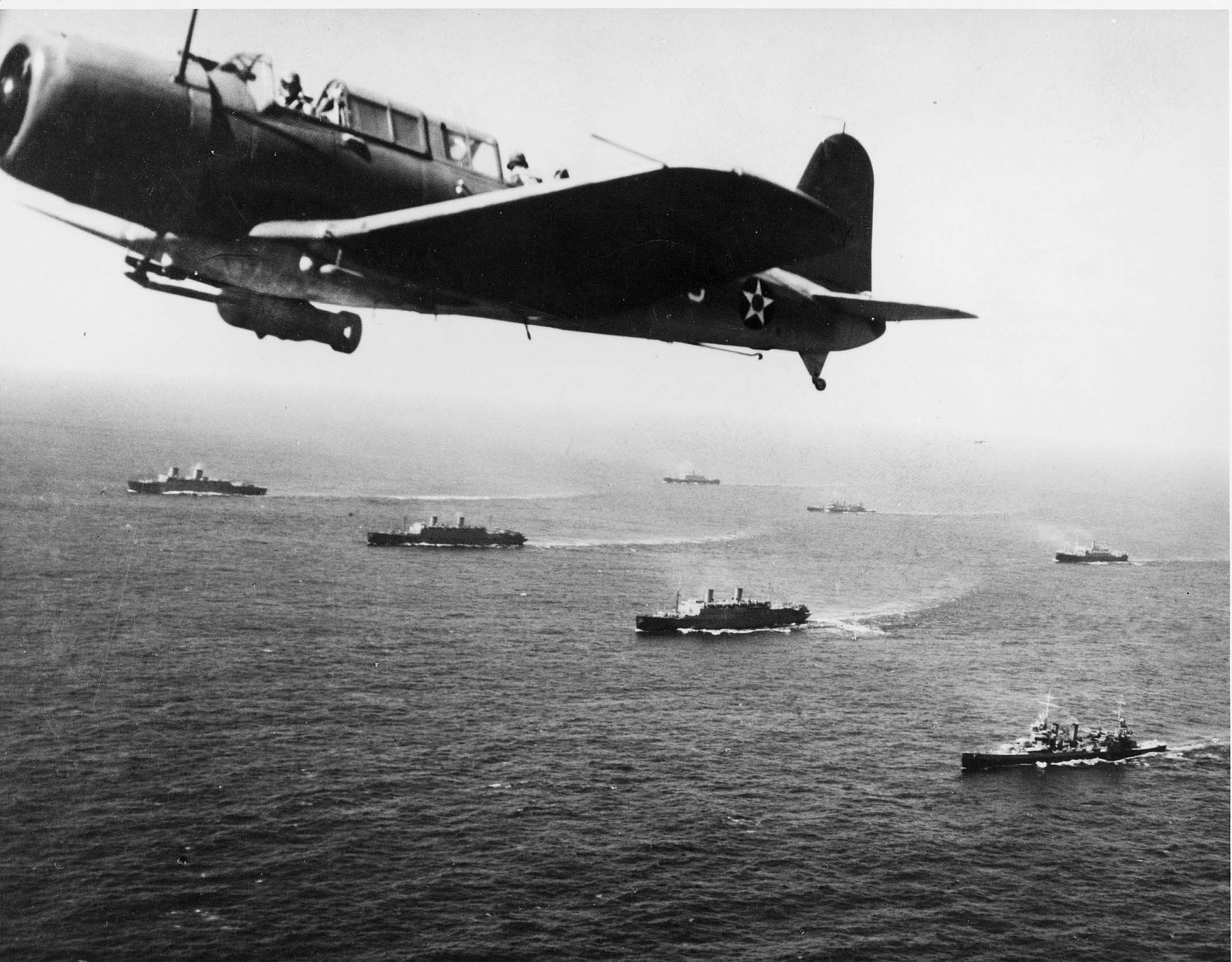
Американський конвой прямує до Британії. Листопад 1941

З літа 1941 року основною метою дій німецького та італійського флотів в Атлантиці стає знищення торгових суден, щоб ускладнити доправлення у Велику Британію озброєння, стратегічної сировини та продовольства. Німецьке та італійське командування використовувало в Атлантиці переважно підводні човни, які діяли на комунікаціях, що зв'язували Велику Британію з Північною Америкою, африканськими колоніями, Південно-Африканським Союзом, Австралією, Британською Індією та СРСР.
З кінця серпня 1941 року за домовленістю урядів Великої Британії та СРСР почались взаємні військові постачання через радянські північні порти, після чого значна частина німецьких підводних човнів почала діяти в Північній Атлантиці. Восени 1941 року, ще до вступу у війну США, німецькі підводні човни нападають на американські кораблі. У відповідь конгрес США 13 листопада 1941 року прийняв дві поправки до закону про нейтралітет, згідно з якими знімалась заборона на вхід американських кораблів у зони військових дій та дозволялось озброювати торгові судна.
Зі зміцненням протичовнової оборони на комунікаціях в липні — листопаді 1941 істотно зменшились втрати торгового флоту Великої Британії, її союзників і нейтральних країн.
Однак невдовзі німецький флот на короткий час перехопив ініціативу. Після вступу у війну США значна частина німецьких підводних човнів почала діяти в прибережних водах Атлантичного узбережжя США. У першій половині 1942 року втрати британсько-американських суден в Атлантиці знову зростають. Але удосконалення методів протичовнової оборони дозволяє британсько-американському командуванню з літа 1942 року поліпшити обстановку на атлантичних морських комунікаціях, завдати ударів німецькому підводному флоту і відтіснити його в центральні райони Атлантики.
Загалом, попри деякі успіхи, Німеччина не змогла зірвати британсько-американські морські перевезення. До того ж з березня 1942 року британська авіація починає стратегічні бомбардування важливих економічних центрів і міст Німеччини, союзних і окупованих країн.

### Середземноморсько-африканські кампанії

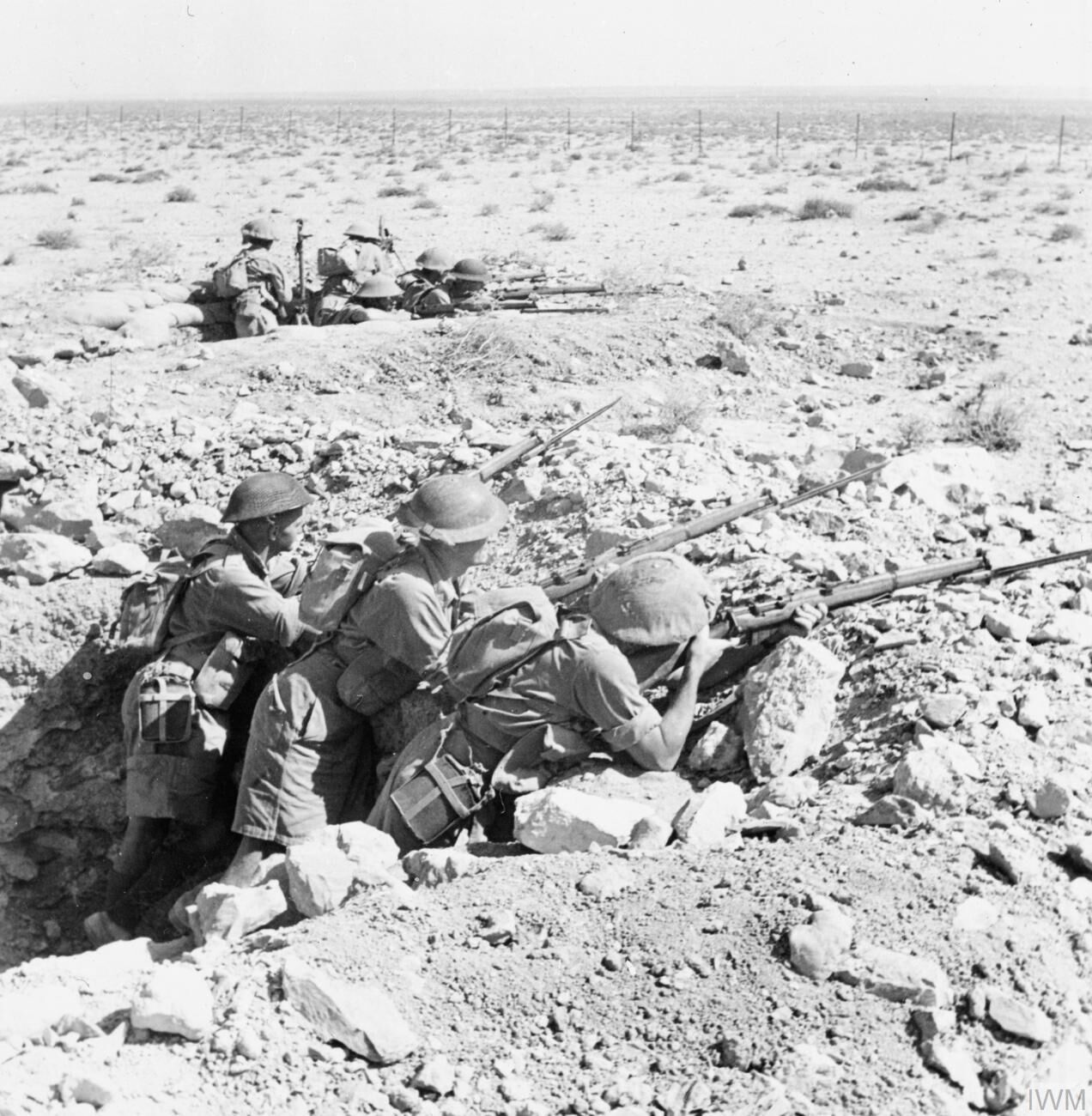
Австралійці на позиціях під Тобруком (1941)

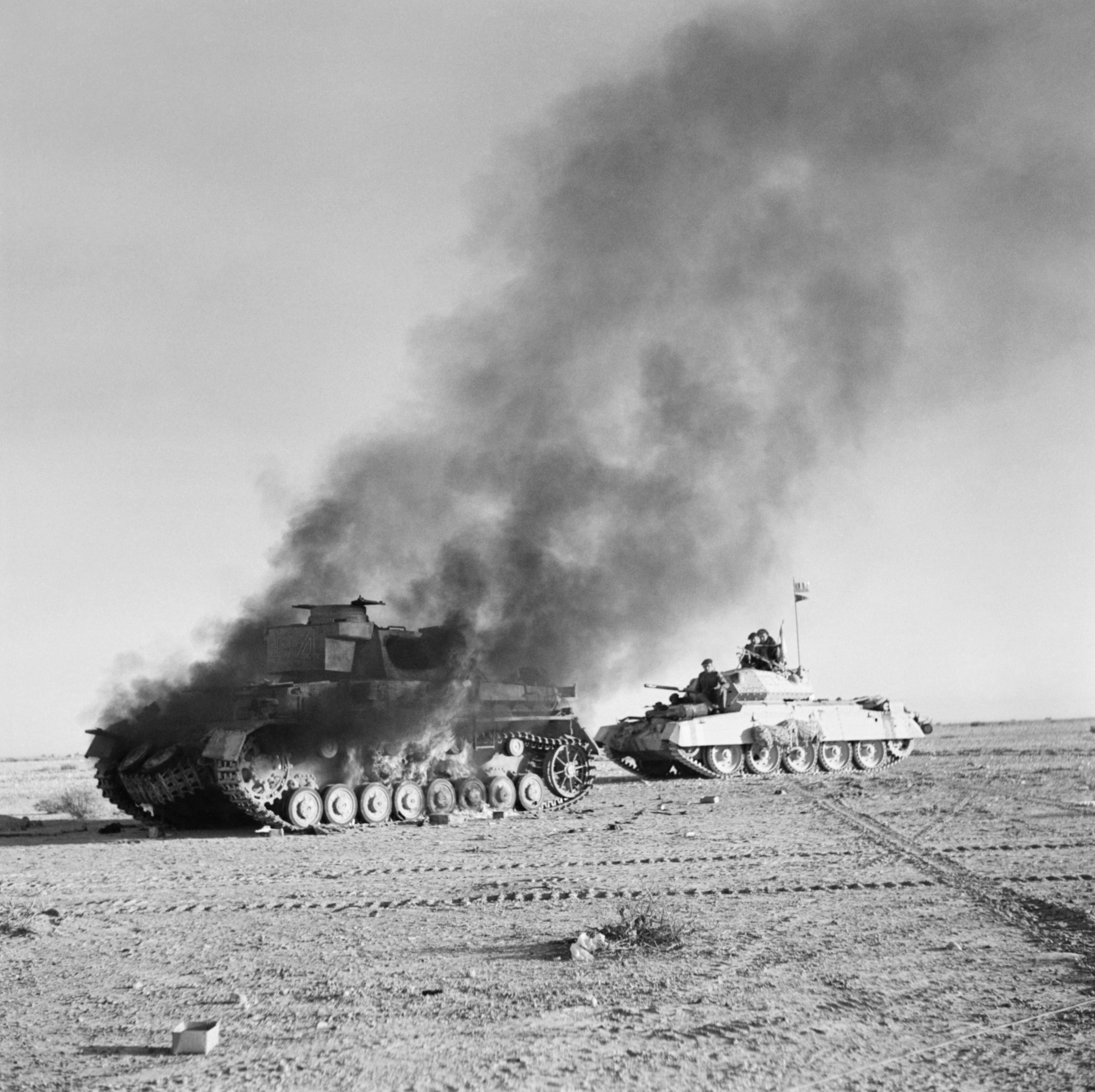
Підбитий німецький танк біля Тобрука. 27 листопада 1941

Влітку 1941 року всю німецьку авіацію, що діяла в Середземномор'ї, перекинуто на радянсько-німецький фронт. Це полегшило становище британців, які, користуючись пасивністю італійського флоту, захопили ініціативу в Середземному морі. До середини 1942 року британці, попри деякі невдачі, цілковито порушили морське сполучення між Королівством Італія та італійськими військами в Лівії та Єгипті.
До літа 1941 року значно покращилось становище британських сил в Північній Африці. Цьому великою мірою посприяла повна поразка італійців в Ефіопії. Британське командування тепер отримало можливість перекинути сили зі Східної Африки в Північну.
Використовуючи вигідну обстановку, британські війська 18 листопада 1941 року перейшли у наступ. 24 листопада німці намагались завдати контрудар, однак він не вдався. Британці деблокували Тобрук і, розвиваючи наступ, увійшли в Бахр-ель-Газаль, Дерну та Бенгазі. До січня британці знову опанували Киренаїку, проте їхні війська виявились розпорошеними на величезному просторі, чим і скористався Роммель. 21 січня італо-німецькі війська перейшли у наступ, прорвали британську оборону і вирушили на північний схід. У Бахр-ель-Газаль їх зупинено, і фронт знову стабілізується на 4 місяці.

## Призупинення просування країн осі (травень 1942— травень 1943 року)

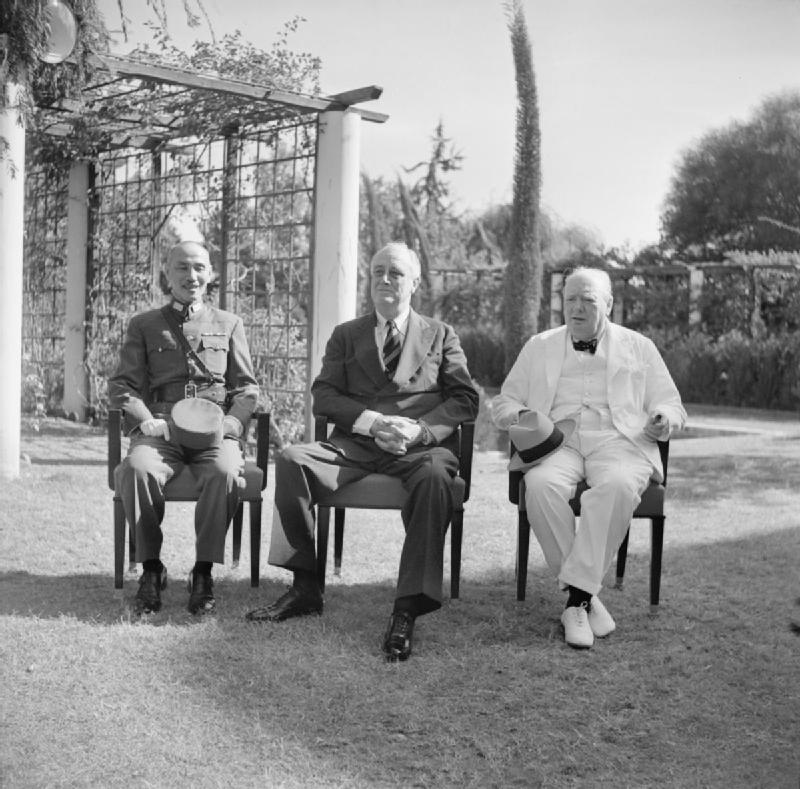
Чан Кайші, Франклін Рузвельт і Вінстон Черчилль на Каїрській конференції, 25 листопада 1943

### Створення Антигітлерівської коаліції
Після вторгнення Третього Рейху в СРСР представники Великої Британії і США оголосили про свою підтримку Радянського Союзу і почали надавати йому економічну допомогу. 1 січня 1942 року у Вашингтоні представники СРСР, США, Великої Британії і Республіки Китай підписали Декларацію Об'єднаних Націй, до якої згодом долучились 22 країни. 26 травня підписано договір між СРСР та Великою Британією про союз у війні з Третім Рейхом. 11 червня підписано аналогічний договір між СРСР та США.

### Східний фронт: другий німецький наступ

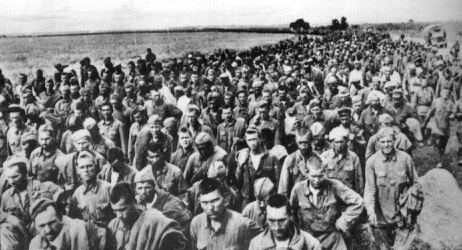
Полонені під Харковом бійці Червоної армії

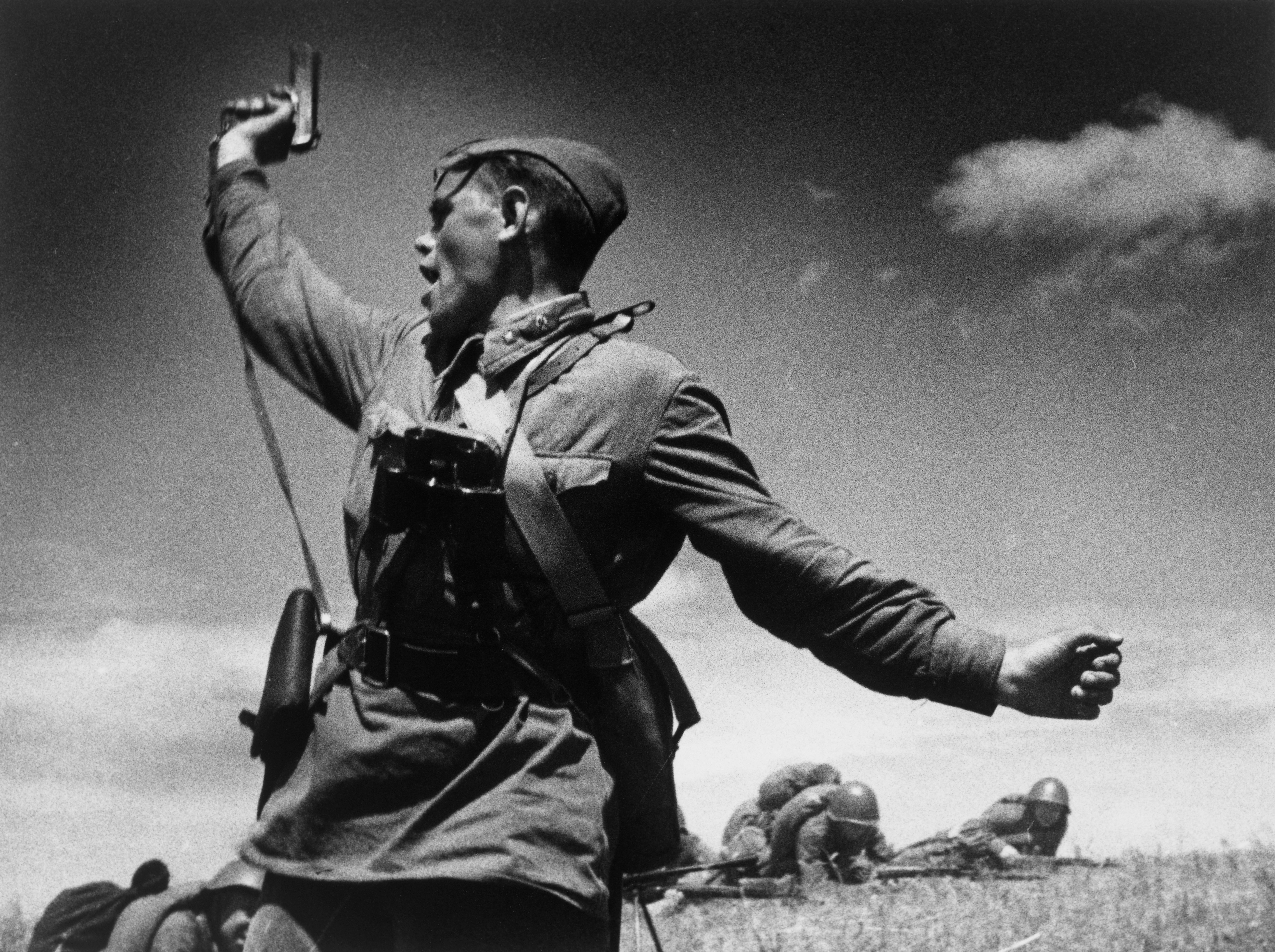
Комбат веде в атаку своїх солдатів. Українська РСР. 1942 рік. (Фото Макса Альперта)

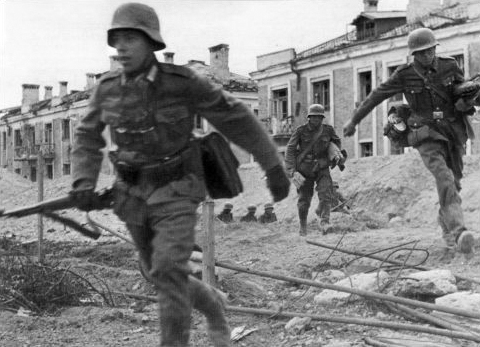
Солдати Вермахту ведуть бої в Сталінграді. Осінь 1942

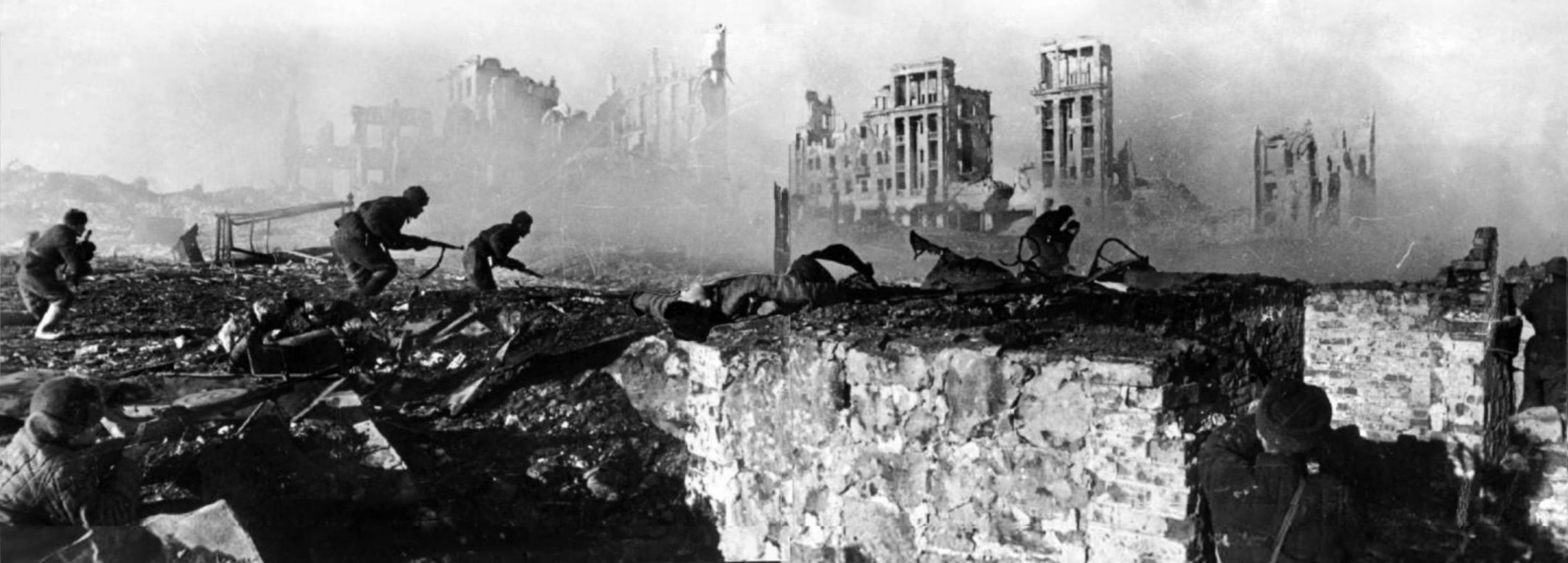
Радянські солдати. Сталінград, 1943 рік.

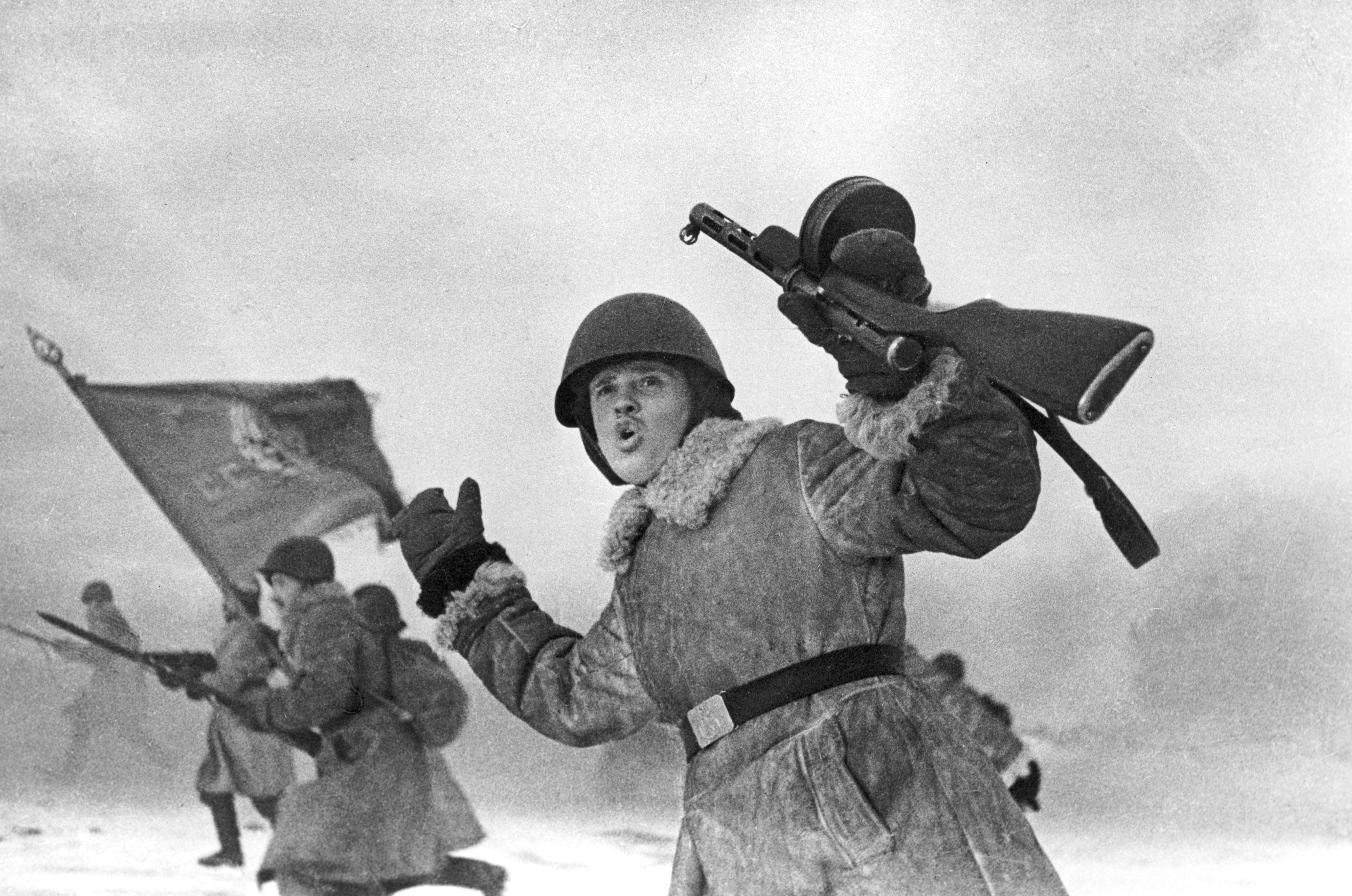
Початок наступу на Ленінградському фронті. 1943 рік.

Радянська і німецька сторони чекали від літа 1942 року здійснення своїх наступальних планів. Гітлер націлював основні зусилля вермахту на південний сектор фронту, переслідуючи найперше економічні цілі.
Стратегічний план радянського командування на 1942 рік полягав у тому, щоби «послідовно здійснити ряд стратегічних операцій на різних напрямках, щоби змусити противника розпорошити свої резерви, не дати створити йому сильне угруповання для зупинення наступу в жодному з пунктів».Основні зусилля Червоної Армії, відповідно до задумів Ставки ВГК, передбачалося зосередити на центральному секторі радянсько-німецького фронту. Планувалося також здійснити наступ під Харковом, у Криму і прорвати блокаду Ленінграда.
Однак розпочатий радянськими військами в травні 1942 року наступ під Харковом закінчився провалом. Німецькі війська зуміли відбити удар, розгромили радянські війська і самі перейшли в наступ. Також нищівної поразки зазнали радянські війська у Криму. 9 місяців радянські моряки утримували Севастополь, і до 4 липня 1942 року залишки радянських військ евакуювалися в Новоросійськ. У підсумку оборона радянських військ на південній ділянці виявилася ослабленою. Користуючись цим, німецьке командування розпочало стратегічний наступ на двох напрямках: на Сталінград та на Кавказ.
Після запеклих боїв під Воронежем та на Донбасі німецьким військам групи армій «B» вдалося прорватися до Дону. В середині липня почалася Сталінградська битва, у якій радянським військам з великими втратами вдалося скувати ударне угруповання противника.
Група армій «A», що наступала на Кавказ, 23 липня здобула Ростов-на-Дону і продовжила наступ на Кубань. 12 серпня здобуто Краснодар. Однак в боях у передгір'ях Кавказу та під Новоросійськом радянським військам вдалося зупинити противника.
Тим часом на центральній ділянці радянське командування розпочало велику наступальну операцію з розгрому Ржевсько-Сичовського угруповання противника (9-ї армії групи армій «Центр»). Однак здійснена з 30 липня до кінця вересня Ржевсько-Сичовська операція не увінчалася успіхом.
Не вдалося також прорвати блокаду Ленінграда, хоча радянський наступ змусив німецьке командування відмовитися від штурму міста.

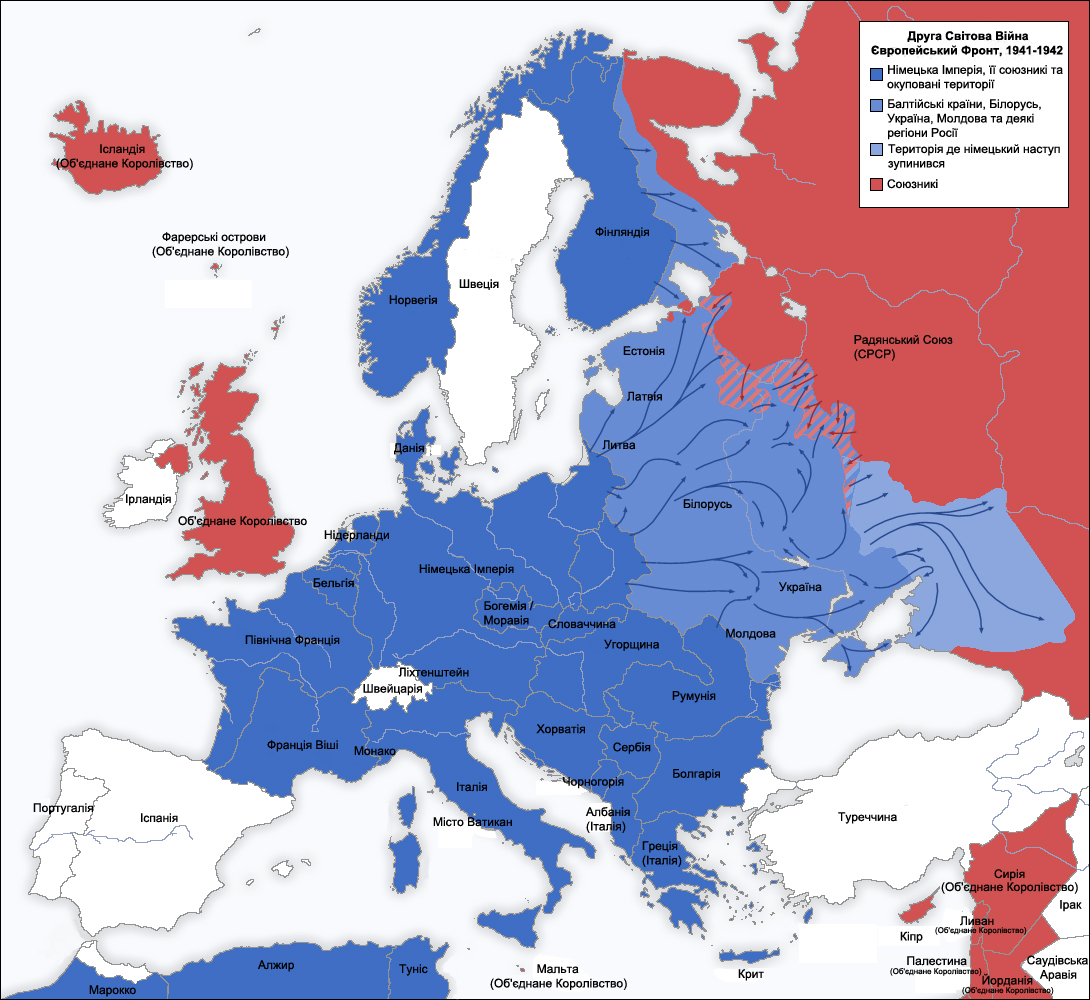
Німеччина окупувала майже всю Європу під час Другої Світової Війни, Європа 1941-42

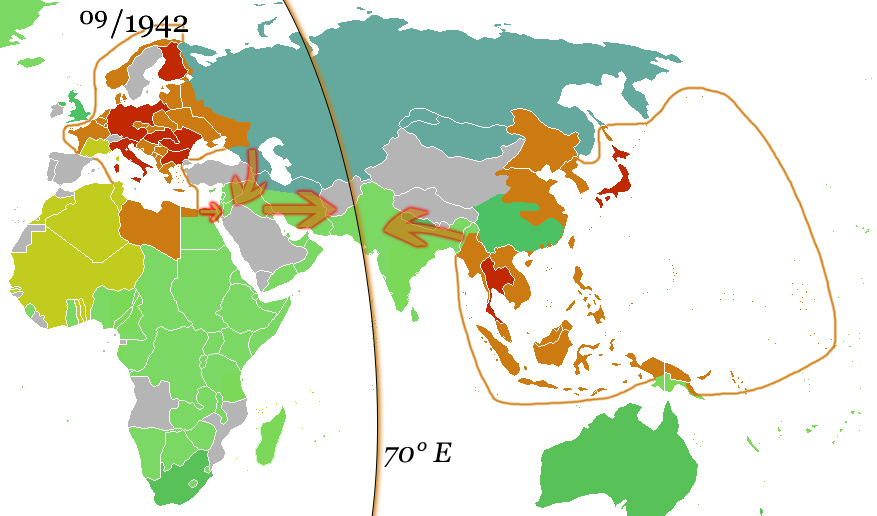
Розподіл сфер впливу Японської імперії та Третього Рейху. Зображено максимальні межі експансії країн Осі. Осінь 1942 року
Темно-зелений — СРСР та сателіти
Зелений — Союзники, незалежні держави
Світло-зелений — Союзники, колонії та окуповані території
Червоний — Гітлерівська коаліція, незалежні держави
Коричневий — Гітлерівська коаліція, колонії та окуповані території
Хакі — Франція, Режим Віші
Сірий — Нейтральні держави

19 листопада 1942 року Червона армія перейшла в контрнаступ під Сталінградом, і до 2 лютого неймовірними зусиллями завдала переломної поразки німецьким військам, внаслідок якої вдалося оточити і розгромити дві німецькі, дві румунські та одну італійську армії; загалом 330 тис. солдатів знищено, близько 92 тис. взято в полон. Це була найбільша наземна битва війни.
Радянський наступ 25 листопада — 20 грудня 1942 р. на центральній ділянці радянсько-німецького фронту (операція «Марс») закінчився невдало.

### Німецька окупація України
Питання остаточних легальних форм Райхскомісаріату Україна та правового статусу його мешканців Гітлер залишив неясними. Національні почування українців у Райхскомісаріаті Україна мали підтримувати настільки, наскільки така політика ділила українців та росіян, усуваючи небезпеку спільного протинімецького фронту. Це були головні мотиви, наприклад, для введення в Райхскомісаріаті Україна, поряд з німецькою урядовою мовою, української з винятком російської; карбованця замість рубля тощо. Поза тим політика німецького керівництва ослаблювала та сповільнювала ті потенційні чинники національної свідомості, які могли стати важливою складовою у змаганнях до незалежності взагалі. Ослаблення населення з біологічного погляду вели виморенням голодом, обмеженням санітарно-медичної обслуги, нелюдською поведінкою з вивезеними до Третього Рейху українськими робітниками (приблизно 1,5 млн) і радянськими військовополоненими та масовими екзекуціями різних груп населення за фактичну чи уявну підтримку руху опору.
Жорстокий окупаційний режим призвів до різкого посилення антинімецьких настроїв в Україні. Одним із безпосередніх наслідків стало розгортання на території райхскомісаріату радянського партизанського та українського націоналістичного повстанського рухів. Повстанські і партизанські загони контролювали значну частину території райхскомісаріату і перешкоджали постачанню техніки і продовольства для німецьких військ. Окремі керівники НСДАП мали намір віддати Коха під партійний суд за розладнання надійного тилу, відсутність якого стала однією з головних причин поразки німецьких військ на Східному фронті. Після захоплення радянською армією українських територій «Райхскомісаріат Україна» офіційно ліквідовано 10 листопада 1944.

### Тихоокеанський фронт: Перелом

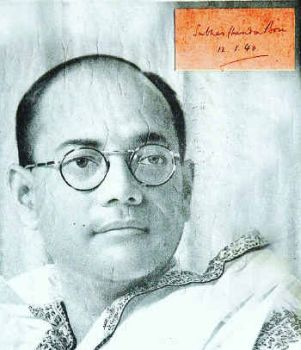
Субхаш Чандра Бос — лідер індійського руху за незалежність Азад Хінд, співпрацював з німцями та японцями.

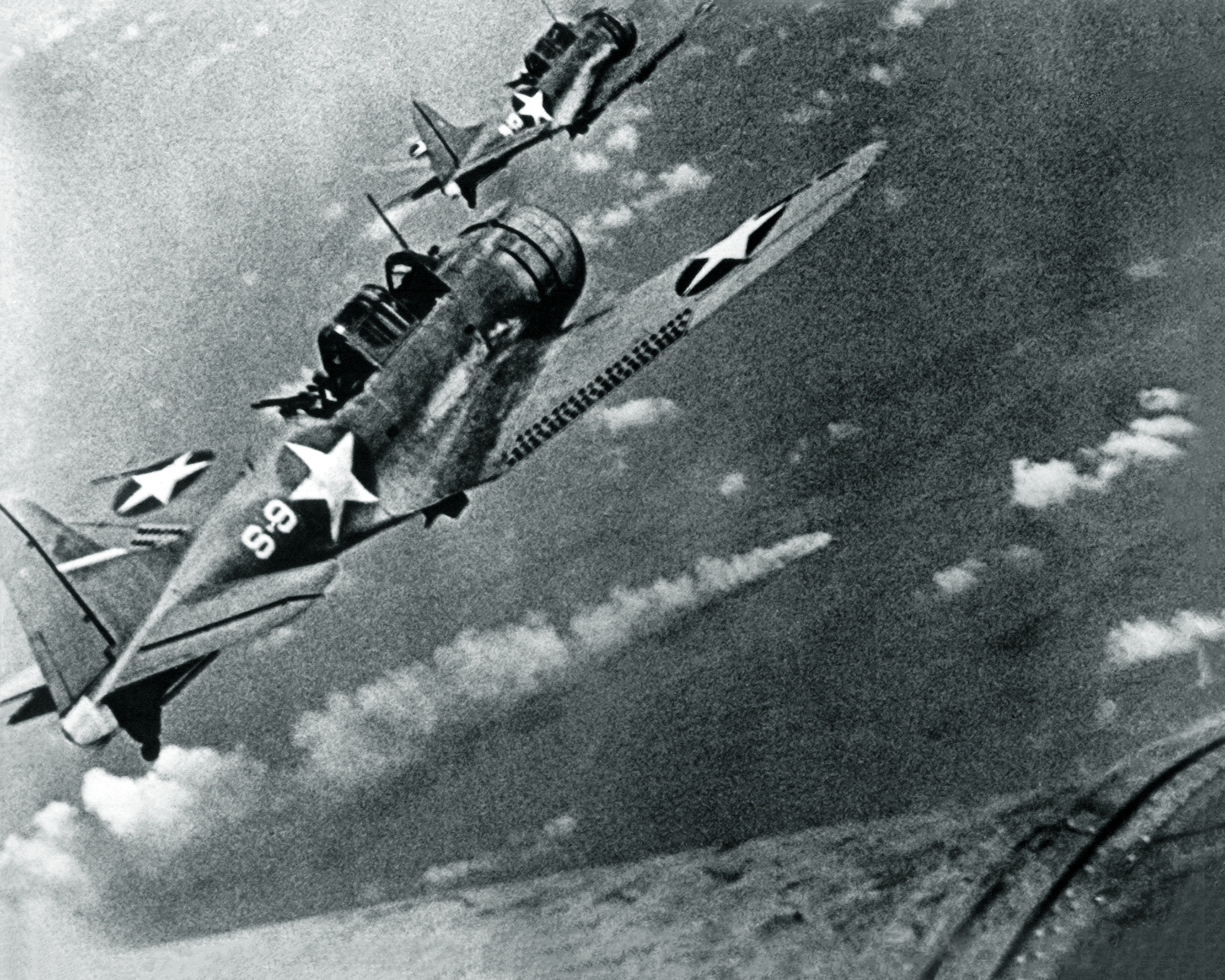
Американський пікіруючий бомбардувальник SBD «Донтлесс» атакує японський важкий крейсер Мікума під час Битви за Мідвей, червень 1942.

6 травня капітулювало останнє угруповання американських і філіппінських військ на Філіппінах. До кінця травня 1942 року Японська імперія з незначними втратами встановила контроль над Південно-Східною Азією і Північно-Західною Океанією. Американські, британські, голландські та австралійські війська зазнали нищівної поразки, втративши всі свої основні сили в цьому регіоні.
У червні 1942 року відбулася Битва біля атолу Мідвей — великий морський бій в Тихому океані. Перемога флоту США над Об'єднаним флотом Японії стала поворотною точкою у війні на Тихому океані. Японський флот, що втратив 4 важкі авіаносці, 250 літаків та найкращих пілотів, назавжди втратив можливість ефективно діяти поза зонами прикриття берегової авіації. Японія перейшла до оборони (доти вона захопила величезні території у Тихому океані та в Азії — 3,8 млн км².).
Кампанія на Соломонових островах була однією з основних кампаній в Тихоокеанському театрі військових дій під час Другої світової війни.
Кампанія розпочалася з висадки японського десанту та окупації значних територій Британських Соломонових Островів та острова Бугенвіль протягом перших шести місяців 1942 року.
Союзники, оберігаючи свої комунікації та лінії постачань в південній частині Тихого океану, організували контрнаступ у Новій Гвінеї, ізолювали японську базу в Рабаулі та контратакували японців 8 серпня 1942 року на Соломонових островах. Контрнаступ розпочався з висадки в Гуадалканалі і на малих прилеглих островах. Ці висадки потягли за собою кілька битв на суходолі і на морі між противниками, починаючи з десанту в Гуадалканалі і продовжилися кількома сутичками в центральних і північних Соломонах, на острові Нова Джорджія і його околицях, на Бугенвілі. З серпня 1942 року по лютий 1943 року японські та американські війська бились за контроль над островом Гуадалканал з архіпелагу Соломонових островів. У цій битві на виснаження зрештою перемогли США. Необхідність направляти підкріплення на Гуадалканал ослабила японські сили в Новій Гвінеї, що сприяло звільненню острова від японських військ, яке завершилось на початку 1943 року.
18-та японська армія генерала Адаті висадилась в Папуа 21—22 липня 1942, почались бої, відомі як Битва за Кокоду. Японська армія майже вийшла до Порт-Морсбі, однак проблеми під Гуадалканалом змусили командування розпочати відступ. До 23 січня 1943 року австралійці та американці очистили від японців острів, втративши 8500 осіб при дванадцятитисячних японських втратах.
11 травня 1943 року американці розпочали операцію з відвоювання острова Атту. Захисники острова не перешкоджали десантуванню, але окопалися на висотах. 29 травня захисники острова раптово атакували американські позиції у Массакра Бей. Після тривалого і запеклого бою всі японці загинули.

### Північна Африка

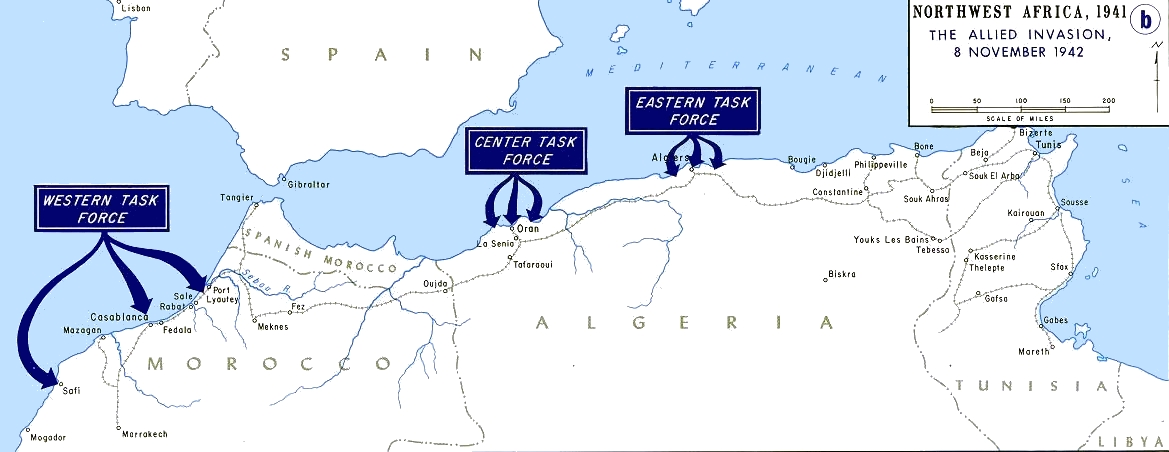
Операція «Смолоскип» — 8 жовтня 1942 року.

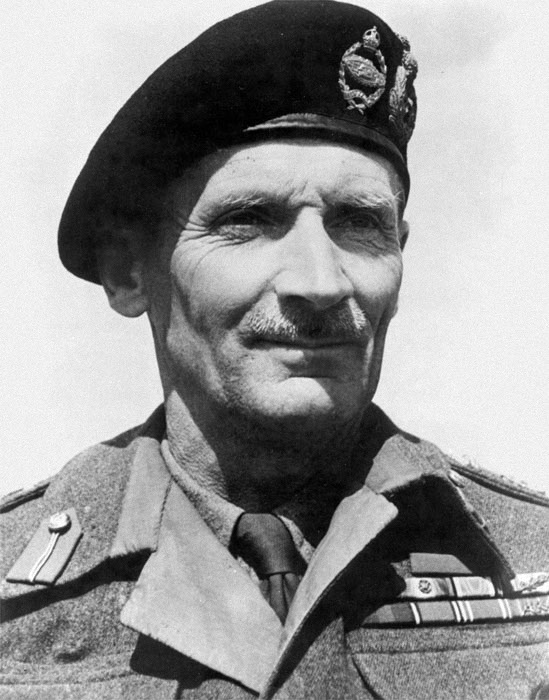
Бернард Монтгомері

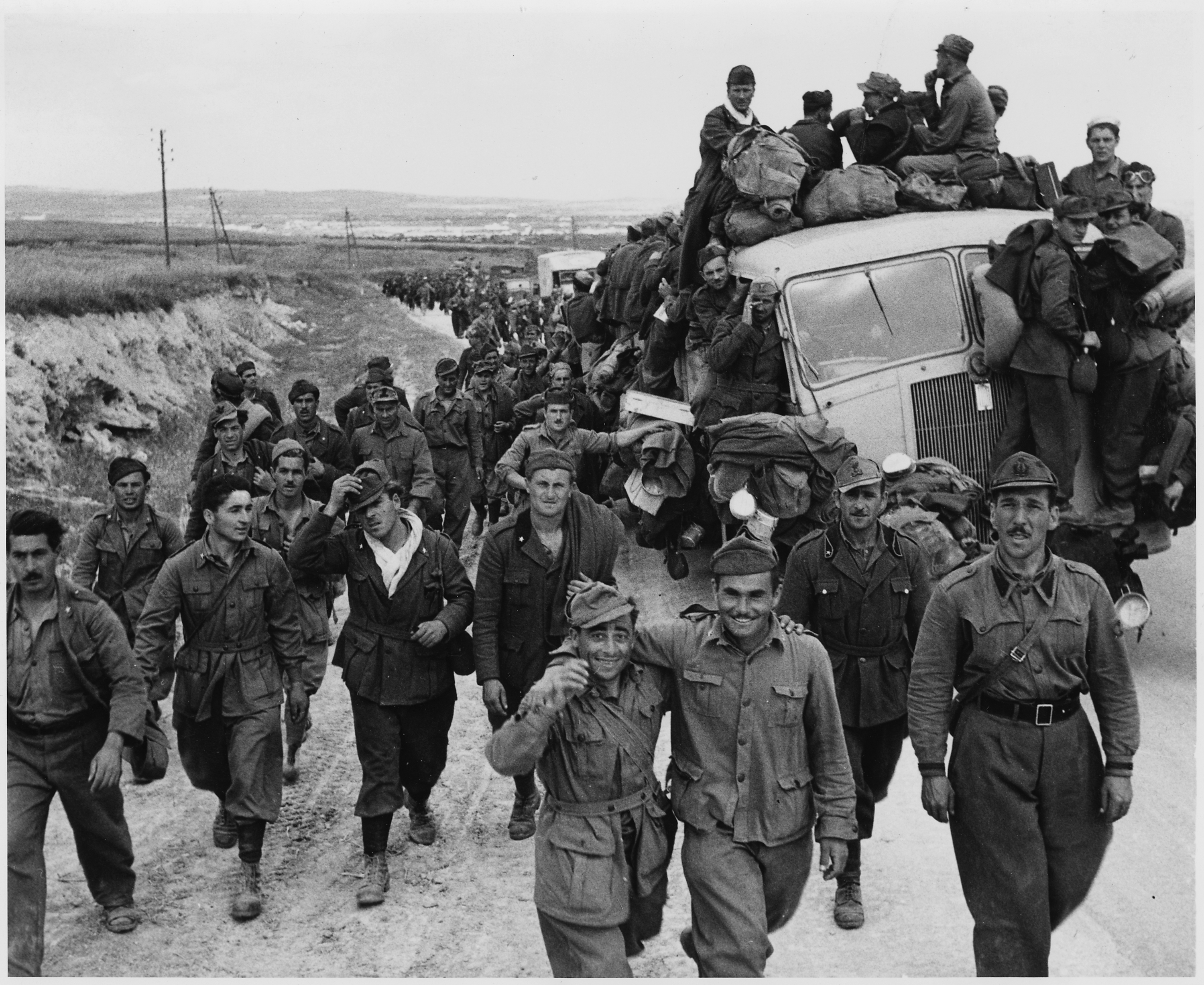
Італійські військовополонені в Тунісі.

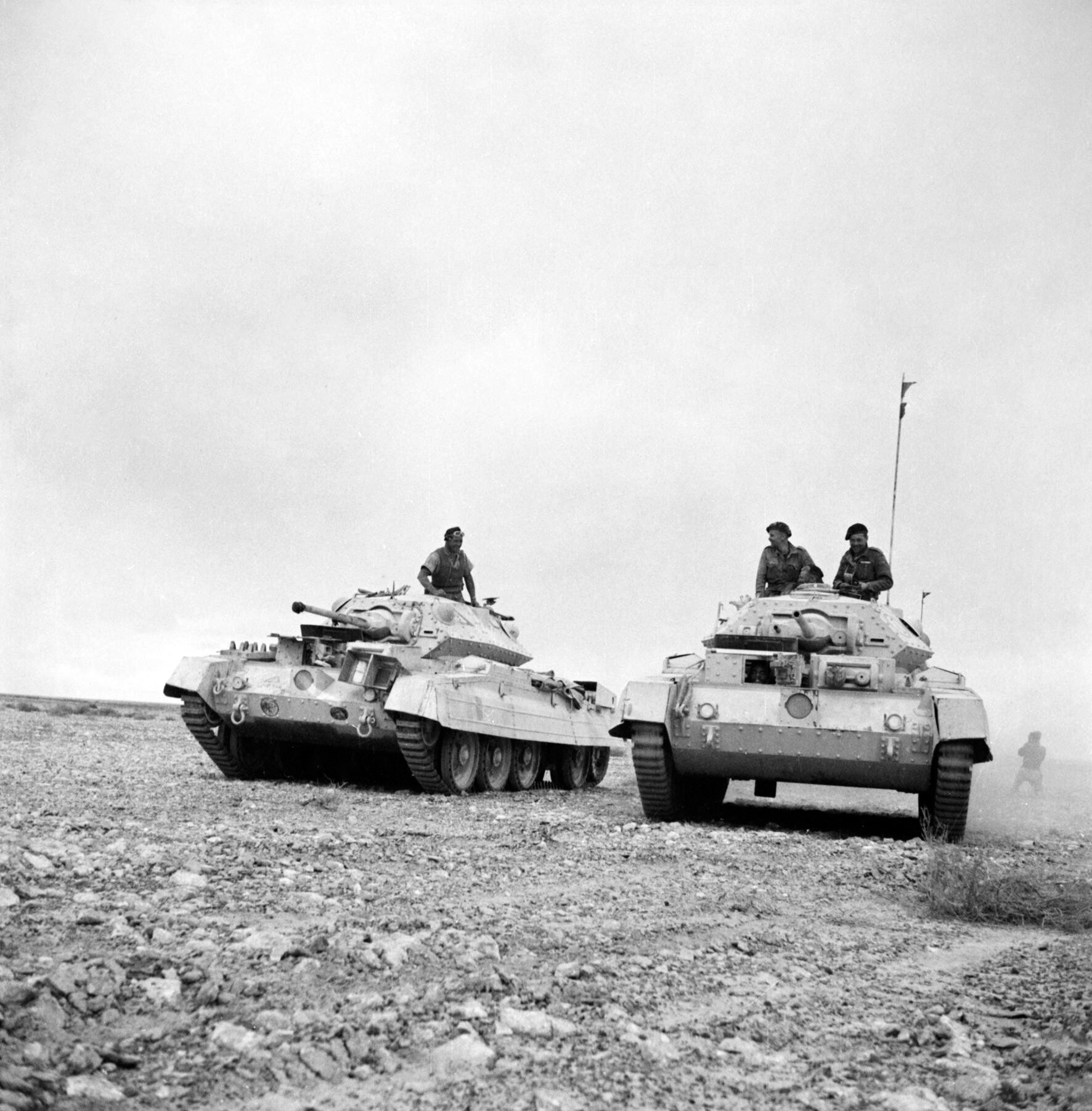
Британські танки «Крусейдер» у Північній Африці

У Північній Африці 23 жовтня британці, якими командував Монтгомері, перейшли в наступ, щоб повернути втрачену територію і знищити німецько-італійські війська в Північній Африці. На початку наступу під Ель-Аламейном Монтгомері мав значну перевагу в силах і засобах над німецько-італійськими військами. Певний час, використовуючи недостатню рішучість британців, Роммелю вдавалося більш ніж на тиждень утримати британців. Але натиск противника все зростав: він вводив у бій все нові й нові сили. У ніч на 3 листопада Роммель був змушений віддати своїм військам наказ про відступ, оскільки всі можливості для подальшого опору були вже вичерпані. 12 листопада, переслідуючи розрізнені сили противника, британці досягли Тобрука та захопили його. Ще більше погіршило ситуацію німецько-італійського блоку те, що 8 листопада 1942 року британо-американське командування розпочало вторгнення до Північно-Західної Африки — операцію «Смолоскип». Британці продовжили свій наступ і 19 листопада знову захопили Бенгазі, а потім, 17 грудня, — Ель-Агейлу.
Друга битва під Ель-Аламейном (23 жовтня — 4 листопада 1942 року) закінчилася повною поразкою німецько-італійської танкової армії (1 листопада 1942 танкову армію «Африка» перейменовано в німецько-італійську танкову армію). Її втрати становили 55 тисяч осіб, 320 танків і приблизно 1 тисячу гармат. Залишки розгромлених під Ель-Аламейном військ Роммеля уникли повного знищення тільки через те, що британці переслідували надто повільно.
8 листопада 1942 року в Марокко висадився великий британо-американський десант. Зламавши слабкий опір військ, підконтрольних вішистському уряду в Алжирі, до кінця листопада, подолавши 900 км, союзники увійшли в Туніс. Німці зі згоди вішиського уряду зайняли неокуповану південну частину Франції і почали перекидати частину своїх військ в Туніс.
Ервін Роммель, через практично повну відсутність постачання, не міг обладнати досить потужні оборонні позиції чи контратакувати, і вирішив відступити до німецького плацдарму в Тунісі. Цю операцію відступу на тисячу миль Роммель провів блискуче, не втративши жодного солдата. 19 лютого 1943 Роммель почав свій останній наступ у Північній Африці. Наприкінці лютого війська нової групи армій завдали поразки американцям в боях на перевалі Кассерін, але на початку березня самі зазнали серйозної невдачі при Ме-Денін.
Тим часом британська армія почала наступ в Лівії. Італо-німецькі війська не змогли утриматися біля Ель-Аламейну і до лютого 1943 року, зазнавши великих втрат, відступили в Туніс. 20 березня об'єднані британо-американські війська перейшли у наступ вглиб території Тунісу. Італо-німецьке командування намагалося евакуювати свої війська в Королівство Італія, однак до того часу королівський військово-морський флот Великої Британії повністю опанував Середземномор'я та перерізав всі шляхи для відступу. 13 травня італо-німецькі війська капітулювали.

## Наступ союзників (червень 1943— травень 1944 року)

### Східний фронт

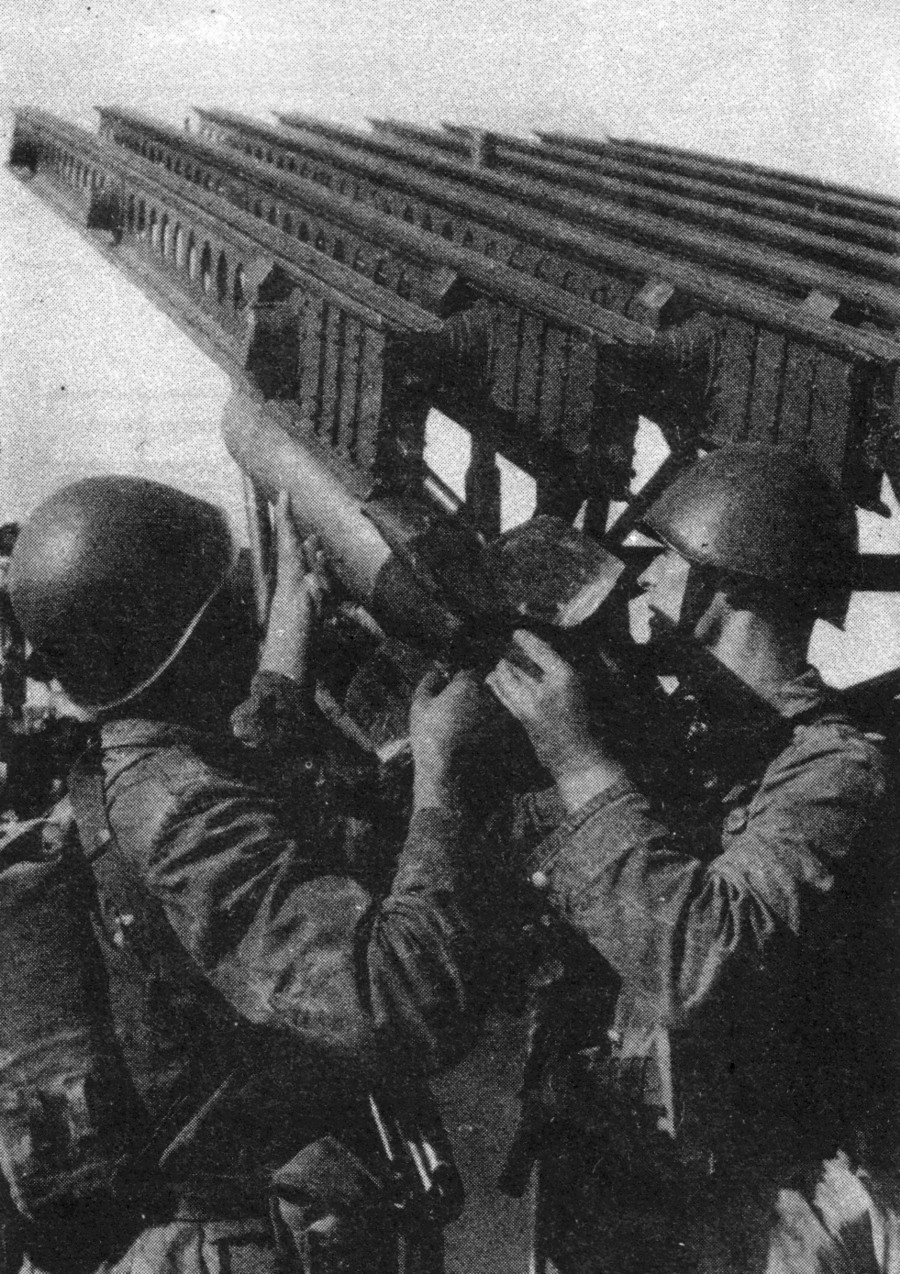
Катюша (реактивна установка)

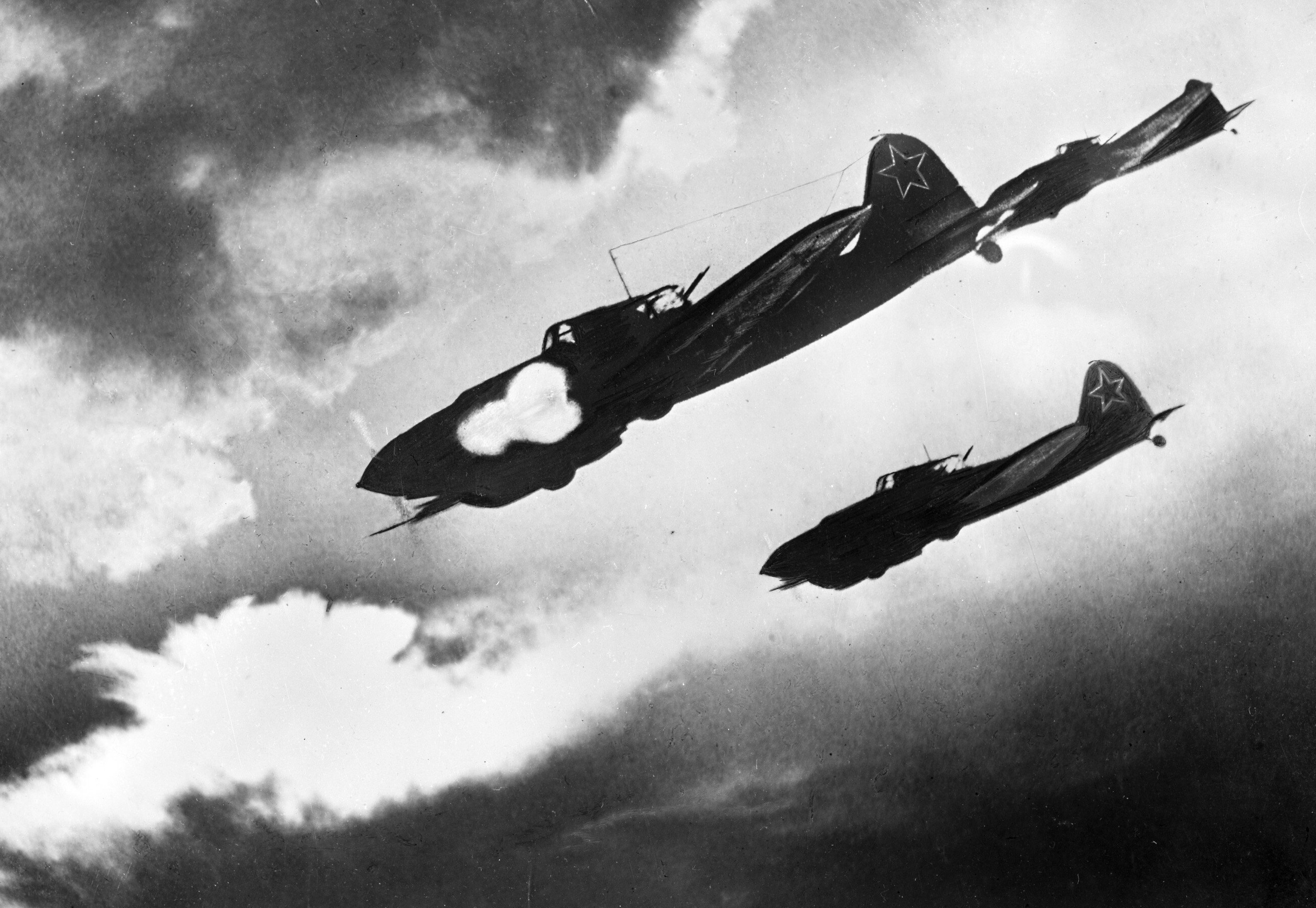
Радянські Іл-2 атакують колону Вермахту під час Курської битви, 1 липня 1943 р.

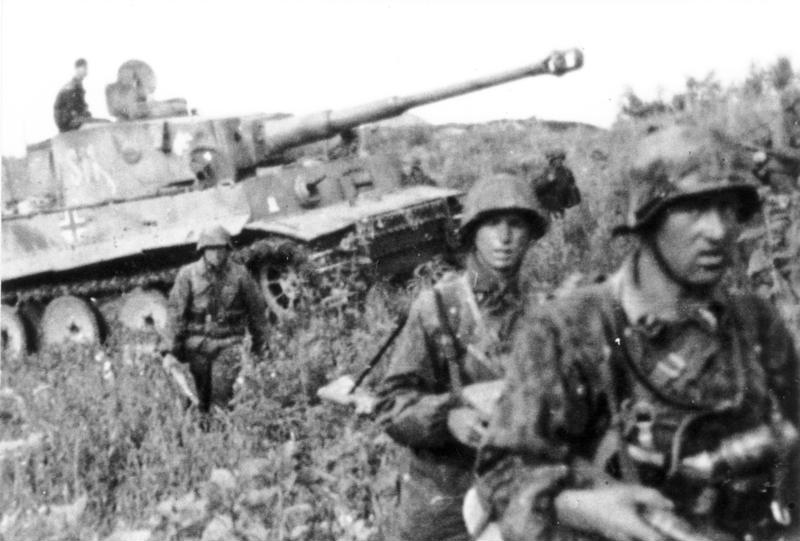
Німецькі піхотинці 2-ї танкової дивізії СС «Дас Райх» за підтримки танків Panzer VI «Тигр» в боях на Курській дузі. Воронезький фронт. Літо 1943

18 січня внаслідок наступу Червоної армії прорвано кільце блокади навколо Ленінграда. Блокада тривала з 8 вересня 1941 року по 27 січня 1944 року — 872 доби.
Впродовж зимового наступу Червоної армії і наступного контрнаступу вермахту у Східній Україні в центрі радянсько-німецького фронту утворився виступ завглибшки до 150 і шириною до 200 кілометрів, обернений на захід (так звана «Курська дуга»). Німецьке командування вирішило здійснити стратегічну операцію на Курському виступі. Для цього розроблено і в квітні 1943 року затверджено військову операцію під кодовою назвою «Цитадель». Маючи дані про підготовку німецьких військ до наступу, Ставка Верховного Головнокомандування вирішила тимчасово перейти до оборони на Курській дузі і в ході оборонної битви знекровити ударні угрупування ворога і цим створити сприятливі умови для переходу радянських військ у контрнаступ, а потім у загальний стратегічний наступ.
5 липня розпочалася, а 23 серпня завершилася Курська битва. Знищено 30 німецьких дивізій, зокрема 7 танкових (серед яких елітні дивізії військ СС «Лейбштандарт СС Адольф Гітлер», «Мертва Голова», «Рейх», «Вікінг»). Почався відступ німецьких військ по всій лінії фронту — їм доводиться залишити Орел, Бєлгород, Новоросійськ. Почалися бої за Білоруську РСР і Українську РСР. У битві за Дніпро ціною величезних військових та щойно мобілізованих цивільних втрат радянська армія зайняла Лівобережну Україну і Кримський півострів.
Наприкінці 1943 — у першій половині 1944 року основні бойові дії проходили на південній ділянці фронту. Німці відступили з території Української РСР. Червона армія зайняла землі Правобережної України, Крим, вийшла до Карпат, вступила на територію Королівства Румунія. Крім того, ЧА посилила наступ у Білоруській РСР (Білоруська операція 1944 р.) та Західній Україні. Радянські війська вийшли до кордонів Східної Пруссії, вступили на землі Польщі, разом із польськими військами продовжили наступ.
- 23-25 квітня відбувся бій під Гурбами — найбільший бій між військами УПА та НКВС. В бою брало участь близько 10 тисяч бійців УПА. Проти повстанців НКВС кинуло 5 бригад солдатів і деякі частини Червоної армії, авіацію, бронепоїзди, 15 легких танків, полк кінноти — всього близько 30 000 солдатів[45]. Літаки використовувалися для розвідки, аби виявити більші скупчення підрозділів УПА.

### Британо-американський десант в Королівство Італія
10 липня 1943 року союзники висадилися в Сицилії. Італійські війська здалися майже без бою, а опір союзникам чинив німецький 14-й танковий корпус. 22 липня американські війська захопили місто Палермо, і німці відступили на північний схід острова до Мессинської протоки. До 17 серпня німецькі частини, втративши всю бронетехніку і важке озброєння, переправилися на Апеннінський півострів. Одночасно з висадкою на Сицилії сили «Вільної Франції» висадилися на Корсиці (операція «Везувій»). Поразка італійської армії значно погіршила становище в країні. Зросло невдоволення режимом Муссоліні. Король Віктор Емануїл III вирішив заарештувати Муссоліні і поставити на чолі країни уряд маршала П'єтро Бадольо.
У вересні 1943 року британо-американські війська висадилися на півдні Апеннінського півострова. Бадольо підписав з ними перемир'я і оголосив про вихід Італії з війни. Однак, скориставшись розгубленістю союзників, Гітлер звільнив Муссоліні (див. Операція «Дуб»), і на півночі країни створено маріонеткову державу Італійська соціальна республіка.
Восени 1943 року війська США та Великої Британії просувалися на північ. 1 жовтня союзники та італійські партизани звільнили Неаполь, до 15 листопада союзники прорвали оборону німців на річці Вольтурно і форсували її. До січня 1944 року союзники досягли німецьких укріплень «Зимової лінії» біля Монте-Кассіно і річки Гарільяно. У січні, лютому й березні 1944 року вони тричі атакували німецькі позиції, щоб прорвати оборону противника на річці Гарільяно й увійти в Рим, але через погіршення погоди (сильні дощі) їм це не вдалося й лінія фронту стабілізувалася до травня. Водночас 22 січня союзники висадили війська в Анціо, південніше Риму. В Анціо німці робили безуспішні контратаки. До травня погода покращилася й 11 травня союзники почали наступ (Битва при Монте-Кассіно), прорвали оборону німецьких військ в Монте-Кассіно і 25 травня з'єдналися з висадженим раніше десантом в Анціо. 4 червня 1944 року союзники звільнили Рим.

### Тихоокеанський фронт

Британські солдати під час Битви за Імпхал, Північно-східна Індія, 1944 рік.

З червня і до кінця 1943 року союзні війська після запеклих боїв зайняли острови Гілберта, Соломонові (крім острова Бугенвіль, де бої тривали до кінця війни), західну частину острова Нова Британія та південно-східну частину Нової Гвінеї. У північній частині Тихого океану американські війська в травні-серпні 1943 року повернули Алеутські острови. 22 листопада 1943 року президент США Франклін Рузвельт, прем'єр-міністр Великої Британії Вінстон Черчилль та лідер Гоміньдану Чан Кайші зустрілися в Каїрі для обговорення подальшого ходу бойових дій.
З 1 до 23 лютого 1944 року американські війська здобули Маршаллові Острови, з 15 червня до 10 серпня — Маріанські острови та з 15 вересня до 12 жовтня — західну частину Каролінських островів. Боротьба за північну частину Нової Гвінеї тривала з січня до вересня 1944 року. В Бірмі в березні 1944 року японські війська почали наступ на індійський штат Ассам, який після 4-місячних боїв закінчився повним провалом, і союзні війська, перейшовши в контрнаступ, до кінця року зайняли більшу частину Північної Бірми. Японське командування в 1944 році вело активні дії в Республіці Китай, де японці захопили безперервну наземну комунікацію, що зв'язувала північні та південні райони Китаю.

### Стратегічні бомбардування Німеччини
У січні 1943 на Касабланкській конференції вирішено розпочати стратегічні бомбардування Німеччини спільними британо-американськими силами. Цілями бомбардувань повинні були стати об'єкти військової промисловості і міста Німеччини. Операція отримала кодову назву «Пойнт-бланк».
У липні-серпні 1943 року масованого бомбардування зазнав Гамбург. Першим масованим нальотом на об'єкти в глибині Німеччини став подвійний рейд на Швайнфурт і Регенсбург 17 серпня 1943 року. Підрозділи бомбардувальників виявилися нездатними захистити себе від атак німецьких винищувачів, і втрати виявилися значними (близько 20 %). Такі втрати визнали неприйнятними і 8-ма повітряна армія (США) зупинила повітряні операції над Німеччиною аж до прибуття винищувачів, North American P-51 Mustang, що мали достатню дальність польоту, щоб долетіти до Берліна і назад.

### Тегеранська конференція
Швидкий розвиток подій на всіх фронтах, особливо на радянсько-німецькому, вимагав від союзників уточнення та узгодження подальших планів ведення війни. 28 листопада — 1 грудня 1943 року в столиці Ірану Тегерані відбулася конференція глав урядів трьох держав — СРСР, США і Великої Британії. Основним питанням було відкриття другого фронту в Західній Європі. Водночас обговорювали питання про надання незалежності Ірану («Декларація про Іран»), про початок СРСР війни з Японською імперією після закінчення війни у Європі й де-факто закріплено за Радянським Союзом право як контрибуцію приєднати до себе після перемоги частину Східної Пруссії.

## Розгром Третього Рейху в Європі (червень 1944— листопад 1944 року)

### Західний фронт Третього Рейху

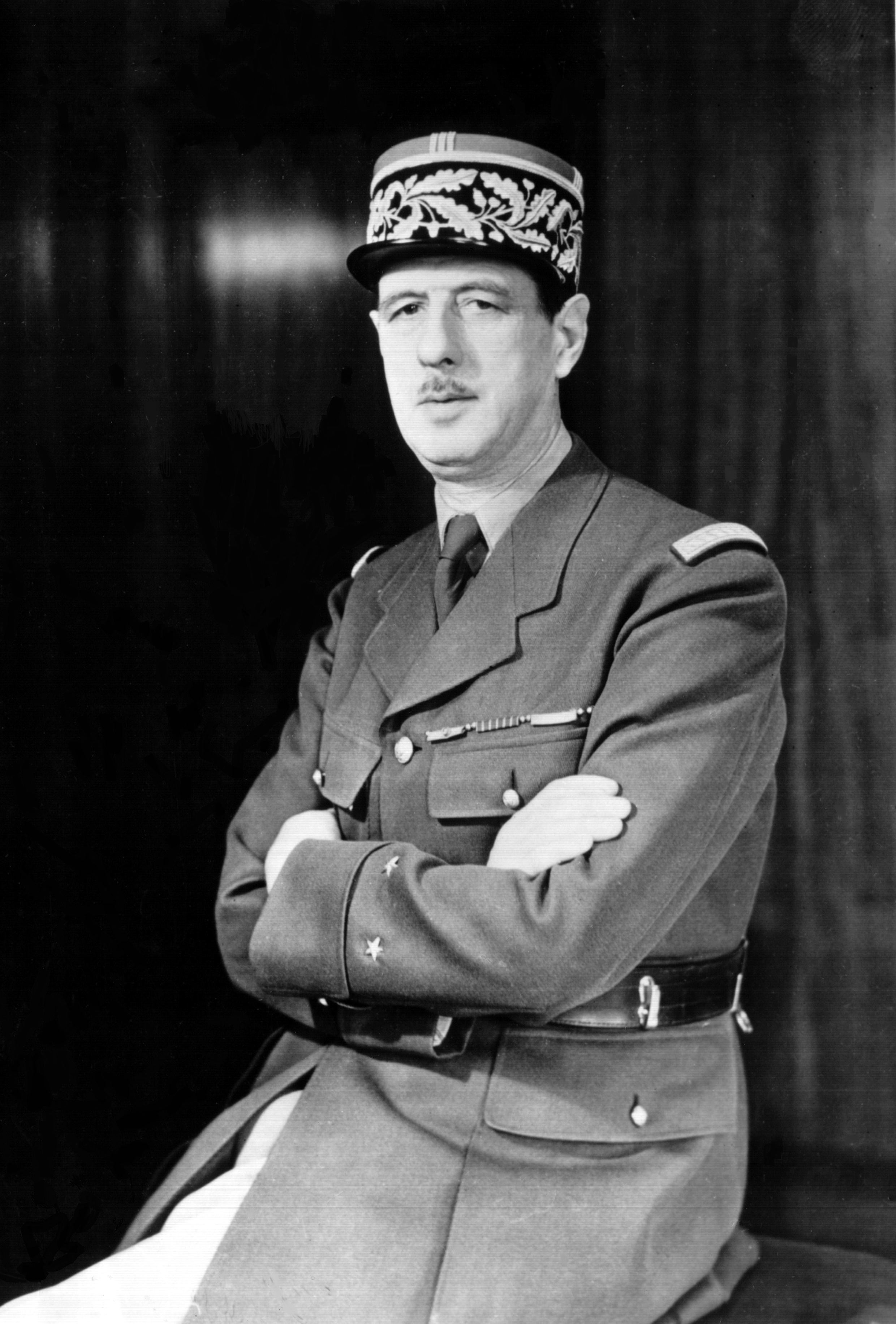
Шарль де Голль

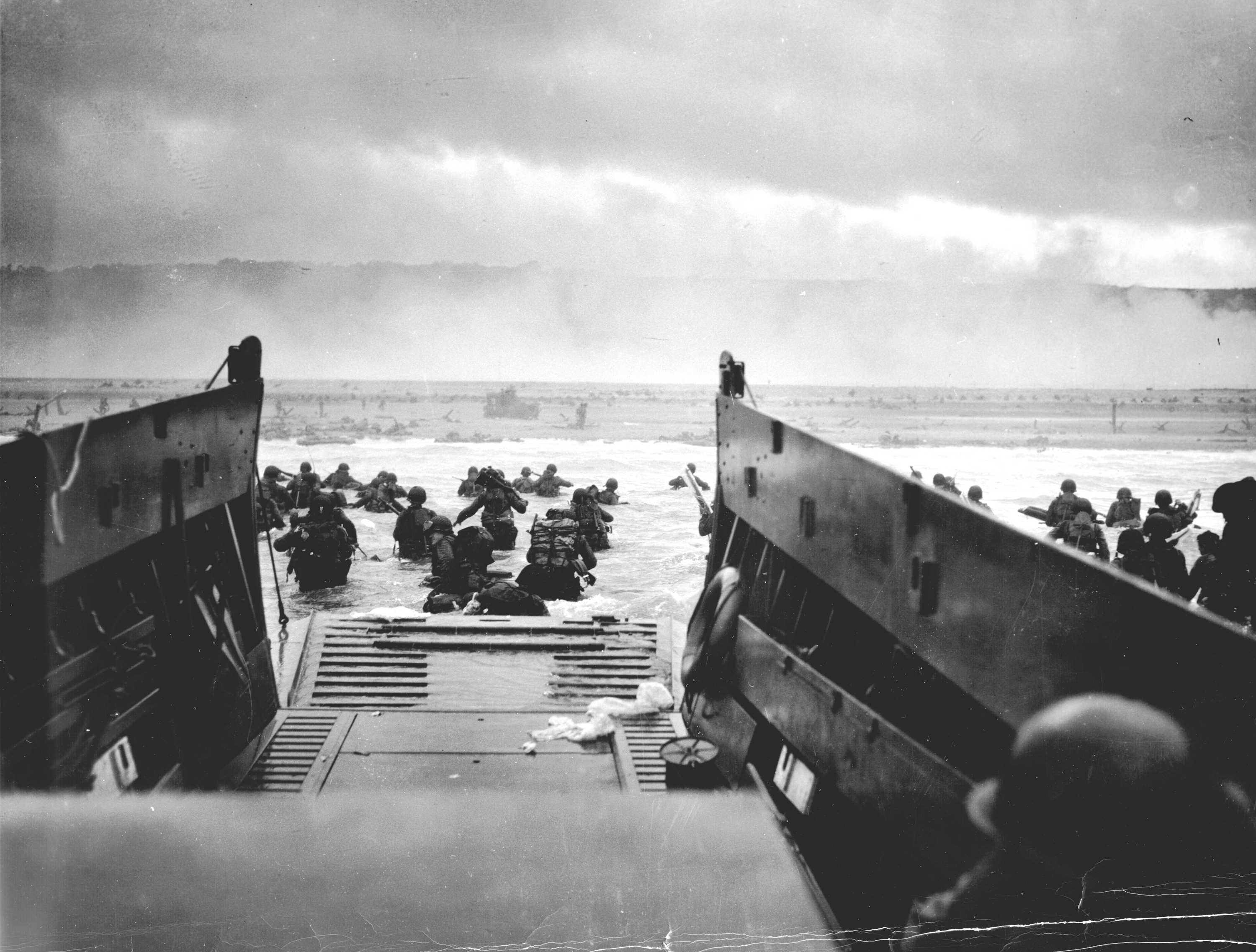
Американські солдати на пляжі Омаха

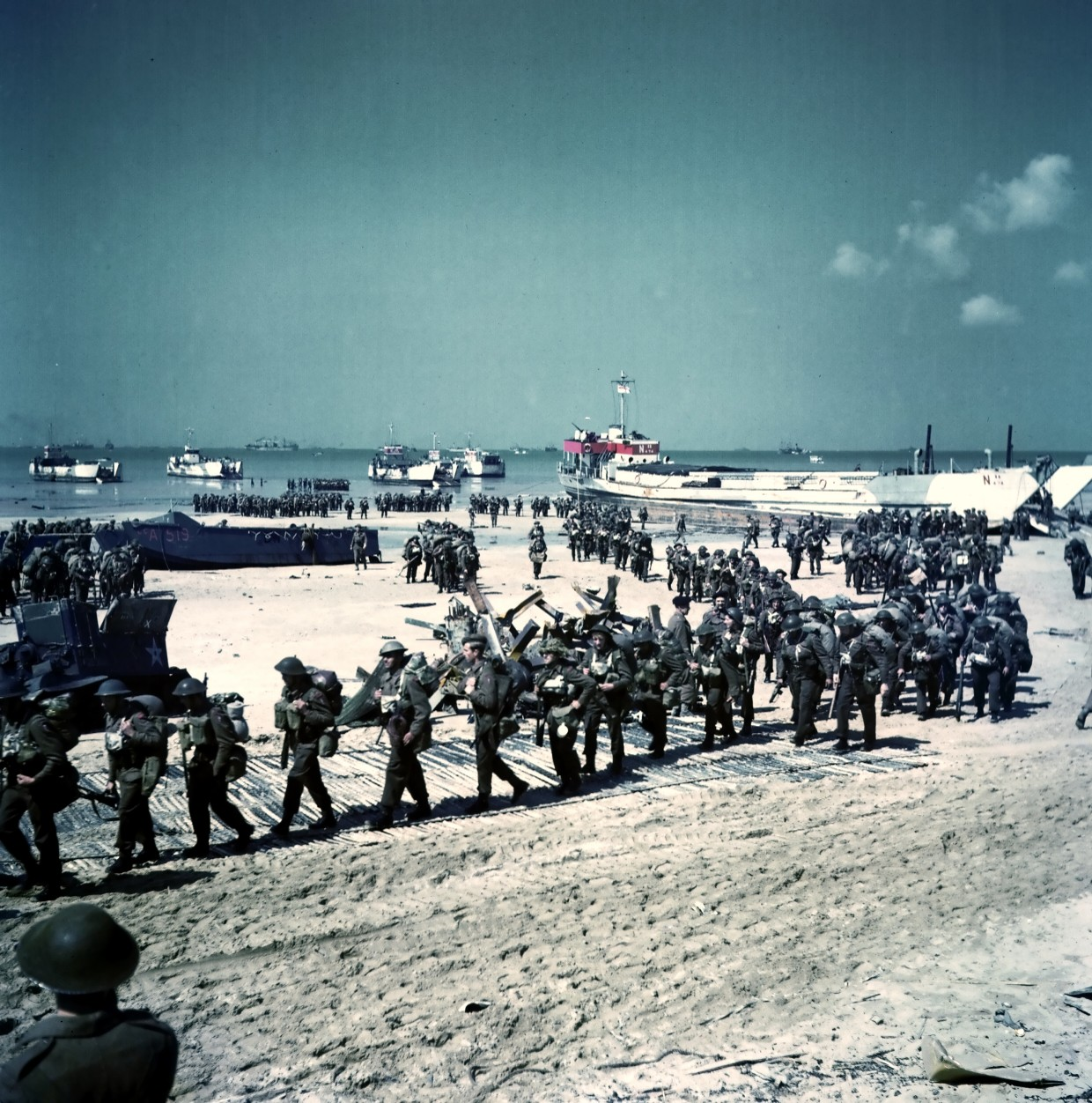
Канадські солдати в Нормандії, 6 червня 1944 року

6 червня 1944 року союзні сили після двох місяців відволікаючих маневрів висаджуються в Нормандії. Головну роль у проведенні операції відіграли війська Сполучених Штатів, Великої Британії та Канади.
6 червня 1944 року, у «День Д», операція з висадки західних союзників у Північно-Західній Європі, якою відкрили Другий фронт, розпочалася з наймасштабнішої на той час у світовій історії висадки повітряного десанту із залученням 12 000 літаків, який передував морській десантній операції. Майже 160 000 солдатів союзників одночасно перетнули Ла-Манш та вторглися до Франції.
Протягом 3-х тижнів після захоплення плацдарму концентрувалась певна кількість військ, відтак операція «Кобра» розпочалась завданням з цих плацдармів міцних ударів по всьому фронту для прориву в глибину оборони військ Вермахту. Битва за Нормандію тривала протягом двох місяців, до 24 серпня, коли головні сили противника (6 дивізій) оточено у Фалезькому котлі, а 25 числа звільнено Париж. Операція «Оверлорд» завершилася 31 серпня 1944 форсуванням союзними військами річки Сена. До кінця серпня союзники зосередили майже 3 000 000 особового складу на території континентальної Європи.
У серпні американські і французькі війська висадилися на півдні Франції, звільнили міста Тулон та Марсель. 25 серпня союзники увійшли до Парижа, і звільнили його разом із загонами французького опору.
28 вересня німці почали відходити з території Північної Франції на укріплену лінію Зігфрида. Не зумівши з ходу прорвати її, союзники спробували прорвати її обходом з півночі через Нідерланди. 17 вересня в ході Голландської операції в Нідерландах висаджено повітряні десанти. Проте наступ союзників просувався недостатньо швидко і лише до 10 листопада війська 21-ї групи армій очистили гирло річки Шельди і вийшли до Маасу від Граве до гирла.
До кінця 1944 року німцям з великими труднощами вдалось стабілізувати лінію фронту на заході.

### Радянський наступ

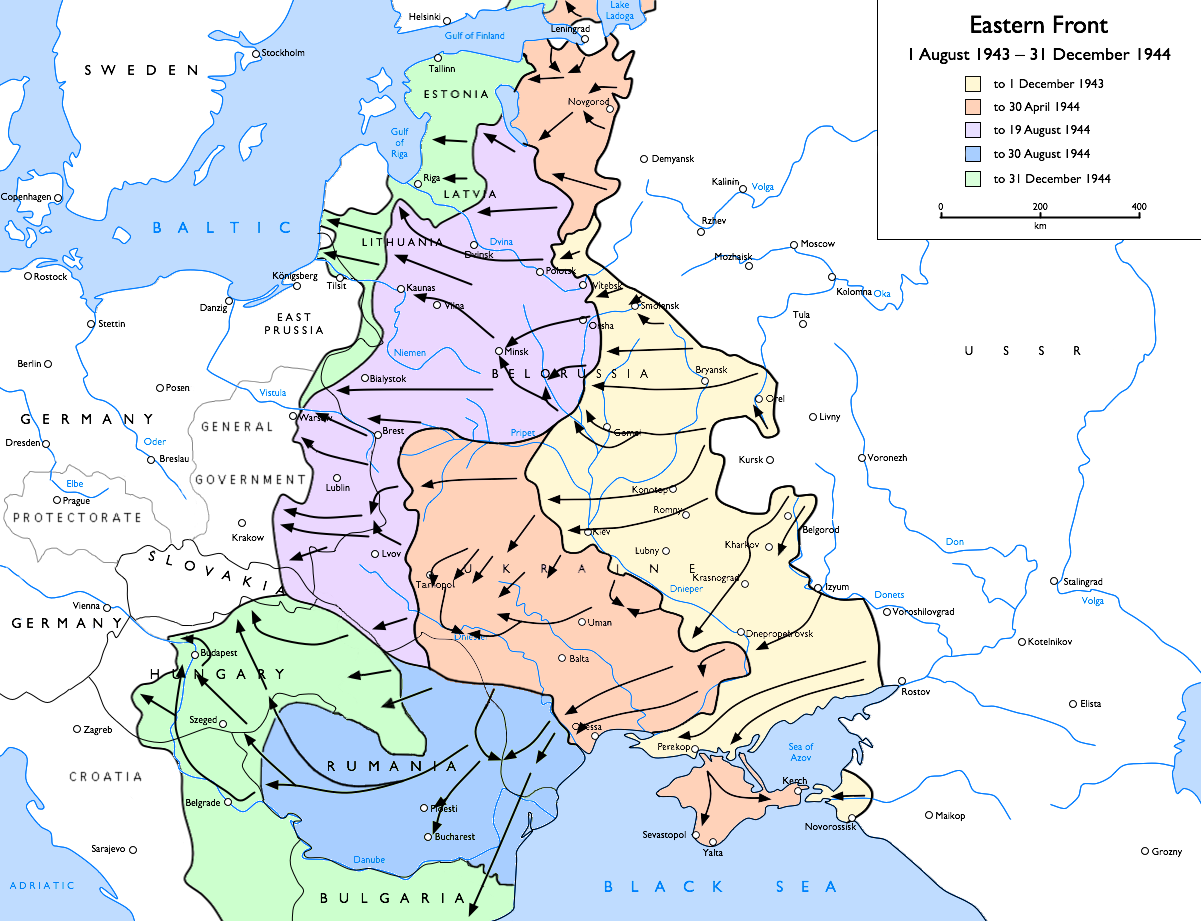
Східний фронт з серпня 1943 по грудень 1944

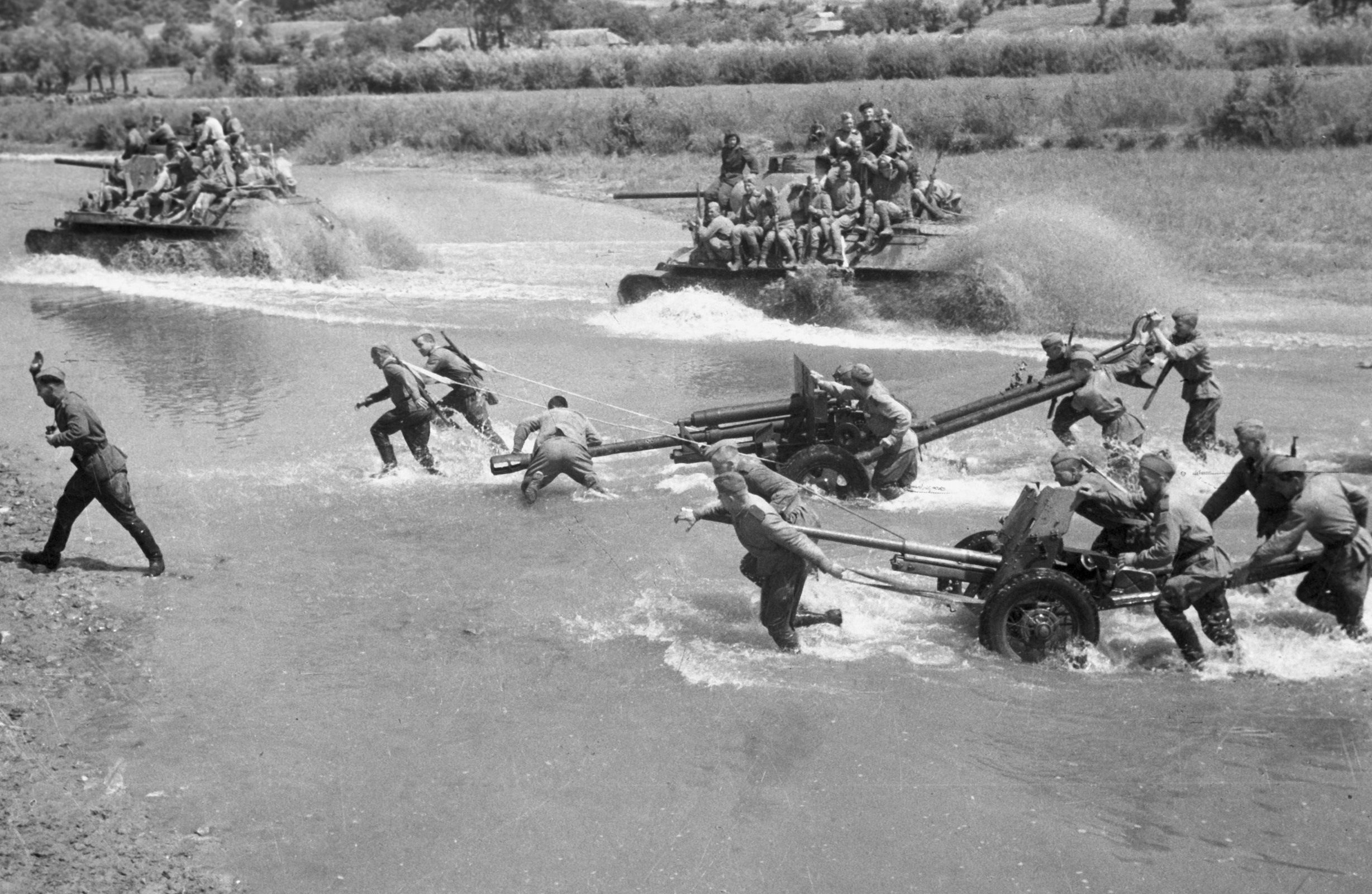
Радянські війська. 1-й український фронт. Літо 1944 року

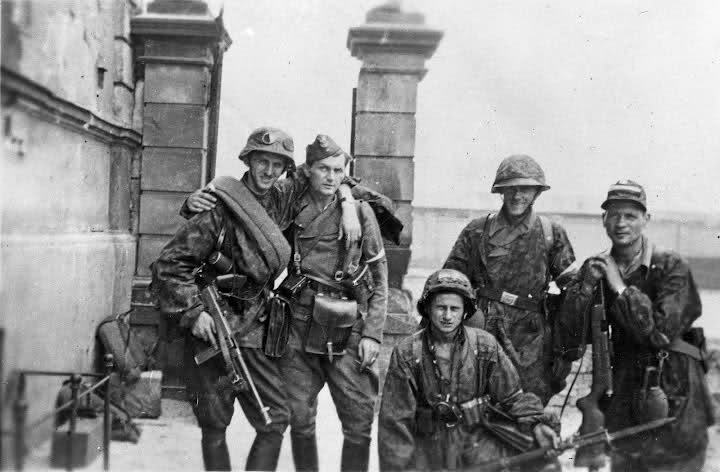
Польські повстанці під час Варшавського повстання.

1 березня 1944 року Ленінград було повністю звільнено від блокади противника. Під час Виборзько-Петрозаводської операції Червона армія розгромила фінські війська в Карело-Фінській РСР, створивши передумови для виходу Фінляндії з війни. Радянські війська захопили міста Виборг і Петрозаводськ, але були зупинені фінами під час боїв при Талі-Іхантала.
23 червня радянські війська перейшли в широкомасштабний наступ на фронті від Балтики до Карпат (операція «Багратіон») на центральній ділянці фронту. Вермахт опинився в катастрофічному становищі під подвійним ударом і почав стрімко відкочуватися на захід. 28 червня радянські війська зайняли Могильов, 3 липня — Мінськ, 13 липня — Вільнюс, 27 липня — Львів. Метою радянських військ був вихід до кордонів Вісла — Нарва. Після важких наступальних боїв 29 липня війська 1-го Українського фронту форсували Віслу в районі Сандомира. Лише на заході Латвійської РСР оточене угруповання німецьких військ змогло протриматися до закінчення війни.
Успіх наступу в Білорусі помітно перевершив усі очікування радянського командування. У результаті двомісячного наступу повністю витіснили німців з Білоруської РСР, відбили частину Прибалтики, визволили східні райони Польщі. Практично повністю розгромили німецьку групу армій «Центр». Крім того, операція поставила під загрозу групу армій «Північ» у Прибалтиці.
Поширена точка зору, згідно з якою битва в Білорусі є найбільшою поразкою німецьких збройних сил у Другій світовій війні. Операція «Багратіон» є тріумфом радянської теорії військового мистецтва завдяки добре скоординованому наступальному рухові усіх фронтів і проведеної операції з дезінформації противника про місце генерального наступу.
Від 1 серпня до 2 жовтня 1944 року відбувається Варшавське повстання, організоване Армією Крайовою у Варшаві проти Третього Рейху. Метою повстання було визволення Варшави й відновлення некомуністичної Польщі. Повстанці зазнали поразки. Радянські війська умисно затримали свій наступ, очікуючи поразки повстання.
Внаслідок наступу радянських військ на півночі Фінляндія у вересні підписала угоду про перемир'я з Великої Британією та СРСР і зобов'язалася сприяти виходу з країни німецьких військових з'єднань. Контроль за виконанням умов перемир'я здійснювала контрольна комісія союзників. Німецькі війська відмовилися виходити з території Фінляндії, колишні союзники почали воювати один проти одного (Лапландська війна).
14 вересня 1944 року почався наступ військ Червоної армії на Прибалтику. У результаті Прибалтійської операції війська Вермахту витіснили з Литовської РСР, Латвійської РСР і Естонської РСР. Розгромлено 26 дивізій групи армій «Північ», 3 дивізії повністю знищено. Понад те, 400-тисячне німецько-латиське угруповання військ опинилося в Курляндському котлі.
У жовтні 1944 року радянські війська і флот розгромили сили вермахту на півночі Фінляндії в області Петсамо, а також в Північній Норвегії (Петсамо-Кіркенеська операція).
20 серпня почалася Друга Яссько-Кишинівська операція. Червона армія знищила групу німецьких армій «Південна Україна» і зайняла Румунське королівство. 23 серпня в Бухаресті відбувся антидиктаторський переворот, підготовлений королівським двором, по-антинімецьки налаштованою верхівкою армії та кількома антифашистськими партіями, включаючи Компартію (КПР). 24 серпня Румунське королівство оголосило війну Німеччині.
Радянський Союз нотою від 5 вересня оголошує війну Болгарському царству, 8 вересня радянські війська вторгаються до нього, а 9 вересня внаслідок перевороту ліквідовано монархію. Болгарія оголошує війну Третьому Рейху.
12 вересня в Москві радянський уряд від імені союзників — СРСР, Великої Британії і США — підписав угоду про перемир'я з новим румунським урядом, за якою СРСР повернув собі Бессарабію і Північну Буковину, однак Румунії повернули Північну Трансільванію.
Німці почали евакуацію військ з території Югославії та Грецького королівства, де владу в свої руки беруть народно-визвольні рухи.

### Стратегічні бомбардування Третього Рейху
Коли операція Pointblank офіційно завершилась 1 квітня 1944 року, союзні ВПС починали здобувати перевагу в повітрі над усією Європою. Стратегічні бомбардування частково тривали, а ВПС союзників переключились на тактичні бомбардування для забезпечення висадки в Нормандії. Тільки в середині вересня 1944 року стратегічні бомбардування Третього Рейху знову стали пріоритетними для ВПС союзників.
Масштабних цілодобових бомбардувань — ВПС США вдень, Великої Британії — вночі — зазнали багато промислових районів Третього Рейху, головним чином Рур, за якими пішли атаки безпосередньо міст Кассель, Пфорцгейм, Майнц та Дрезден.

### Тихоокеанський фронт

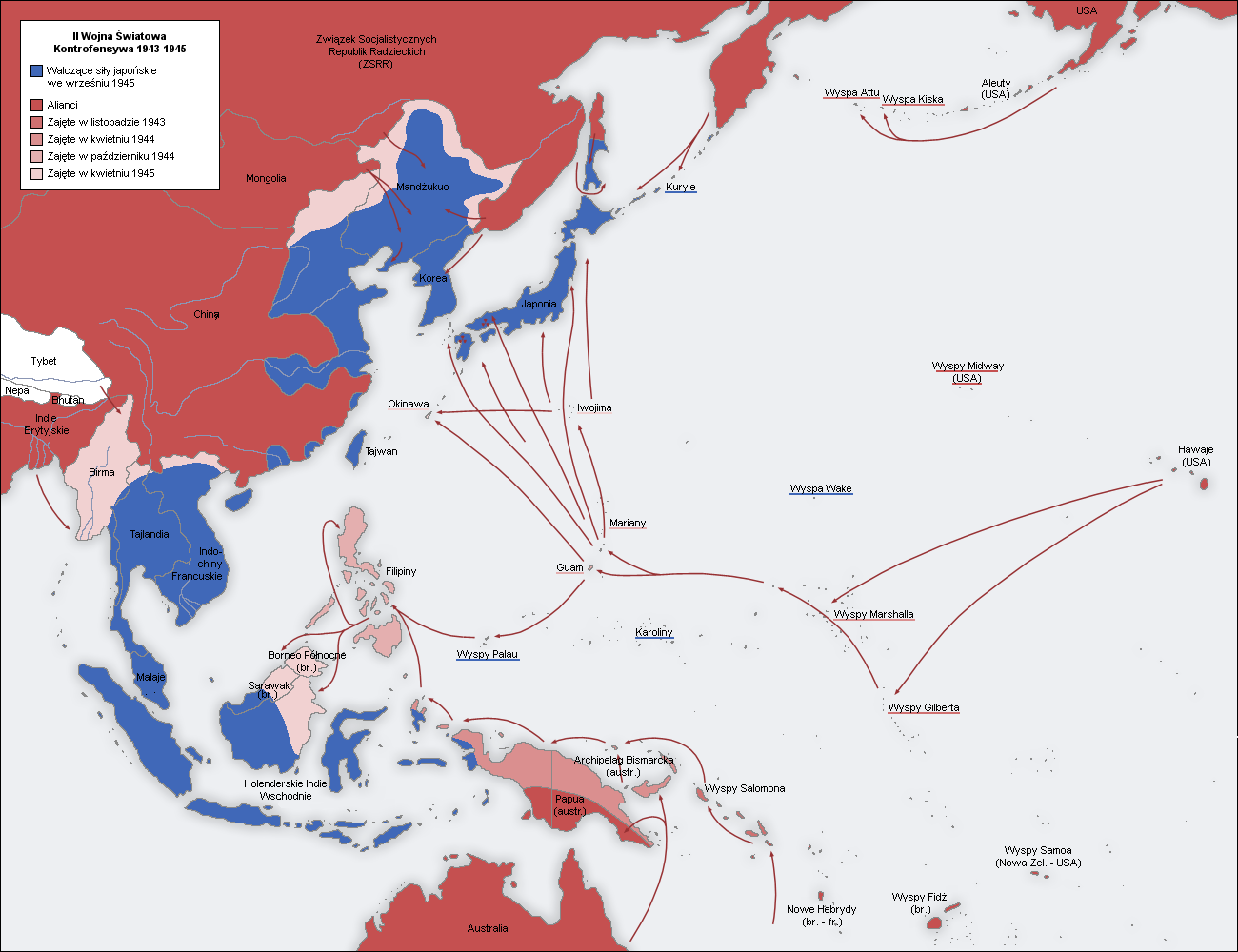
Військові дії в Азії (1943—1945 рр)

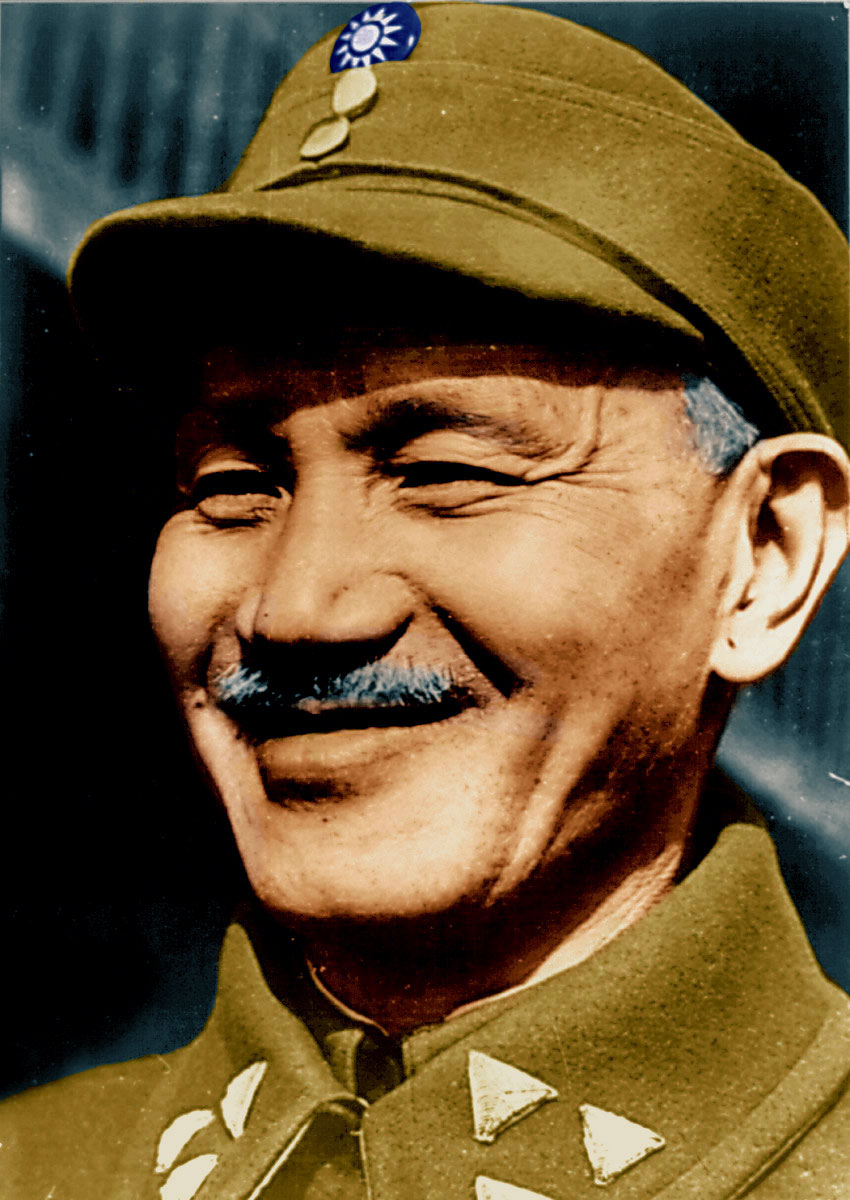
Чан Кайши — китайський військовий та політичний діяч (1945 рік)

На Тихому океані бойові дії складалися також досить успішно для союзників. У червні 1944 року американці здобули Маріанські острови. В жовтні 1944 року відбулася велика битва в затоці Лейте, в якій тактичну перемогу здобули сили США. У наземних битвах японська армія діяла більш успішно і їй вдалося захопити весь Південний Китай та об'єднатися зі своїми військами, які діяли в той час в Індокитаї.

## Перемога союзників (грудень 1944— вересень 1945 року)

### Перемога союзників у Європі

Рейхстаг, 1945

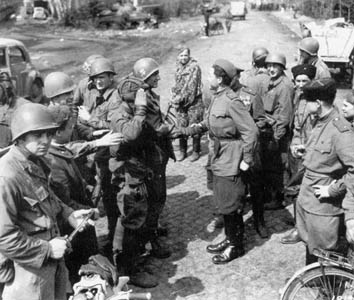
Американські й радянські військові на Ельбі в квітні 1945 року. (Зустріч на Ельбі)

16 грудня німці перейшли в контрнаступ в Арденнах, а командування союзників направило в Арденни підкріплення з інших ділянок фронту і резерви. Німцям вдалося просунутися на 100 км вглиб Бельгії, але 22 грудня американська 3-тя армія генерала Паттона почала контрнаступ, атакувавши німців з півдня, і до 25 грудня 1944 року німецький наступ захлинувся, а союзники перейшли в загальний контрнаступ. До 27 грудня німці не втримали захоплених позицій в Арденнах і почали відступати.
Стратегічна ініціатива безповоротно переходить до союзників, в січні 1945 року німецькі війська робили локальні відволікаючі контратаки в Ельзасі, які також закінчилися невдало. Після цього американські і французькі війська оточили частини 19-ї німецької армії біля міста Кольмар в Ельзасі і розгромили їх до 9 лютого («Кольмарскій котел»). Союзники прорвали німецькі укріплення («Лінія Зігфрида», або «Західний Вал») і почали вторгнення в Німеччину.

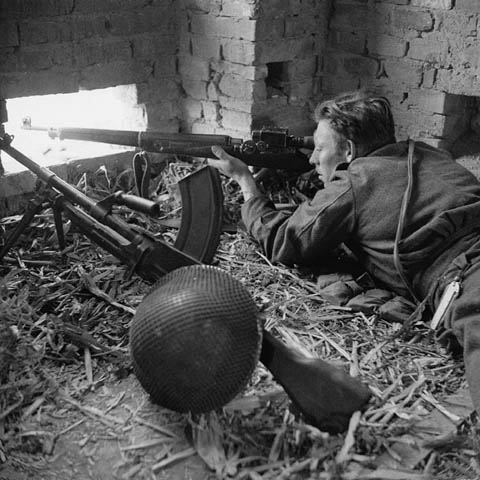
Канадський снайпер в ході боїв в Італії

У лютому — березні 1945 року союзники під час Маас-Рейнської операції захопили всю територію Третього Рейху на захід від Рейну і форсували Рейн. Німецькі війська зазнали важких поразок в Арденській і Маас-Рейнській операціях і відступили на правий берег Рейну. У квітні 1945 року союзники оточили німецьку групу армій «Б» в Рурі і до 17 квітня розгромили її, вермахт втратив Рурський промисловий район — найважливіший промисловий район Третього Рейху.
Союзники продовжили наступ вглиб Німеччини, і 25 квітня зустрілися з радянськими військами на Ельбі біля Торгау. 2 травня британські та канадські війська (21-ша група армій) захопили весь північний захід Німеччини та досягли кордонів Данії. Після завершення Рурської операції американські частини перекинули на південний фланг в 6-ту групу армій, для захоплення південних районів Німеччини та Австрії.
На південному фланзі американські і французькі війська, що наступали, захопили південь Німеччини, Австрію, частини 7-ї американської армії, перейшли через Альпи по Бреннерському перевалу і 4 травня зустрілися з військами 15-ї групи армій союзників, що наступали в Північній Італії.
У Королівстві Італія наступ союзників просувався дуже повільно. Незважаючи на всі спроби, їм так і не вдалося наприкінці 1944 року прорвати лінію фронту і форсувати річку По. У квітні 1945 року їхній наступ відновився, вони подолали німецькі укріплення («Готська лінія»), і прорвалися в долину річки По. 28 квітня 1945 року італійські партизани захопили і стратили Муссоліні. Повністю Північну Італію очистили від німців лише в травні 1945 року.
У лютому 1945 року проводиться Будапештська операція, після якої останній європейський союзник Третього Рейху — Угорське королівство — було змушене капітулювати.12 січня 1945 року починається наступ в Польщі. Радянські війська розгромили групу армій «А», витіснили німецькі сили з Польщі та створили сприятливі умови для завдавання вирішального удару по Берліну. Почалося відновлення польської державності.

Стало очевидним те, що німецькі збройні сили не здатні ефективно вести бойові дії на два фронти. Силами 1-го, 2-го і 3-го Білоруських фронтів успішно проведені наступальні операції, в результаті яких були розгромлені великі потужні німецькі угруповання в Східній Пруссії та Померанії. Були захоплені міста-фортеці Гдиня, Данциг, Інстербург, Хейльсберг, Кенігсберг, Піллау. Радянські війська увійшли до Австрії з території Королівства Угорщина, а британські й американські війська вступили в південні і західні землі. Взяття «фортеці Відень» супроводжувалося запеклими вуличними боями. Австрію поділили на чотири зони окупації.

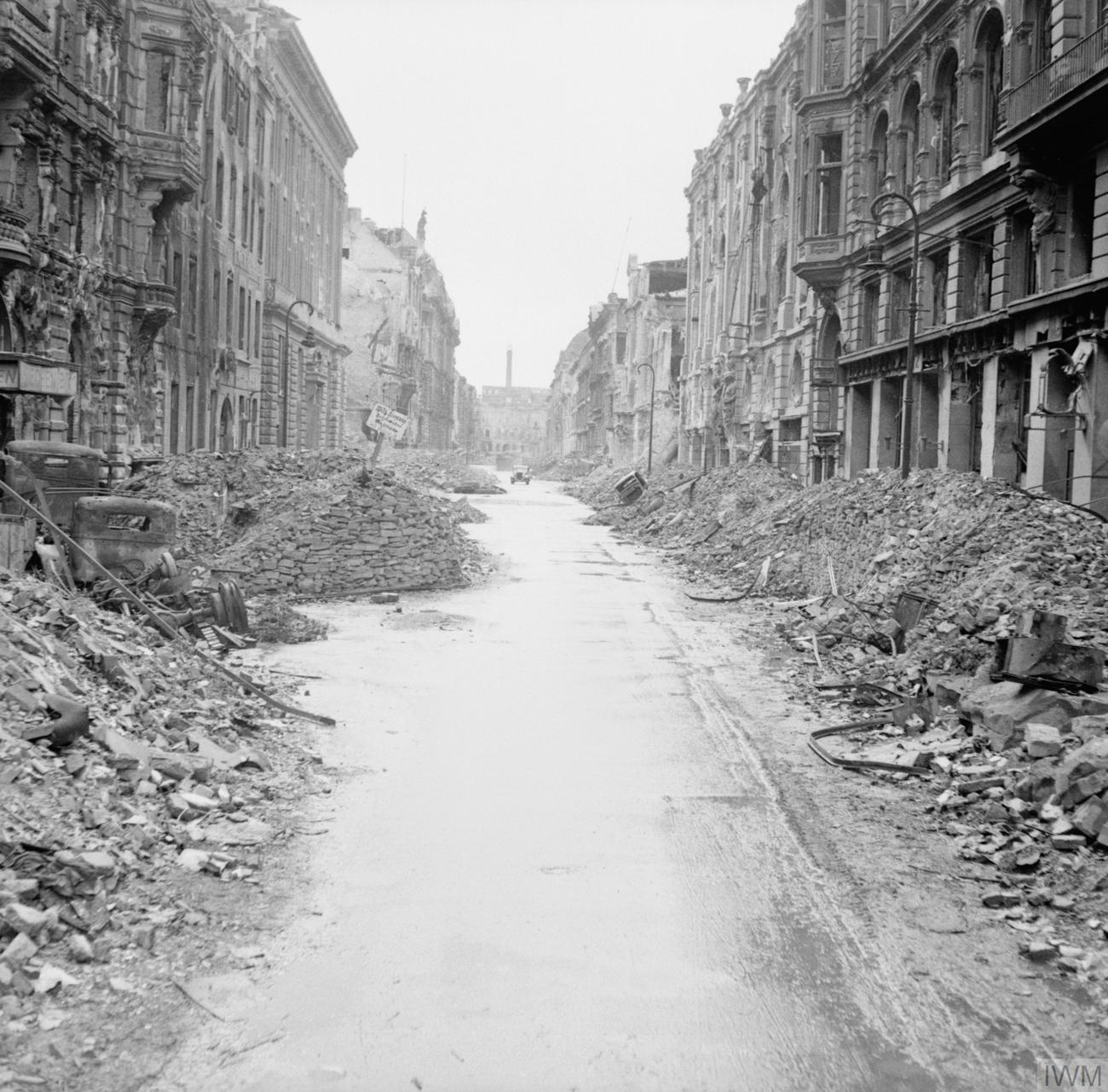
Центр Берліна, 3 липня 1945.

 16 квітня 1945 Червона армія почала наступ на Берлін. Загалом у штурмі Берліна брало участь шість армій 1-го Білоруського фронту і три армії 1-го Українського фронту. Усвідомлюючи свою повну поразку, Гітлер та Геббельс наклали на себе руки. 1 травня розпочалася масова капітуляція гарнізону Берліна, а потім частин Західного фронту. На Східному фронті німецькі війська, за наказом голови уряду Третього Рейху адмірала Деніца, продовжували бойові дії в Чехословаччині. 2 травня після наполегливих двотижневих боїв за німецьку столицю генерал артилерії Вейдлінг в супроводі трьох німецьких генералів перейшов лінію фронту і здався в полон. Через годину, перебуваючи в штабі 8-ї гвардійської армії, він написав наказ про капітуляцію Берліна.
Битва за Берлін вважається однією з наймасштабніших і кровопролитних битв Другої світової війни. Безповоротні втрати радянських військ склали понад 80 тисяч осіб, німецьких військ — понад 600 тисяч (включаючи понад 400 тисяч військовополонених).
Незадовго до капітуляції столичного гарнізону, людина, яка розв'язала світову війну позбавила себе життя: Адольф Гітлер застрелився 30 квітня у своєму бункері. Його наступником згідно із заповітом фюрера став 53-річний грос-адмірал Карл Деніц. Перебуваючи у північнонімецькому місті Фленсбург, новопризначений рейхпрезидент створив власний уряд, який спробував вести переговори з союзниками, однак безуспішно.
У зв'язку з швидким просуванням союзників юрисдикція кабінету поширювалася лише на вузьку смугу землі від австрійського кордону до Берліна і до данського кордону, причому після 8 травня 1945 року він реально контролював лише сам Фленсбург і навколишні території. 23 травня 1945 року всі члени уряду були арештовані союзниками, внаслідок чого Третій Рейх припинив існування.
7 травня генерал Йодль від імені німецького командування підписав у ставці Дуайта Ейзенгауера в Реймсі умови беззастережної капітуляції. Радянський уряд висловив категоричний протест і висунув вимогу підписати акт беззастережної капітуляції Третього Рейху у Берліні за участі СРСР.
8 травня (близько півночі) у передмісті Берліна Карлсгорсті, зайнятому радянськими військами, представники німецького головнокомандування на чолі з генералом Кейтелем підписали акт про беззастережну капітуляцію збройних сил Німеччини; цей договір за дорученням радянського уряду підписали: від СРСР — маршал Георгій Жуков; від Великої Британії — маршал Артур Теддер; від США — генерал Карл Спаатс; від Франції — генерал Жан Марі де Латр де Тассіньї.
Німеччину розділили на чотири окупаційні зони: радянську, американську, британську та французьку.

### Бойові дії після капітуляції Третього Рейху
Після безумовної капітуляції Третього Рейху окремі німецькі частини продовжували воювати. З 5 по 11 травня військами 1-го Українського фронту була проведена Празька операція — остання стратегічна наступальна операція Червоної армії на Європейському театрі бойових дій, у ході якої ліквідовано велике угруповання ворога на території Чехословаччини та захоплено Прагу.
У ніч з 11 на 12 травня поблизу демаркаційної лінії біля села Слівіце в околицях міста Пльзень в ході бою були знищені залишки відступаючих з Праги змішаних дивізій СС на чолі з керівником Управління СС в Богемії і Моравії обергруппенфюрером СС графом Карлом-Фрідріхом фон Пюклер-Бургхаусом. У складі більш ніж семитисячного угруповання німців перебували залишки дивізій СС «Валленштайн» і «Дас Райх».
14—15 травня в північній Словенії відбулась остання битва Другої світової в Європі за участі німецьких військ, під час якої Народно-визвольна армія Югославії розбила залишки німецьких військ і колаборантів. Залишки хорватського домобранства були остаточно знищені тільки 25 травня в ході битви за Оджак. За 2 дні до цього, 23 травня, комісія союзників заарештувала членів кабінету Карла Деніца — останнього уряду Третього Райху.

### Міжнародні конференції

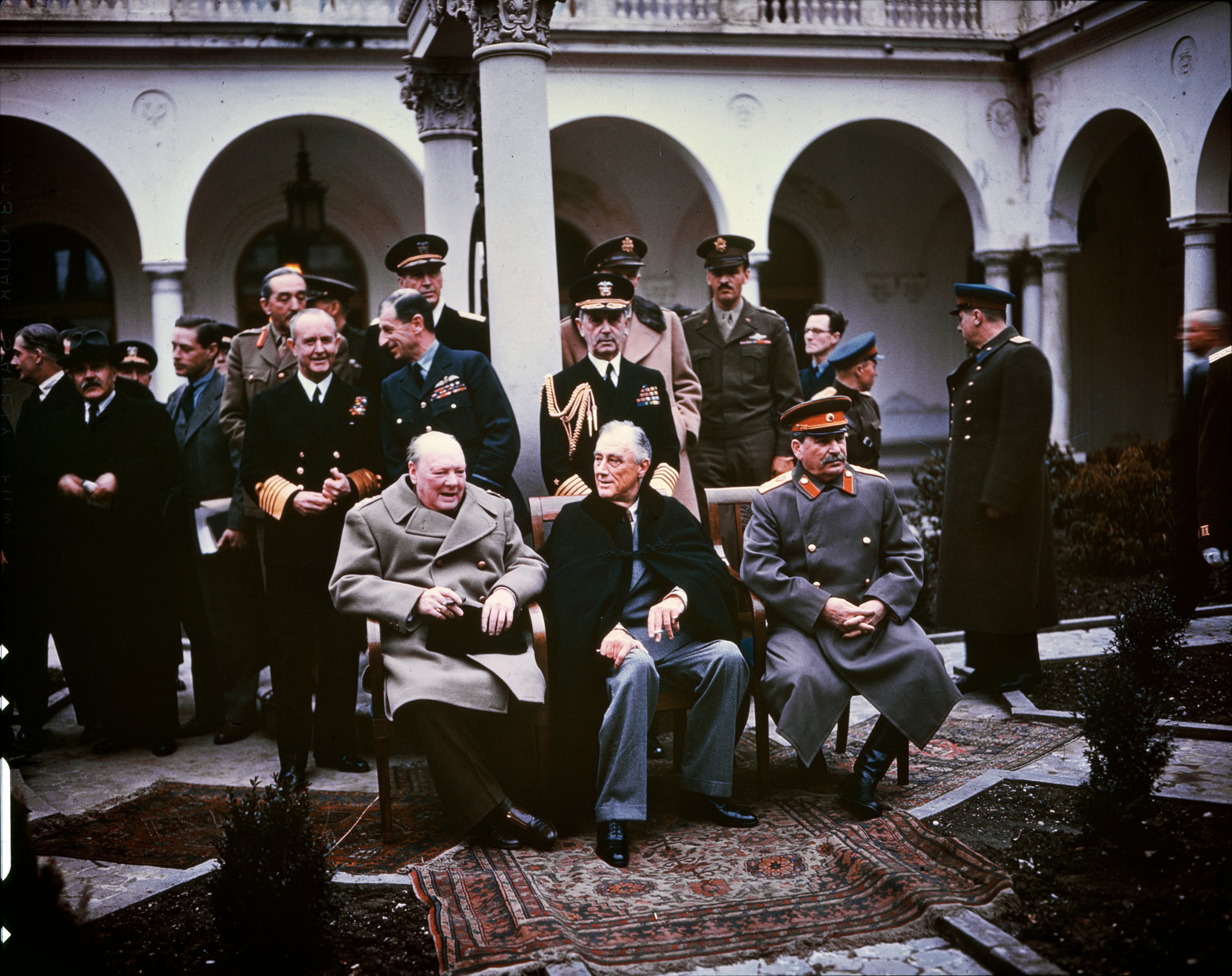
Ялтинська конференція: Черчилль, Рузвельт та Сталін

Перемога союзників вже не викликала сумнівів. Проте їм треба було домовитися про післявоєнний устрій світу і, найперше, Європи. Обговорення цих питань главами трьох союзних держав відбулося в лютому 1945 року в Ялті. На конференції вирішено низку важливих питань: про участь СРСР у війні з Японською імперією, про принципи політики щодо Німеччини і визволених європейських країн, про заснування Організації Об'єднаних Націй (ООН). Рішення, прийняті на Ялтинській конференції на багато років визначили хід післявоєнної історії.
17 липня розпочалась Потсдамська конференція глав урядів СРСР, США, Великої Британії. На ній домовлено про демілітаризацію, денацифікацію, демократичне перевлаштування Німеччини, вступ СРСР у війну проти Японської імперії та інші питання. 26 липня 1945 року від імені глав урядів Великої Британії, США, Китаю оголошено Потсдамську декларацію 1945 р., що вимагала капітуляції Японії. 2 серпня Потсдамська конференція завершилась.

### Розгром Японської імперії

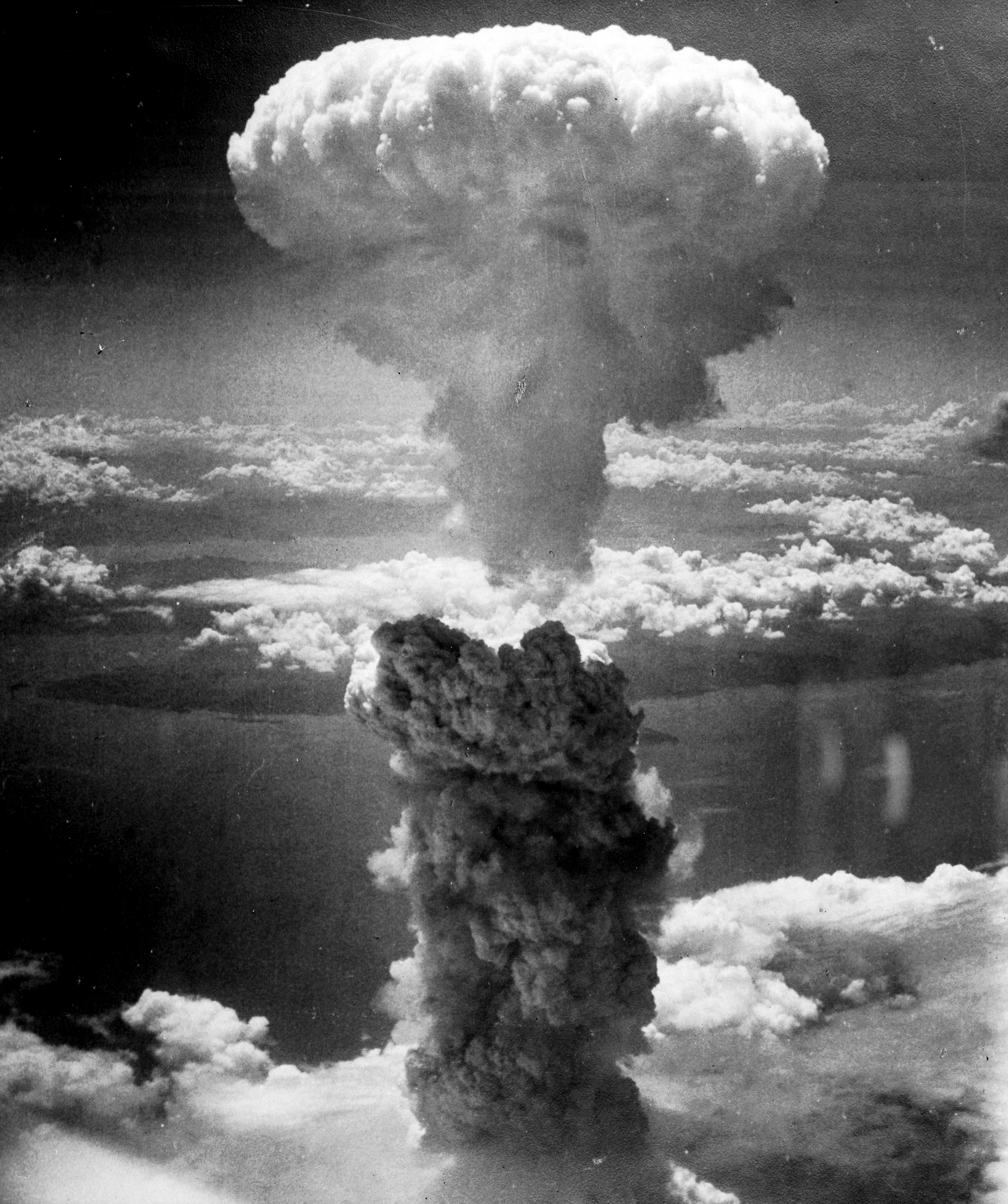
9 серпня 1945 року атомний гриб над Наґасакі

Після завершення війни в Європі останнім противником країн антифашистської коаліції залишалася Японська імперія. До того часу війну Японії оголосили близько 60 країн. Однак, попри ситуацію, японці не збиралися капітулювати і оголосили про ведення війни до переможного кінця. У червні 1945 року японці втратили Індонезію, змушені були залишити Індокитай. 26 липня 1945 року від імені глав урядів Великої Британії, США, Республіки Китай оголошено Потсдамську декларацію 1945 р., що вимагала капітуляції Японської імперії. Японський уряд відхилив цю вимогу. 6 серпня на Хіросіму, а через три дні на Наґасакі американці скинули атомні бомби, загинуло та постраждало 250 тис. осіб, а міста виявилися майже стерті з поверхні землі. 8 серпня СРСР оголосив війну Японській імперії, розірвавши Японсько-радянський пакт про нейтралітет, а 9 серпня почав наступ. Японська армія (Квантунська) була зосереджена у Маньчжурії, Кореї, на Сахаліні, Курильських островах. Радянські війська (Забайкальський, 1-й, 2-й Далекосхідні фронти) та монгольські з'єднання розгромили Квантунську армію протягом двох тижнів. 2 вересня о 9:02 за токійським часом на борту американського лінкора «Міссурі» підписано акт про беззастережну капітуляцію Японської імперії. Найбільша війна в історії людства завершилася.

## Рецидиви Другої світової війни
- Холодна війна.
- Війна УПА з радянською владою.
- Громадянська війна у Польщі (1945–1947).
- Війна лісових братів у Прибалтиці (1946–1947).
- Громадянська війна у Югославії (1945–1946).
- Громадянська війна у Греції.
- Корейська війна та поділ Корейського півострова на Північну та Південну частини, що є актуальним досі.
- Громадянська війна в Китаї, внаслідок якої владу в країні (за винятком Тайваню) захопили комуністи, які зберігають її понині.
- В'єтнамська війна, що на кількадесят років поділила В'єтнам на Південь і Північ.
- Примусова праця німців у СРСР

## Україна в Другій світовій війні
Після 1 вересня 1939 року, коли Німеччина напала на Польщу, проти агресора воювали в складі Війська Польського 120 тис. українців, громадян Польщі. Українці не мали своєї держави та власного війська, тож 17 вересня до воєнних дій Сталін змусив долучитися Радянську Україну, який вирішив реалізувати свої домовленості з урядом Гітлера (таємні протоколи до пакту Ріббентропа-Молотова) руками українців. Влітку 1941-го бойові дії перенеслися безпосередньо на територію УРСР. Після окупації німцями Україна втратила понад 5 млн  своїх мешканців, причому в більшості областей німецька влада порядкувала протягом 2-3 років, а у лавах Червоної армії загинули близько 3,1-3,3 млн  українців. В результаті війни Україна збільшила свою територію, але залишилася в складі СРСР. Україна пережила Другу світову війну, але загалом втратила понад 8 млн  людей, тобто майже 20 % довоєнних (станом на 1 вересня 1939 р.) мешканців. До цієї цифри слід додати 2,4 млн  ненароджених. У військах країн-переможців СРСР, США, Великої Британії, Франції воювали понад 6 млн  українців.

## Наслідки

Людські жертви

Німеччина розділена на зони відповідальності та її територіальні втрати

Див. також Наслідки Другої світової війни для України

### Масштаби
Війна завдала народам світу величезних людських і матеріальних утрат. Кількість жертв досі точно не встановлено. За приблизними підрахунками, у війні загинуло понад 60 млн осіб, 90 млн стали інвалідами. Найбільших людських жертв зазнали СРСР (до 27 млн), Республіка Китай (до 10 млн), Польща (6 млн), Югославія (1,7 млн). Втрати держав-агресорів становили: Третього Рейху — до 9 млн, Японської імперії — 2,5 млн, Королівства Італія — 500 тис. осіб. Зокрема серед українців загинуло щонайменше 14 млн осіб..
За часи німецької окупації країн Європи німецька влада знищила багато єврейських спільнот, які існували століттями. Основні події Голокосту відбулися на теренах Польщі, Білорусі й України, де вбито кілька мільйонів осіб.
Поразка Німеччини обернулася трагедією для самих німців. У війні були знищені історичні німецькі спільноти у Центральній, Східній і Південній Європі: до 12 млн німецьких біженців з цих регіонів оселилися в Німеччині й Австрії; до 2 млн стали жертвами відплатних акцій військ противника і місцевого населення.

### Матеріальні втрати
Військові витрати та збитки склали 4 трильйони доларів США. Матеріальні витрати досягли 60—70 % національного доходу учасників війни. Лише промисловість Великої Британії та Третього Рейху виготовила 652,7 тис. літаків (бойових і транспортних), 286,7 тис. танків, самохідних гармат і бронемашин, понад 1 млн гармат, понад 4,8 млн кулеметів (без Німеччини), 53 млн рушниць, карабінів і автоматів і величезну кількість іншого озброєння та спорядження. Війна спричинила колосальні руйнування, знищення десятків тисяч міст і сіл, незліченні біди десятків мільйонів людей.

### Підсумок німецько-радянської війни
Внаслідок німецько-радянської війни загинуло понад 30 мільйонів осіб. Це був найкривавіший театр воєнних дій під час Другої світової війни. В боях було задіяно найбільше наземних сил за всю історію воєн 20 століття. Конфлікт супроводжувався великими втратами як серед військового, так і цивільного населення. Характерною ознакою протистояння була ідеологічна боротьба — комунізму і націонал-соціалізму, яка сприяла жорстокості у війні. Під час конфлікту обидві сторони широко застосовували тактику «випаленої землі», масові розстріли, знищення населених пунктів тощо.
Жертвами цієї війни стали, за деякими оцінками, близько 27 млн громадян СРСР. (Офіційна кількість втрат з боку Третього Рейху — 13 млн осіб.) За підрахунками інституту історії України НАН України, в лавах Червоної армії загинуло 3,5-4 млн українців, у радянських партизанських формуваннях — від 40 до 60 тис., у загонах ОУН та УПА — понад 100 тис. Прямі людські втрати Української РСР, за оцінками цього інституту, становлять 8-10 млн, демографічні — 10-13 млн осіб. 14 лютого 2017 в Державній Думі Російської Федерації озвучили нові дані щодо втрат СРСР у Другій світовій війні. Згідно з розсекреченими даними Міністерства оборони РФ, втрати Радянського союзу у Другій світовій війні становлять 41 мільйон 979 тисяч, а не 27 мільйонів, як вважали раніше.
На території Української РСР німці спалили разом із мешканцями 250 сіл. У 230 концтаборах і гетто, а також в інших місцях масового знищення від рук німецьких націонал-соціалістів та їх союзників загинуло 5,5 млн осіб. Близько 2,5 млн полягло на фронтах. З 2,8 млн осіб, яких гітлерівці вивезли до Німеччини з СРСР для роботи на промислових підприємствах і в сільському господарстві, близько 2,4 млн були з України. Втрати українського народу у війні становили 40—44 % загальних втрат СРСР.

### Геополітичні зміни

Табори-протиборці часів Холодної війни

Внаслідок війни ослабла роль Західної Європи в загальносвітовій політиці. Головними державами у світі стали СРСР і США. Велика Британія та Франція, попри перемогу, були дуже ослабленими. Війна показала нездатність їх та інших західноєвропейських країн контролювати величезні колоніальні імперії. У країнах Африки та Азії посилився антиколоніальний рух. Внаслідок війни низка країн здобули незалежність: Ефіопія, Ісландія, Сирія, Ліван, В'єтнам, Індонезія. На окупованих радянським військом територіях встановили соціалістичні режими. Одним із головних підсумків Другої світової стало створення на основі Антигітлерівської коаліції, що склалася в ході війни, Організації Об'єднаних Націй для запобігання світовим війнам в майбутньому.
У деяких країнах партизанські рухи, що зародилися під час війни, намагалися продовжити свою діяльність і після її закінчення. У Грецькому королівстві конфлікт між комуністами та довоєнним урядом переріс у громадянську війну. Антикомуністичні озброєні загони ще певний час після закінчення війни діяли в Західній Україні, Прибалтиці, Польщі. У Республіці Китай продовжилася війна, що тривала там з 1927 року.
Під час міжнародного судового процесу в Нюрнберзі фашистську та нацистську ідеології визнано злочинними й заборонено. У багатьох західних країнах зросла підтримка комуністичних партій через їхню активну участь у боротьбі під час війни та повоєнну економічну кризу.
Європа опинилася розділеною на два табори: західний (капіталістичний) і східний (соціалістичний). Стосунки між двома блоками різко погіршилися вже за кілька років після закінчення війни. Почалася так звана Холодна війна.

## Цікаво знати
- Територіальна суперечка є головною перешкодою для підписання мирного договору між Росією та Японією, який би став офіційним документом про завершення Другої світової війни[55]
- Єдиною країною, котра брала участь в Другій світовій війні з першого і до останнього дня є Британська імперія[56]. (1 вересня 1939 року, після нападу Третього Рейху на Польську республіку, британський уряд, очолюваний Невіллом Чемберленом, направив Німеччині ноту протесту, 3 вересня — ультиматум та оголошення війни. 2 вересня 1945 року на борту американського лінкора «Міссурі» командувач Британським Тихоокеанським флотом адмірал Брюс Фрезер підписав Акт про капітуляцію Японії).
- Серед учасників Другої світової війни Британська імперія займала найбільшу територію, близько 1/4 земної суші. До її складу, крім, власне, Британії у Європі, входили Гаяна в Південній Америці, Канада в Північній Америці, Британська Індія в Азії, (до складу якої тоді, в свою чергу, входили сучасні Бангладеш, М'янма, Індія, Пакистан і Шрі-Ланка), Австралія, Нова Гвінея, Нова Зеландія, близько чверті Африканського континенту (вертикальна смуга від Єгипетського королівства до Південної Африки та ще території центрального атлантичного узбережжя) і значна частина Близького Сходу: сучасні Ємен, Ізраїль, Йорданія, Ірак, Кувейт, Об'єднані Арабські Емірати та Оман. На цій території проживало близько 480 мільйонів осіб, тобто приблизно 1/4 тогочасного населення Землі.[56]